# Guerres civiles argentines

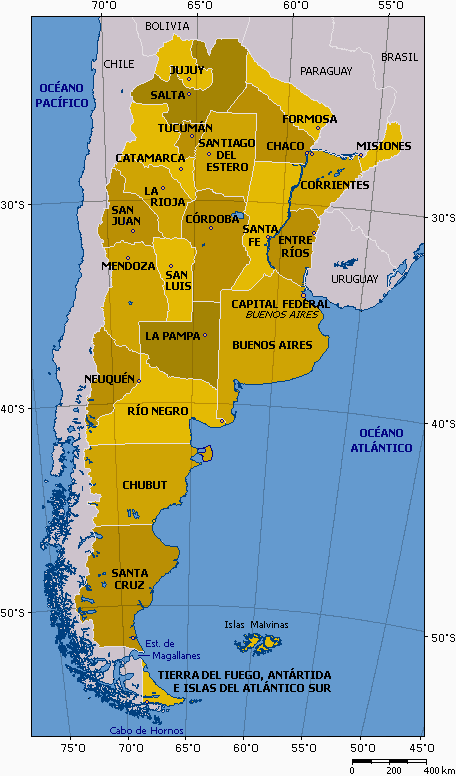
Carte des provinces d'Argentine telles qu'elles se présentent aujourd'hui.

Tout au long d’une grande partie du XIXe siècle, l’Argentine fut le théâtre d’une série de guerres civiles, à l’issue desquelles fut finalement établie la forme de gouvernement qui régit ce pays encore aujourd’hui.
Cette période de guerre civile s’échelonna entre l’année 1814, qui vit l’apparition du parti fédéraliste comme option opposée au centralisme hérité de l’administration coloniale, et l’année 1880, où l’on parvint enfin à un accord politique général, sanctionné par la constitution de 1853, accord articulé sur les principes d’une économie libérale et libre-échangiste et d’une organisation fédérale du gouvernement ; c’est cette même année aussi qui fut scellée la fédéralisation de la ville de Buenos Aires comme capitale de la République argentine.
À divers moments, des forces étrangères, venues de pays voisins ou envoyées par des puissances européennes, vinrent s’immiscer dans les conflits ; de façon générale, ces pays se portèrent au secours du camp centraliste, mais essentiellement dans le souci de défendre leurs propres intérêts commerciaux et stratégiques.
Cette période de guerres civiles apparaît comme une longue enfilade de révolutions et de coups d’État, de combats d’escarmouche et de batailles rangées, de séditions et de blocus étrangers, de compromis et de trêves, et aussi de vengeances personnelles et d’atrocités, péripéties dont le recensement pourra sembler fastidieux, voire embrouillé. Il faut se garder de confondre aspiration à l’autonomie des provinces dites de l’intérieur vis-à-vis de Buenos Aires et volonté sécessionniste — les provinces n’eurent jamais de velléité à se constituer en États indépendants.
Si l’intensité des combats a pu varier au cours de la période décrite, si les conflits ont pu affecter davantage telle province à telle date, et si les enjeux ont pu évoluer et qu’ont pu s’y mêler les motifs d’intérêt personnel de certains protagonistes (p.ex. entre Rivadavia et Quiroga sur les droits d’exploitation d’une mine) et des rivalités individuelles, y compris au sein du même camp, le conflit avait néanmoins cette constante de découler fondamentalement de l’antagonisme entre deux partis politiques, savoir : d’une part, le Parti unitaire, incarné principalement par les élites intellectuelles et économiques de la capitale nationale Buenos Aires, d’idéologie libérale et libre-échangiste, partisan d’un pouvoir central fort, davantage attiré par les sphères européenne et nord-américaine, plus réceptif aux idées politiques nouvelles, et d’autre part, le Parti fédéraliste, incarné par des potentats locaux (caudillos), enclin à perpétuer les rapports sociaux traditionnels hérités de l’époque coloniale, protectionniste en économie, réfractaire aux évolutions modernes et privilégiant en politique l’ascendant et le charisme personnels. Ce fut donc de façon générale un conflit entre une armée nationale aux mains des unitaires et les troupes provinciales mises sur pied localement par des caudillos charismatiques, même s’il est advenu plusieurs fois, notamment sous la dictature (centraliste, mais d’idéologie fédéraliste) de Rosas, que les forces nationales aient paradoxalement été utilisées pour assurer le maintien d’une organisation étatique centraliste d’essence idéologique fédéraliste.
L’enjeu du conflit se cristallisait dans le choix de l’architecture politique du pays, et donc du type de constitution nationale ; à cet égard, la bataille de Cepeda de 1859 et ses suites furent un moment clef de la résolution du conflit, par l’adoption l'année suivante d’une constitution de tendance fédéraliste, même si les unitaires portègnes, contraints d’accepter la constitution à la suite de la défaite de Buenos Aires à Cepeda face aux forces confédérales, surent ensuite, après le résultat d'abord ambigu de la bataille de Pavón de 1861, s’emparer du pouvoir dans chacune des provinces en s’appuyant sur les troupes de Buenos Aires et sur les factions unitaires locales. Une autre cristallisation du conflit est le statut de Buenos Aires, question résolue en 1880 par la désignation de la ville comme capitale nationale et par sa fédéralisation.

## Guerres civiles et révolutions
Dans la tradition historiographique occidentale, l’on dénomme guerre civile tout affrontement armé se déroulant au-dedans d’un même pays, lors duquel se combattent les unes les autres des personnes originaires d’un même lieu, en défendant deux idéologies différentes ou des intérêts opposés. Dans ce type de conflagrations sont susceptibles d’intervenir également des troupes étrangères, aidant ou collaborant avec l’un ou l’autre camp partie au conflit.
Aux guerres civiles participent souvent des forces militaires irrégulières, constituées ou organisées par des civils. Dans le cas argentin, la différence entre forces régulières et irrégulières tendit fortement à s’estomper avec le temps. Les forces irrégulières de cavalerie étaient habituellement désignées par le terme montoneras.
De même, les limites entre les concepts de révolution et de guerre civile ont tendance ici à se recouper. En général, l’on nomme révolutions les affrontements de courte durée — mesurés en heures ou en jours — se déroulant en un point déterminé, généralement une même ville. Les guerres civiles, au contraire, se produisent sur toute l’étendue (plus ou moins vaste) d’un territoire donné, avec des opérations guerrières en différents points, généralement en champ ouvert, et durent considérablement plus longtemps.
En Argentine, les distances entre les localités forçaient les armées à effectuer des déplacements d’une durée de plusieurs semaines pour se rendre d’une ville à l’autre ; c’est là une première des raisons pour lesquelles les opérations de guerre duraient au minimum plusieurs semaines. Quelques-unes des guerres civiles qui dévastèrent l’Argentine en vinrent à s’étaler sur plusieurs années, avec déploiement permanent des belligérants. Par exemple, la guerre entre Santa Fe et le Directoire se prolongea pendant environ cinq ans, certes avec des interruptions. La campagne militaire de Juan Lavalle contre Juan Manuel de Rosas dura quasi trois ans, sans aucune interruption ni trêve.
Il est d’usage de classer sous les guerres civiles argentines l’ensemble des affrontements, y inclus les déplacements de troupes en dehors des villes ou d'une ville à l'autre. Sont également regroupés sous le même intitulé, pour être en relation directe avec les guerres civiles, diverses révolutions et coups de force survenus au cours de la même période.
Les révolutions qui eurent lieu en Argentine dans les années ultérieures, à commencer par la révolution dite du Parc, déclenchée en 1890, resteront exclues de la présente description, attendu qu’elles apparaissent plus ponctuelles, qu’elles eurent une durée beaucoup plus réduite, qu’elles se déroulèrent presque exclusivement au-dedans des villes, et qu’elles étaient du reste destinées à trancher des contentieux politiques à l’enjeu complètement différent.

## Causes des guerres civiles en Argentine
Habituellement, l’ambition personnelle des caudillos de province est désignée comme principale cause des guerres civiles argentines. S’il est sans doute possible que quelques-uns aient eu l’habileté de mener des masses de soldats par le seul intérêt de leur chef, l’appui obtenu par un dirigeant s’explique en général par l’identification avec les idées de celui-ci, par des intérêts de groupe, ou par l’appartenance à tel groupe que le dirigeant concerné était réputé favoriser.
Parmi les questions que l’on entendait trancher par voie de guerre civile, les plus importantes étaient celles liées à la prééminence de la capitale, Buenos Aires, en opposition à différentes alliances de provinces ; à l’instauration du libéralisme ou du conservatisme comme forme de gouvernement ; à l’ouverture commerciale ou au protectionnisme ; et à l’architecture constitutionnelle nationale, propre à définir un cadre pour tous ces enjeux.
Dans son essai, devenu classique, intitulé Estudio sobre las guerras civiles argentinas, Juan Álvarez (en) mit en évidence que les changements dans la structure économique du bassin du Río de la Plata avaient, après la dissolution de la Vice-royauté du Río de la Plata, provoqué des disparités économiques entre les régions, donnant une prépondérance économique à la province de Buenos Aires, que les autres provinces jugeaient excessive et injuste. Cet état de fait aurait alors conduit à une réaction des caudillos fédéralistes contre le centralisme portègne, c'est-à-dire contre l’expression politique de cette prépondérance économique.
Il y eut également des affrontements où deux ou trois provinces se combattaient l’une l’autre, dont les causes ont pu être celles indiquées ci-haut, mais auxquelles s’ajoutait la prétention des gouvernements provinciaux de s’immiscer dans les affaires d’autres provinces ― ou encore, à des dates antérieures, la sécession de telle ou telle portion du territoire provincial désireuse de s’ériger en province autonome.
Enfin, il y eut au-dedans même des provinces plusieurs guerres civiles internes, dans lesquelles la participation de forces externes fut peu importante, voire nulle. Si, dans quelques cas, s’y réglèrent des différends idéologiques, il s’agissait fréquemment de luttes de pouvoir entre factions.

## Antécédents
Dès avant le déclenchement des guerres civiles proprement dites, il y eut dans chaque province plusieurs affrontements internes. Quelques-uns parmi ceux-ci, comme telle révolte contre le gouverneur de Jujuy, ou la tentative de destituer le gouverneur intendant (en esp. teniente gobernador) de San Juan, se produisirent à la fin du XVIIIe siècle, à l’époque de la Vice-royauté. Cependant, ces conflits restèrent en règle générale d’ampleur modérée sous l’effet d’une commune allégeance au pouvoir royal, auquel l’on pouvait recourir à tout moment pour régler les différends.
L’affrontement civil le plus grave survenu au cours des dernières années du régime colonial fut la mutinerie d’Álzaga, tentative avortée de coup de force menée le 1er janvier 1809 par l’alcade de Buenos Aires contre le vice-roi Jacques de Liniers, dans le but de mettre en place un comité exécutif (junta) local ; elle fut toutefois étouffée le jour même, au prix d'un petit nombre de morts et de blessés.
Durant les premières années suivant la révolution de Mai, les problèmes internes restèrent tout d’abord masqués par la guerre contre l’ennemi commun, les forces royalistes. Pendant des années l’on aura à relever que quelques mutineries et révoltes locales, qui se terminèrent en général sans effusion de sang.
L’exception la plus notable est la mutinerie dite des Tresses (en esp. Motín de las Trenzas) survenue fin 1811 à Buenos Aires, laquelle fut violemment réprimée et se solda par l’exécution de ses meneurs. Est à signaler aussi une révolution à San Juan, dirigée par Francisco Laprida, et enfin, la révolution d’octobre 1812, qui eut pour effet de remplacer le Premier triumvirat par le Second. Cependant, il s’agissait là de cas isolés, méritant davantage le qualificatif de révolutions, voire de mutineries, que de guerre civile.

## La révolution fédéraliste dans le Litoral

### Affrontements entre Artigas et le Directoire

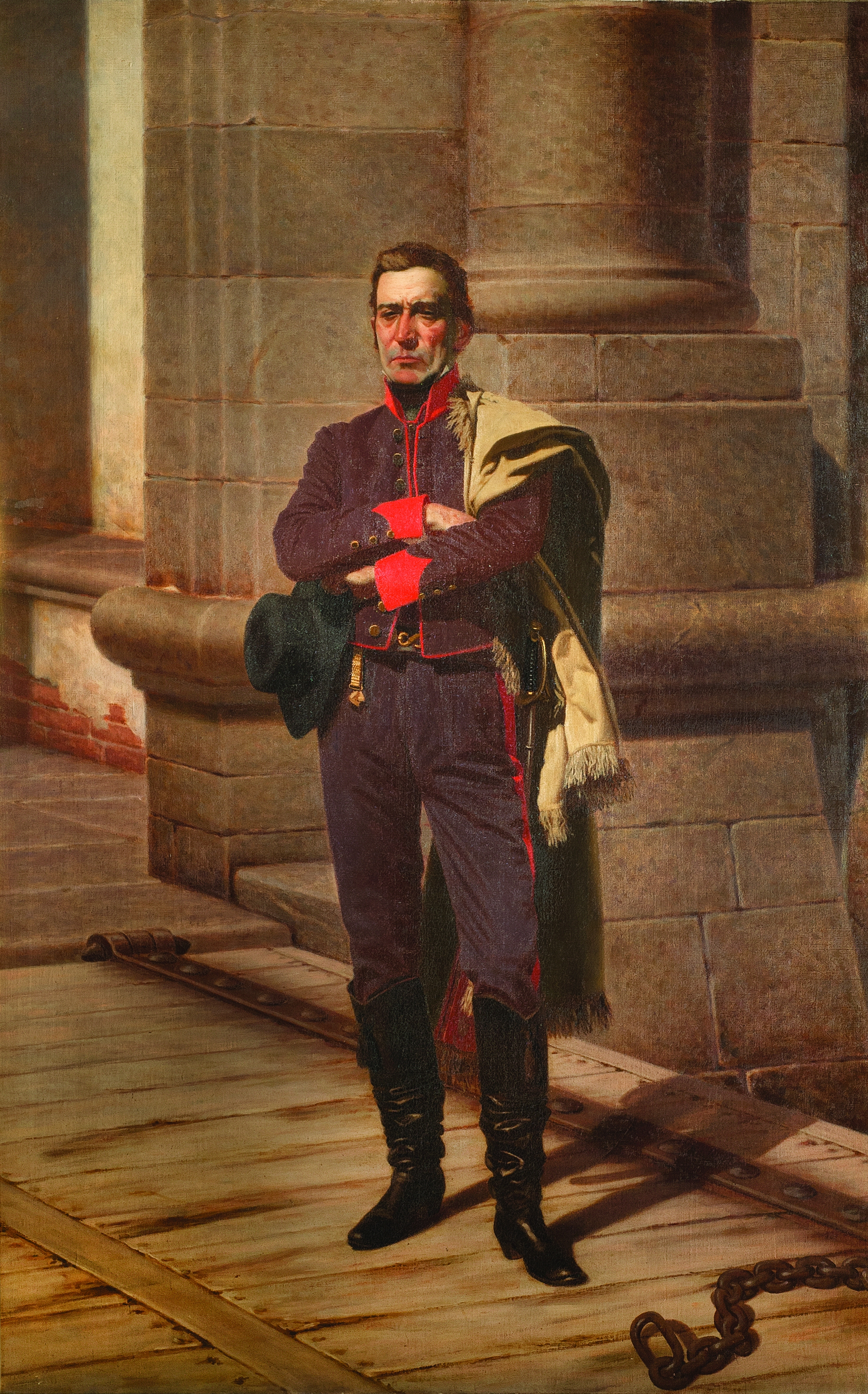
Artigas dans la Citadelle, huile sur toile de Juan Manuel Blanes.

Le caudillo José Artigas, originaire de la Bande orientale (correspondant grosso modo à l'Uruguay actuel), avait eu une part active dans le siège de Montevideo en 1811. Mais, lorsque celui-ci fut levé sur ordre de Buenos Aires, il refusa de s’incliner et donna aux habitants de la province Orientale (comme on commençait alors à l’appeler) le signal du dénommé Exode oriental. L’année suivante, après que le siège eut été de nouveau mis devant Montevideo, de graves désaccords éclatèrent entre les dirigeants de Buenos Aires et Artigas.
Ces conflits s’exacerbèrent quand le Second triumvirat convoqua l’Assemblée de l'an XIII (1813), à laquelle les députés orientaux se rendirent porteurs d’instructions tendant à réclamer l’indépendance absolue d’avec l’Espagne et à organiser le nouvel État sous une forme politique fédérale. L’assemblée, dominée par la loge lautarienne (groupe que dirigeait Carlos María de Alvear), refoula les députés orientaux.
Le 20 janvier 1814, Artigas délaissa le siège de Montevideo, suivi en cela par ses hommes, et donna le coup d’envoi des guerres civiles argentines. Peu après, l’actuelle province d'Entre Ríos se rebella à l’instar d’Artigas, et, à l’issue de la bataille d’El Espinillo, obtint l’autonomie. Les provinces de Misiones et de Corrientes se joignirent également au fédéralisme. Une brève reconquête de Corrientes par le chef local Genaro Perugorría, au détriment d'Artigas, s’acheva par la défaite et l’exécution du premier.
La guerre se déplaça à la Bande orientale, où le général Alvear vainquit l'artiguiste Fernando Otorgués, et où Manuel Dorrego battit Artigas lui-même lors de la bataille de Marmarajá. Mais après la victoire fédéraliste dans la bataille de Guayabos (dite aussi bataille d’Arerunguá) le 10 janvier 1815, la province tout entière retomba aux mains des fédéralistes. Le nouveau Directeur suprême, Alvear, remit Montevideo aux fédéralistes et offrit d’octroyer l’indépendance à la Bande orientale ; cette offre fut toutefois repoussée.
En mars de cette même année éclata une révolution fédéraliste à Santa Fe, qui porta au pouvoir le riche fermier Francisco Candioti. Alvear répliqua en lançant contre lui une offensive, mais le commandant de celle-ci, Ignacio Álvarez Thomas, se rebella contre l’autorité d’Alvear, pactisa avec les fédéralistes et infligea une défaite au Directeur suprême. À sa place fut alors élu le général José Rondeau ; mais, vu que celui-ci dirigeait à ce moment une campagne militaire à destination du Haut-Pérou, c’est le même Álvarez Thomas qui fut nommé son délégué. L’Assemblée et la loge lautarienne furent dissoutes et l’on entreprit de convoquer ce qui deviendrait le congrès de Tucumán.
Cependant, rompant ses promesses de paix, Álvarez Thomas envahit la province de Santa Fe et la soumit à son autorité vers le milieu de 1815.

### Le fédéralisme dans l’Intérieur
Le passage de la province de Córdoba dans le camp fédéraliste se fit sans violence : une menace prononcée par Artigas suffit à ce que le 29 mars le gouverneur Francisco Ortiz de Ocampo démissionnât et qu’à sa place fût élu José Javier Díaz. Celui-ci se déclara un alié d’Artigas, mais ne voulut point rompre avec le Directoire et envoya ses députés au congrès de Tucumán.
Le cabildo de la ville de La Rioja — qui relevait alors encore de la juridiction de Córdoba — récusa l’autorité de Díaz, de sorte que cette province demeura sous la domination du Directoire.
La province de Salta obtint son autonomie provinciale, après que le colonel Martín Miguel de Güemes, chef des troupes de gauchos employées à défendre le nord du pays, eut été élu gouverneur par le cabildo local, le 6 mai 1815 : c'était la première fois que les autorités de Salta étaient élues dans la province même. Non content de se rebeller contre l’autorité de Rondeau, Güemes en outre s’empara de l’armement de l’Armée du Nord et barra le passage aux renforts destinés à cette armée, convaincu que les commandants de ceux-ci avaient reçu ordre de le destituer.
À la suite de sa défaite dans la bataille de Sipe-Sipe contre les forces royalistes, Rondeau se replia sur Salta, occupa la ville et déclara Güemes un traître. Celui-ci se borna à se retirer et à se faire poursuivre par Rondeau, mais tout en le privant de vivres. Rondeau se vit alors contraint de signer avec Güemes le traité de Los Cerrillos, aux termes duquel il le reconnut comme gouverneur de Salta et le chargeait de la défense de la frontière. Cela cependant allait coûter à Rondeau son titre de Directeur suprême ; de plus, la défaite de Sipe-Sipe lui valut, quelques mois plus tard, d’être relevé de ses fonctions de commandement de l’armée du Nord, et d’y être remplacé par Manuel Belgrano.
Güemes ne noua aucune alliance avec Artigas, tenant à garder une autorité autonome. Tacitement, il fut accordé à Güemes ce que les Portègnes n’avaient jamais voulu concéder à Artigas : l'armée nationale était une alliée qui prêtait son concours en tant que troupe supplétive de l’armée de Salta.
Dans la province de Santiago del Estero, il y eut deux soulèvements autonomistes, dirigés par le colonel Juan Francisco Borges, qui s’opposait à ce que sa province dépendît de Tucumán. Le 4 septembre 1815, il s’autoproclama gouverneur et parvint à se rendre maître de la ville. Toutefois, quatre jours à peine plus tard, il fut vaincu et capturé. Il s’enfuit, mais revint dans sa province, où il déclencha un nouveau soulèvement le 10 décembre 1816, proclamant l’autonomie provinciale et l’alliance avec Artigas. Mais, battu à nouveau, il fut fusillé le premier jour de 1817.
Si l’accession au pouvoir des fédéralistes fut pacifique à Córdoba, leur chute en revanche s’accompagna d’affrontements armés : Juan Pablo Bulnes, chef des milices de la ville, se souleva contre Díaz, l’accusant de connivence avec le Directoire. Il le vainquit et le força à démissionner, mais Ambrosio Funes, beau-père de Bulnes, nommé par le Directeur suprême, prit les fonctions de gouverneur à sa place. Un deuxième soulèvement de Bulnes, le 26 janvier 1817, avorta également par la réaction du gouvernement national. En mars de la même année, Manuel Antonio Castro, nommé par le Directeur suprême Juan Martín de Pueyrredón, devint gouverneur de Salta, tandis que La Rioja retourna sous l’obédience du gouvernement directorial de Córdoba.
Plus au sud dans la province de Córdoba, plusieurs caudillos fédéralistes restaient en état d’insurrection, parmi lesquels se distinguait plus particulièrement Felipe Álvarez, originaire de Fraile Muerto, qui entretint la rébellion fédéraliste pendant trois ans encore. Cette situation nécessita l’envoi d’une division de l’armée du Nord, sous les ordres du colonel Juan Bautista Bustos.

### La Ligue des peuples libres

Les Provinces-Unies du Río de la Plata en 1816. En rouge, la Ligue des peuples libres.

Au début de 1816, les milices urbaines et rurales de Santa Fe se soulevèrent et le 31 mars élurent pour leur gouverneur Mariano Vera. Álvarez Thomas lança contre celui-ci une nouvelle offensive, toutefois le chef de son avant-garde pactisa avec Vera et se retira, provoquant la démission du Directeur suppléant, qui fut remplacé par Juan Martín de Pueyrredón. Celui-ci exigea la soumission de Santa Fe, mais son injonction resta sans suite, en raison de quoi les provinces du Litoral n’eurent pas de représentants à la Déclaration d’indépendance de l’Argentine en juillet 1816.
Pueyrredón organisa une quatrième invasion de Santa Fe, et ses troupes réussirent à occuper la ville durant 25 jours avant d’en être expulsées. Puis, singulièrement, il n’y eut plus au cours de l’année 1817 de nouvelles hostilités.
Dans la Bande orientale, Artigas sut mettre en place un gouvernement progressiste et démocratique. Il mena de profondes réformes sociales et distribua aux pauvres les terres, le bétail et les biens meubles laissés par les émigrés.
Cependant, à la mi-1816, sous prétexte de quelques algarades — réelles ou supposées — de gauchos dans le sud du Brésil, le roi du Portugal déclencha l’invasion luso-brésilienne de la province Orientale. Pueyrredón ne fit rien pour défendre la province ainsi envahie, et même vint à pactiser avec le commandant en chef des envahisseurs. Au milieu de 1817, les Portugais parvinrent à s’emparer de Montevideo, quoique Artigas et ses troupes résistassent pendant trois ans encore dans l'arrière-pays de la province.
En 1818, le Directoire entreprit de nouvelles attaques : la deuxième guerre du Directoire contre Artigas dans Entre Ríos consista en trois offensives menées contre cette province au départ du fleuve Paraná, avec l’appui de quelques caudillos mineurs. Mais le nouveau commandant de Concepción del Uruguay, Francisco Ramírez, subordonné d’Artigas, les vainquit avec une éclatante facilité ; sans être gouverneur, il contrôlait néanmoins la situation militaire d’Entre Ríos et savait organiser ses montoneras de manière efficace.
La province de Corrientes pour sa part fut secouée de dissensions entre fédéralistes, dissensions balayées par l’occupation de la capitale provinciale par le cacique guaraní Andrés Guazurary, protégé d’Artigas, et par le marin irlandais Peter Campbell.
Le gouverneur de Santa Fe Mariano Vera fut battu par les partisans, plus motivés, d’Artigas en juillet 1818. Comme ceux-ci ne parvinrent pas à former un gouvernement, le colonel Estanislao López, chef des milices rurales, décida d’occuper la ville le 23 juillet et se nomma lui-même gouverneur. Il allait être confirmé par le cabildo ultérieurement et jouir d’un énorme soutien populaire.
Pueyrredón riposta en envoyant fin 1818 une armée de 5 000 hommes placée sous les ordres de Juan Ramón Balcarce (en). Balcarce réussit à occuper éphémèrement la capitale provinciale, mais fut contraint ensuite de se replier. Dans le même temps s’avançait la colonne de l’armée du Nord commandée par le colonel Bustos afin de prendre López en tenaille, mais celui-ci l’attaqua à Fraile Muerto, privant ses troupes de leur mobilité. Ensuite, il obligea Balcarce à évacuer Rosario ; en guise de vengeance, Balcarce, qui pourtant avait déjà saccagé une moitié de cette province, fit incendier Rosario.
Peu après, le général Viamonte tenta une nouvelle invasion, mais López réitéra sa stratégie : il attaqua Bustos à La Herradura, et, ne parvenant pas à le vaincre, se dirigea vers Córdoba pour le forcer à se retirer. Ensuite, il vira vers le sud et fit face aux forces de Viamonte à Coronda, le contraignant une nouvelle fois à se replier sur Rosario, où les deux hommes convinrent d’une trêve, qui allait durer huit mois.

## L’anarchie de l’an XX

### Bataille de Cepeda et traité de Pilar
En juin 1819, le congrès élut Directeur suprême le général José Rondeau, lequel sollicita l’aide des Portugais pour combattre les fédéralistes. Au surplus, Rondeau ordonna à San Martín de revenir du Chili avec son armée pour attaquer Santa Fe, mais celui-ci désobéit ouvertement. De même, l’armée du Nord, qui, sous les ordres de Francisco Fernández de la Cruz, se dirigeait vers le sud, manifesta son refus de poursuivre la guerre civile lors de l’incident connu sous le nom de mutinerie d’Arequito, et retourna ensuite à Córdoba, où le gouverneur Castro fut remplacé par José Javier Díaz. Peu après eurent lieu des élections, lors desquelles Juan Bautista Bustos fut élu gouverneur ; une partie du parti fédéraliste (qui a Córdoba avait pour nom Primer federalismo cordobés) passa à l’opposition.
Antérieurement à ces événements, le 11 novembre 1819, le gouverneur de Tucumán avait été renversé et remplacé par le général Bernabé Aráoz. Presque au même moment que la mutinerie d’Arequito éclata dans la province de San Juan une rébellion des troupes de l’armée des Andes, inaugurant un processus de chaos politique qui amena la dissolution de la province de Cuyo.
Fin janvier, Francisco Ramírez et Estanislao López envahirent la province de Buenos Aires et vainquirent les troupes de Rondeau dans la bataille de Cepeda de 1820. Cette défaite entraîna la dissolution du Congrès et la démission de Rondeau.

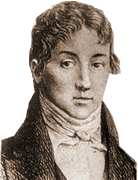
Manuel de Sarratea.

À sa place fut élu gouverneur de la province Manuel de Sarratea, qui signa avec les dirigeants fédéralistes le traité de Pilar. Chaque province acquérait une souveraineté absolue, le gouvernement national cessait d’exister, et il était envisagé de convoquer un congrès pour rédiger et sanctionner une constitution et former un gouvernement, évidemment fédéraliste. À travers une clausule secrète, il fut convenu de remettre les armements aux armées fédéralistes.
Le général Balcarce renversa Sarratea et prit les fonctions de gouverneur ; cependant, une semaine seulement après, les caudillos fédéralistes le contraignirent à la démission. López et Ramírez rentrèrent dans leurs provinces, et en leur absence se succédèrent alors comme gouverneurs Sarratea, Alvear et Ramos Mejía.
Ramírez et López n’avaient pas signé le traité de Pilar en tant que subordonnés d’Artigas, mais comme gouverneurs autonomes : Artigas en effet avait été battu lors de la bataille de Tacuarembó le 29 janvier, soit quelques jours avant la bataille de Cepeda, et avait dû évacuer la Bande orientale et se replier dans la province de Corrientes.
Artigas n’accepta pas le traité de Pilar, qui le laissait de côté et différait indéfiniment la reprise de sa province. Il accusa Ramírez de trahison et lui fit la guerre : après quelques victoires remportées par Artigas, Ramírez le vainquit en une rapide série de victoires. Finalement, Artigas, père fondateur du fédéralisme argentin, fut obligé de se réfugier au Paraguay, se retirant définitivement de la politique.
Le 29 septembre 1820, Ramírez fonda la République d’Entre Ríos, province fédéraliste désireuse non pas de s’ériger en État indépendant, mais de s’unir en une fédération, d’égal à égal, avec les autres provinces.

### Nouvelles guerres dans le Litoral
Estanislao López, pour sa part, assisté d’Alvear et du général chilien José Miguel Carrera, envahit une nouvelle fois la province de Buenos Aires à la tête de 1 200 hommes. Le général Soler se fit élire gouverneur et l’affronta, mais fut mis en déroute à Cañada de la Cruz le 28 juin 1820.
Soler ayant démissionné, Manuel Dorrego fut nommé au poste de gouverneur et voulut lui aussi mener une campagne contre López. Plus heureux d’abord que son prédécesseur, réussissant en effet à battre les troupes d’Alvear et de Carrera à San Nicolás de los Arroyos, puis celles de López lui-même à Pavón, il fut ensuite, après avoir été abandonné à son sort par Martín Rodríguez et Juan Manuel de Rosas, chefs des milices rurales de Buenos Aires, totalement défait le 2 septembre lors de la sanglante bataille de Gamonal.
Peu de temps après fut élu gouverneur de Buenos Aires Martín Rodríguez, lequel, avec le concours de Rosas, réprima une éphémère révolution dirigée par le colonel Manuel Pagola.
Sur ces entrefaites, Carrera s’associa avec les caciques ranquels pour piller quelques localités de la province de Buenos Aires, afin de réunir assez de moyens à l’aide desquels retourner au Chili, où il se proposait de renverser Bernardo O'Higgins. Le gouverneur Rodríguez répliqua à ses algarades en lançant une campagne militaire contre les Indiens du sud de la province, au demeurant totalement étrangers aux faits incriminés, ce qui déclencha en retour une sanglante série de représailles de la part des indigènes. De retour de leur campagne militaire dans le sud, Rodríguez et Estanislao López signèrent le 24 novembre, avec la médiation de Bustos, le traité de Benegas, par lequel l’on convenait de la convocation d’un congrès fédéral à Córdoba ainsi que d’une forte indemnisation de Santa Fe par Buenos Aires, disposition dont la mise en œuvre fut confiée à Rosas.
Ramírez pour sa part, indigné de ce qu’il avait été laissé de côté par le traité de Benegas, décida d’attaquer Buenos Aires, mais voulut préalablement envahir Santa Fe. Il traversa le fleuve Paraná et stationna à Coronda, attendant là que vinssent s’unir à ses troupes celles du colonel Lucio Norberto Mansilla. Cependant, celui-ci, pour éviter une offensive contre sa province (Buenos Aires), le trahit et se retira dans Entre Ríos.

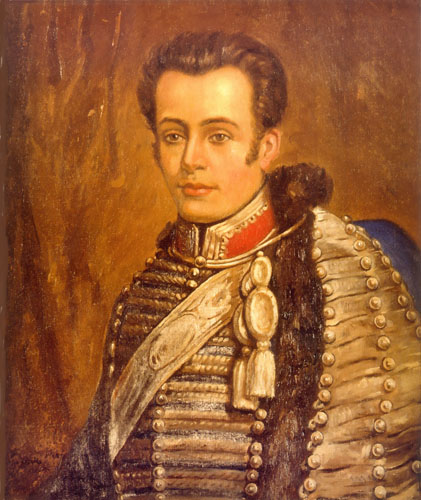
Le général José Miguel Carrera.

Ce nonobstant, Ramírez vainquit, par deux fois en l’espace de quelques jours, le colonel Gregorio Aráoz de Lamadrid, qui s’était mis au service de Buenos Aires. López incorpora les restes de sa troupe dans les forces de Santa Fe, au moyen desquelles il défit Ramírez le 26 mai, le forçant à fuir avec moins de 300 hommes en direction de Córdoba.
Entre-temps, Carrera avait envahi la province de Córdoba, battant le gouverneur Bustos. De là, il pénétra dans la province de San Luis, puis recula vers le sud de la province de Córdoba pour joindre ses troupes à celles de Ramírez et du caudillo local Felipe Álvarez. Ensemble, ils attaquèrent Bustos à Cruz Alta, mais celui-ci s’était efficacement retranché et ne put être battu, de sorte que Ramírez tenta à présent de rentrer dans Entre Ríos en passant par le Chaco, mais fut vaincu le 10 juillet dans la bataille de Río Seco, près de Villa de María et de San Francisco del Chañar, et tué pendant sa fuite. Sa tête fut apportée à López, qui la fit embaumer pour l’exposer dans une cage.
Carrera de son côté tenta de rentrer au Chili. Il battit le général Bruno Morón à Río Cuarto et envahit la province de San Luis, puis fit route vers Mendoza. Cependant, il fut vaincu par le colonel José Albino Gutiérrez lors de la bataille de Punta del Médano, et ensuite fusillé à Mendoza le 4 septembre 1821, en même temps que Felipe Álvarez et le soldat Monroy, celui qui avait liquidé Morón.

### La paix dans le Litoral
Le 23 septembre 1821, le colonel Mansilla battit le successeur de Ramírez, son demi-frère Ricardo López Jordán (père) ; celui-ci, vaincu à nouveau un mois après, fut contraint de s’expatrier à Paysandú.
La République était alors donnée pour morte. Corrientes, son autonomie retrouvée, se maintint en paix sous les gouvernorats de Juan José Fernández Blanco et de Pedro Ferré.
Le 22 janvier 1823 fut signé, entre les provinces de Buenos Aires, Santa Fe, Entre Ríos et Corrientes, le traité dit du Quadrilatère, par lequel, sous la pression du ministre portègne Bernardino Rivadavia, le congrès fédéral de Córdoba, pourtant déjà convoqué, demeura lettre morte.
Le gouvernement de Mansilla était en fait assimilable à une intervention de Buenos Aires en Entre Ríos. En mai 1822, les partisans de López Jordán entreprirent une ultime tentative de rébellion à Concepción del Uruguay, mais furent vaincus. Depuis lors, si Entre Ríos ne connut pas la stabilité politique, du moins la paix y fut-elle préservée pendant plusieurs années, tant sous le gouvernorat de Mansilla que sous celui de son successeur, Juan León Solas.
La province de Santa Fe, jusqu’alors la plus affectée par la guerre civile, put jouir d’une décennie de paix.

### Chaos dans les provinces de Cuyo et de La Rioja
La révolution déclenchée dans la province de San Juan par Mariano Mendizábal avait débouché sur un chaos total. Le bataillon de Chasseurs, dirigé par le colonel Francisco Solano Del Corro, marcha sur Mendoza. Bien qu’il fût battu, il provoqua la démission du gouverneur Toribio de Luzuriaga. À San Luis, le cabildo déposa de manière pacifique Vicente Dupuy, et lui substitua José Santos Ortiz, qui gouverna durant presque toute cette décennie.
Dans la province de La Rioja, lorsque l’on sut la dissolution du Directoire, le 1er mars 1820, le général Francisco Ortiz de Ocampo s’empara du gouvernorat et expulsa les membres de la famille Dávila. Quelques semaines plus tard, la province fut envahie par Del Corro, qui battit Ocampo près de Patquía et occupa La Rioja. Mais il en fut bientôt expulsé par Juan Facundo Quiroga, commandant du département de Sierra de los Llanos (région située dans le sud-est de la province), à la tête d’une division de 80 hommes ; ce fut la première victoire de l’illustre caudillo. Del Corro parvint néanmoins encore à réunir une petite troupe, avec laquelle il se proposait de traverser la province de Tucumán, mais il fut vaincu par les forces du gouverneur Aráoz.
Le colonel Nicolás Dávila accéda au gouvernorat de La Rioja et gouverna en paix pendant deux ans. Vers la fin de son gouvernement, il dut affronter la législature, qui appela Quiroga à son secours. Celui-ci battit Dávila dans la bataille d’El Puesto et fut élu gouverneur. Il démissionna trois mois plus tard, mais, depuis lors, gouverna de fait la province, en sa fonction de commandant d’armes.
À Córdoba, une révolution dirigée contre Bustos par le futur général José María Paz fut réprimée presque sans combat. Paz en effet, qui en réalité méprisait les montoneros qui y participaient à ses côtés, n’avait pas fait de réels efforts pour faire triompher son mouvement.

### La République de Tucumán et sa dissolution
Sitôt aboutie la révolution qui l’avait porté au pouvoir, Bernabé Aráoz proclama la République de Tucumán et la dota d’une constitution.
Cependant, la nouvelle République ne fut pas acceptée à Santiago del Estero. Le 31 mars, le cabildo de cette ville élut gouverneur le colonel Juan Felipe Ibarra, chef de la frontière du Chaco, et proclama formellement l’autonomie de la province. Aráoz protesta et lança des menaces, mais ce n’est qu’en avril de l’année suivante, c'est-à-dire avec huit mois de retard, qu’il résolut d’envoyer contre Santiago del Estero une expédition militaire, aisément refoulée par Ibarra.
Le caudillo Aráoz avait aidé une petite moitié de l’armée du Nord, emmenée par le colonel Alejandro Heredia, à parvenir jusqu’à Salta, et s’était ainsi assuré l’appui de Güemes, qui en effet se proposait de lancer, avec ses propres gauchos et avec les hommes amenés par Heredia, une nouvelle campagne militaire vers le Haut-Pérou. Toutefois, le gouverneur de Tucumán refusa de mettre à sa disposition les armes de l’armée du Nord prises en novembre 1819. Güemes réagit en attaquant Aráoz : des troupes de Salta s’en furent occuper Catamarca, tandis que Heredia et Ibarra faisaient mouvement vers Tucumán. Lors de la bataille de Rincón de Marlopa, le 3 avril 1821, les troupes de Tucumán, conduites par le colonel Abraham González, infligèrent une défaite totale aux troupes de Salta et de Santiago del Estero.
À ce moment, Güemes apprit qu’il avait été destitué par une révolution de la haute société de Salta. Il retourna dans sa ville et n’eut aucune difficulté à reprendre le gouvernorat.
Aráoz réussit à recouvrer Catamarca également ; mais le 5 juin il reconnut, par voie du traité de Vinará, l’autonomie de Santiago del Estero.
Le 25 février 1821, Catamarca proclama aussi son autonomie. Après le gouvernorat bref et turbulent de Nicolás Avellaneda y Tula, le dirigeant fédéraliste Eusebio Gregorio Ruzo s’empara du pouvoir. Quelques-uns des chefs attachés à la cause d’Avellaneda, comme Manuel Antonio Gutiérrez, durent passer un temps en exil sous la protection d’Aráoz.

### Mort de Güemes et anarchie dans la province de Tucumán
Quelques jours après le traité de Vinará, les royalistes, par une ultime offensive, réussirent à s’emparer de Salta et à provoquer le décès de Güemes, mais leurs troupes furent expulsées quelques semaines plus tard. Le parti qui s’était opposé à Güemes vint alors au pouvoir et nomma gouverneur José Antonio Fernández Cornejo.
Le 22 septembre 1821, par une révolution sanglante, les membres du parti qui avait toujours été loyal à Güemes renversèrent Cornejo et placèrent à sa place le général José Ignacio Gorriti. Celui-ci composa un gouvernement d’union : il désigna le fédéraliste Pablo Latorre commandant d’armes et Fernández Cornejo gouverneur délégué de Jujuy. Néanmoins, il eut à réprimer en décembre une révolution dirigée contre lui.
Dans la province de Tucumán, Aráoz fut renversé le 28 août 1821 par ses propres officiers emmenés par le général Abraham González, qui accéda ensuite au gouvernorat avec l’appui du cabildo. Il sut se maintenir au pouvoir pendant quelques mois, jusqu’à ce qu’il fût renversé à son tour le 8 janvier 1822. Javier López, chef des milices urbaines, fut alors élu à sa place. Ensuite, la province fut secouée d’une ribambelle de révolutions, batailles et pillages, qui amenèrent au pouvoir tour à tour Bernabé Aráoz, son cousin Diego Aráoz, Javier López et Nicolás Laguna. Progressivement se constituèrent deux partis : celui de López, et celui d’Aráoz, chacun des deux déterminé à vaincre totalement l’autre.
Après un long exercice du pouvoir – pendant presque un an – par Bernabé Aráoz, Javier López réussit à l’expulser le 5 août 1823 vers Salta, où il ne disposait pas d’alliés. Là, il continua de conspirer, mais fut arrêté et envoyé, sur ordre du gouverneur Juan Antonio Álvarez de Arenales, à Tucumán, où il fut fusillé le 24 mars 1824. La paix civile devait ensuite durer presque deux ans dans la province de Tucumán.

## Guerre entre Quiroga et Lamadrid

### Le congrès de Buenos Aires et premiers accrocs dans l’intérieur
En 1824 se réunit à Buenos Aires le Congrès général de 1824, fermement contrôlé par les Portègnes. Sa mission était de rédiger et sanctionner une constitution, mais la campagne des Trente-trois Orientaux dans la Bande orientale, qui déclencha la guerre de Cisplatine, détermina la nécessité de constituer une armée nationale. Pour la financer et la diriger, ledit Congrès institua la fonction de Président de la République argentine, à l’exercice de laquelle fut élu le dirigeant du Parti unitaire, Bernardino Rivadavia. Celui-ci s’employa non seulement à organiser la guerre de Cisplatine, mais prit également des décisions dans des domaines jusque-là réservés à chaque province.
Peu après son accession au pouvoir, Rivadavia décida la dissolution du gouvernement provincial de Buenos Aires, perdant ainsi l’appui des propriétaires terriens de la province. En outre, il approfondit les mesures qu’il avait prises sous le gouvernorat de Martín Rodríguez, y compris une tolérance religieuse modérée et un contrôle ferme sur l’église catholique locale. Dans les milieux conservateurs de l’intérieur du pays, ces mesures furent interprétées comme des « hérésies ».
Les premières difficultés dans les terres intérieures se manifestèrent dans la province de San Juan, où le gouverneur Salvador María del Carril, qui s’était ingénié à imiter les réformes de Rivadavia, fut renversé en juillet 1825 par une révolution dirigée par le clergé et forcé de fuir à Mendoza. Là, il obtint l’appui du gouverneur unitaire Juan de Dios Correas, qui venait d’accéder au pouvoir peu avant, par la voie d’une révolution menée par son apparenté politique Juan Lavalle. Celui-ci envoya une expédition qui, sous le commandement du colonel José Félix Aldao — lequel deviendra plus tard l’un des plus éminents caudillos fédéralistes — battit les rebelles en septembre 1825, pour restituer ensuite le gouvernorat aux unitaires.
À Catamarca, il y eut, vers la fin du gouvernement de Ruzo, une grave confrontation entre deux commandants désireux de gouverner la province : Manuel Antonio Gutiérrez et Marcos Antonio Figueroa. La législature, décidée à préserver la paix avant tout, parvint, sous la garantie de Facundo Quiroga, commandant de La Rioja, à un règlement entre les deux adversaires, aux termes duquel Gutiérrez fut nommé gouverneur en juillet 1825. Son gouvernement était dirigé par le propriétaire terrien Miguel Díaz de la Peña, unitaire et partisan de Rivadavia, qui le persuada d’éliminer de la législature les opposants fédéralistes.

### Début d’une guerre civile
Au début de 1826 fit son apparition dans la province de Catamarca le colonel Gregorio Aráoz de Lamadrid, qui, envoyé par Rivadavia, était chargé de lever le contingent militaire destiné à être engagé dans la guerre de Cisplatine. Gutiérrez sut le convaincre de retourner à Tucumán, où il renversa Javier López, qui venait de faire fusiller son oncle Bernabé Aráoz. López se trouvait dans le sud de la province, et fut à son retour battu par Lamadrid au Rincón de Marlopa, dans les environs de la capitale provinciale. Dans la province de Catamarca, Figueroa et Facundo Quiroga vainquirent Gutiérrez. Celui-ci alors appela Lamadrid à son secours, lequel revint à Catamarca et battit Figueroa en août 1826.

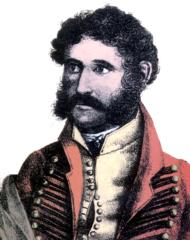
Juan Facundo Quiroga.

Facundo Quiroga avait plusieurs motifs concomitants pour se lancer dans la guerre : en premier lieu, il se trouvait être le principal actionnaire d’une entreprise exploitant les mines du Cerro de Famatina, alors que le président Rivadavia était le gestionnaire d’une firme rivale, à laquelle il avait adjugé, en sa qualité de président de la République, les droits exclusifs sur les gisements concernés. En même temps, il s’était fort alarmé des mesures anticléricales du gouvernement de Rivadavia et de la prétention du Congrès d’imposer par la force la constitution unitaire de 1826.
De son côté, Rivadavia finançait l’armée de Lamadrid, a qui il confia la mission d’éliminer la résistance des chefs fédéralistes du nord, c'est-à-dire Facundo Quiroga, Juan Bautista Bustos et Felipe Ibarra. La trahison de Gutiérrez fournit à Quiroga le mobile décisif pour se précipiter à l’attaque. En octobre 1826, il envahit la province de Catamarca et replaça Figueroa au gouvernement. Lamadrid, qui s’était porté au secours de Gutiérrez, fut battu par Quiroga dans la bataille d’El Tala, le 27 octobre, dans les confins nord de Catamarca. Lamadrid fut donné pour mort, et Quiroga occupa la capitale de la province, pour la quitter peu de jours plus tard.
Peu après, Facundo rentra dans sa province, anticipant l’ordre donné par Rivadavia de l’attaquer depuis le sud. Le colonel Aldao désarma les unitaires de Mendoza, et aida ainsi le général Juan Rege Corvalán à accéder au gouvernorat de cette province. Simultanément, Quiroga envahit la province de San Juan, dont la législature, préférant ne pas l’affronter, nomma gouverneur un de ses proches parents.

### Deuxième campagne de Quiroga
Sur ces entrefaites, Lamadrid, qui s’était maintenu en vie, avait recouvré le gouvernorat à Tucumán. Pour se venger des fédéralistes, il missionna le colonel Francisco Bedoya d’envahir la province de Santiago del Estero. Insidieusement, le gouverneur Ibarra le laissa d’abord occuper la capitale, puis l’assiégea, en lui coupant les vivres, et l’obligea ainsi à se retirer au bout d’une semaine. Gutiérrez pour sa part reprit son poste de gouverneur à Catamarca. Peu de temps plus tard, le gouverneur de Salta, Arenales, fut vaincu par le colonel Francisco Gorriti, lequel quelques jours après vainquit aussi, à Chicoana, le colonel Bedoya, qui y perdit la vie. Le 8 février 1827, Arenales prit la fuite en Bolivie, et Gorriti put à nouveau assumer le gouvernorat provincial.
Lamadrid envahit la province de Santiago del Estero, et battit Ibarra ; mais dans le même temps, il dut quitter la province, et Ibarra, accompagné de Facundo Quiroga, put revenir au pouvoir. Au départ de Santiago del Estero, les fédéralistes se rendirent ensuite maîtres de Catamarca et marchèrent sur Tucumán. Quiroga derechef battit Lamadrid, dans la bataille de Rincón de Valladares, près de la capitale provinciale, le 6 juillet 1827. Lamadrid s’enfuit en Bolivie, tandis que le caudillo de La Rioja s’emparait de la ville et la soumettait au versement de fortes réparations de guerre. Lorsqu’il quitta la province, le fédéraliste Nicolás Laguna s’installait au pouvoir comme gouverneur.
Fin 1827, toutes les provinces étaient aux mains de membres du Parti fédéraliste, à l’exception de la province de Salta. À Buenos Aires, c’est Manuel Dorrego qui, à la suite de la démission de Rivadavia, gouvernait la province.

## Guerre entre unitaires et fédéralistes: 1828 ― 1831

### La révolution de Lavalle et son échec
En dépit du succès de la campagne terrestre, la guerre de Cisplatine se solda, sous l’effet du blocus maritime, par un traité de paix néfaste, signé par l’émissaire de Rivadavia, ce que celui-ci paya de son poste et ce qui valut au Congrès de disparaître. Après que Buenos Aires eut ainsi recouvré son autonomie provinciale, Manuel Dorrego fut élu gouverneur, et conclut une entente avec les dirigeants fédéralistes de l’Intérieur, lesquels lui déléguèrent la responsabilité en matière de forces armées en campagne et d’affaires étrangères. En remplacement du Congrès, une Convention nationale se réunit à Santa Fe, afin d’asseoir les bases constitutionnelles du pays.
Cependant Dorrego, en raison du manque de fonds et de la pression anglaise, se vit contraint de souscrire à un traité de paix qui prévoyait l’indépendance de la province Orientale, sous la dénomination de République orientale de l’Uruguay. Les officiers de l’armée, s'estimant bafoués, décidèrent de déposer Dorrego. Le général Juan Lavalle fit rentrer la moitié de l’armée à Buenos Aires, et le 1er décembre 1828 renversa Dorrego, se faisant ensuite nommer gouverneur par une assemblée de ses partisans.
Dorrego parvint néanmoins à fuir dans le sud de la province, où il savait pouvoir compter sur l’appui des milices rurales du colonel Juan Manuel de Rosas. Lavalle cependant vint l’y chercher et le battit dans la bataille de Navarro, puis, peu de jours après, incité par ses alliés unitaires, donna l’ordre de le fusiller. Rosas se rendit dans la province de Santa Fe, dont le gouverneur, Estanislao López, se mit à la tête d’une campagne militaire visant à destituer Lavalle.
À l’intérieur de la province de Buenos Aires se formèrent des groupes de montoneras fédéralistes, que poursuivirent les colonels Isidoro Suárez, Federico Rauch, qui fut vaincu et exécuté, et Ramón Bernabé Estomba, qui fut frappé de démence. Peu après, Lavalle appuya l’invasion de la province de Córdoba par le général José María Paz.
Lavalle lança une offensive contre Santa Fe, mais López appliqua une tactique d’attrition, le forçant, sans le combattre de front, à reculer vers le sud, pour ensuite, de concert avec Rosas, le défaire dans la bataille de Puente de Márquez.
Rosas s’en alla alors assiéger Lavalle dans la ville de Buenos Aires, et le contraignit à négocier avec lui. Il en résulta la convention de Cañuelas, qui appelait notamment à la tenue d’élections, convocables à Buenos Aires seulement et auxquelles seule une liste « d’union » ne devait se présenter. Cependant, quelques unitaires firent échouer les élections et le siège devant la ville fut relancé. Lavalle signa alors avec Rosas le pacte de Barracas, aux termes duquel le général Juan José Viamonte fut élu gouverneur. Celui-ci convoqua la commission législative, auparavant dissoute par Lavalle, laquelle commission élut alors Juan Manuel de Rosas gouverneur, le 8 décembre 1828. Il lui fut en outre concédé « toutes facultés ordinaires et extraordinaires qu’il estimera nécessaires, jusqu’à la réunion d’une nouvelle législature ». Ces faits marquent le début de la dénommée ère rosiste.

### Invasion de Córdoba par le général Paz

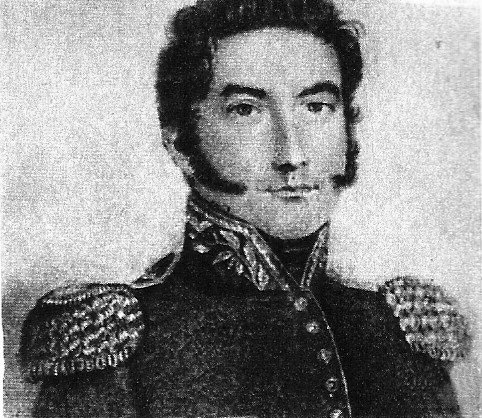
Le général Paz en 1829, (lithographie de César Hyppolite Bâcle).

Dans la foulée de l’exécution de Dorrego, le général José María Paz envahit la province de Córdoba à la tête d’un millier d’hommes de troupe. La province était alors toujours gouvernée par le général Bustos, son compagnon lors de la mutinerie d’Arequito et son ennemi de l’année 1821. Devant l’avancée des troupes de Paz, Bustos abandonna la capitale provinciale et se retrancha à San Roque, aux portes des sierras de Córdoba, dans le nord-ouest de la province. Il sollicita le secours de Facundo Quiroga et par mesure dilatoire nomma Paz gouverneur par intérim et engagea des pourparlers avec lui.
Cependant Paz le devança et le vainquit le 22 avril 1829 dans la bataille de San Roque. Il regagna la capitale Córdoba et se fit nommer gouverneur titulaire par une alliance d’anciens unitaires et de vieux autonomistes de l’époque de José Javier Díaz. Les commandants du nord et de l’ouest de la province refusèrent toutefois de le reconnaître comme gouverneur.
Contact fut alors pris avec les gouverneurs Javier López, de Tucumán, et José Ignacio Gorriti, de Salta. Le premier se transporta vers Córdoba emmenant une division, tandis que le second envahit Catamarca et La Rioja, occupant, en l’absence de Quiroga, la capitale de cette dernière province.
Bustos se réfugia dans la province de La Rioja et revint un mois plus tard comme commandant en second dans l’armée de Quiroga. Celui-ci fit mouvement vers la vallée de Traslasierra, puis, de là, vers le sud, afin d’incorporer les forces des provinces de Mendoza et de San Luis, que commandait le général Aldao. Paz, que ce dernier réussit à berner, quitta la capitale Córdoba et fit route vers le sud. Quiroga surgit ensuite devant la ville et s’en empara ; mais, pour ne pas provoquer de bain de sang parmi la population, Quiroga sortit de la ville pour affronter Paz dans la bataille de La Tablada, le 22 juin 1829. La bataille se solda par une victoire totale de Paz. Pourtant, à sa surprise, Quiroga regroupa ses hommes et revint l’attaquer le lendemain matin, mais fut battu derechef. Paz récupéra la capitale provinciale, où le colonel Román Deheza donna l’ordre de fusiller des dizaines de prisonniers.
Quiroga se retira dans La Rioja, où il réprima durement ceux qui avaient appuyé l’invasion de Gorriti.
Paz envoya des colonnes militaires, placées sous les ordres de Pedernera, Lamadrid et Pringles (en), pacifier l’ouest et le nord de la province, où ses officiers commirent toutes sortes d’exactions et de violations. Il y eut une brève révolution unitaire à San Luis, mais elle fut rapidement étouffée. À Mendoza également se produisit une réaction du Parti unitaire, conduisant à ce que le colonel Juan Agustín Moyano nomma gouverneur le général Rudecindo Alvarado, ancien collaborateur de San Martín, mais Alvarado fut battu lors de la bataille de Pilar par Aldao, lequel revint à Córdoba et fit fusiller les vaincus en représailles de l’assassinat de son frère. Seul Alvarado lui-même put sauver sa vie.
Facundo Quiroga rassembla une nouvelle fois des troupes et avança sur Córdoba, en divisant son armée en deux colonnes : la plus avancée envahit la province depuis le sud, pendant que l’autre se retarda à défendre Catamarca. Ce retardement provoqua la défaite de Quiroga le 25 février 1830, dans la bataille d’Oncativo, appelée également bataille de Laguna Larga. Quiroga s’enfuit à Buenos Aires et Aldao fut capturé.

### La Ligue de l’intérieur et le Pacte fédéral
Par la suite, Paz envoya des divisions de son armée dans les provinces qui avaient donné leur appui à Quiroga : il dépêcha à Mendoza le colonel José Videla Castillo, qui se fit nommer gouverneur ; à Catamarca, San Juan et San Luis, la déferlante unitaire emporta plusieurs chefs fédéralistes secondaires. Le gouverneur de La Rioja, le général Villafañe, dut prendre la fuite au Chili. Paz envoya dans cette province le général Lamadrid, qui procéda à une mise à sac violente de la province, et força la mère de Facundo à balayer la place de la capitale provinciale. La province de Santiago del Estero elle aussi fut mise sous la domination du général Deheza, cependant celui-ci ne réussit jamais à s'affirmer dans le gouvernement provincial.
Les gouvernements ennemis une fois remplacés par d’autres à son allégeance, Paz convoqua ses représentants, et conclut avec eux un traité général, fondant la dénommée Ligue de l’intérieur. Celle-ci promulgua la constitution argentine de 1826, auparavant avortée, de tendance nettement unitaire, et nomma Paz Chef militaire suprême ; les provinces restaient totalement soumises à son autorité.
Dès lors, le général Lavalle, qui avait émigré vers l’Uruguay, rentra pour défaire le gouverneur de Santa Fe avec le concours de López Jordán. Si celui-ci parvint à s’emparer de la capitale de la province, il le fit toutefois au nom des fédéralistes, en raison de quoi Lavalle le quitta ; López Jordán ne se maintint au gouvernement de Santa Fe que pendant guère plus d’un mois. Une nouvelle tentative entreprise par les fédéralistes en mars 1831 échoua plus lamentablement encore.
Les quatre provinces fédéralistes — Buenos Aires, Santa Fe, Entre Ríos et Corrientes — signèrent le Pacte fédéral, par lequel ils déclarèrent la guerre à la Ligue de l’intérieur.

### Victoire fédéraliste

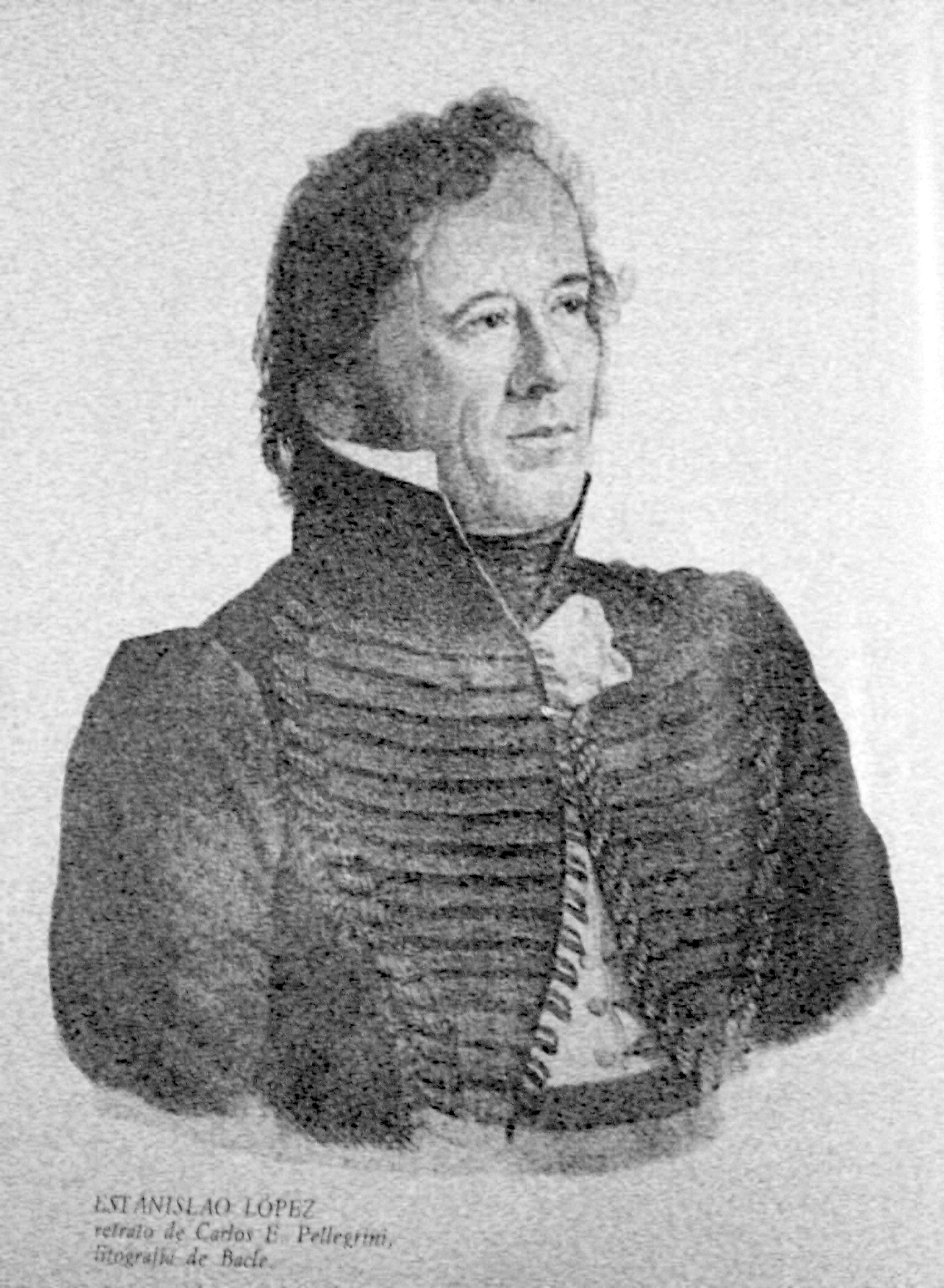
Le brigadier Estanislao López.

La direction de la guerre resta aux mains d’Estanislao López, qui avança avec ses troupes vers la frontière de Córdoba, appuyant les rébellions des frères Reynafé dans le nord de cette province. Rosas envoya à son aide l’armée de Buenos Aires, sous les ordres du général Juan Ramón Balcarce.
Le général Quiroga retourna à la lutte à la tête d’une troupe que Rosas avait mise à sa disposition : 450 délinquants sortis des prisons. Avec eux, il fit mouvement vers le sud de Córdoba.
Au début de 1831, le colonel Ángel Pacheco battit, dans la bataille de Fraile Muerto, le colonel unitaire Juan Esteban Pedernera. Les vaincus étaient pour la plupart des fédéralistes enrôlés de force dans l’armée unitaire, et furent réincorporés dans l’armée de Quiroga. À l’aide de ces renforts, Quiroga s’empara du bourg de Río Cuarto après plusieurs jours de siège, marcha sur San Luis et vainquit en deux batailles le colonel Pringles. Peu de jours plus tard, il fit son entrée dans la province de Mendoza, où il défit le 22 mars 1831 le gouverneur Videla Castillo lors de la bataille de Rodeo de Chacón. Ne pouvant monter à cheval à cause de ses rhumatismes, Quiroga dut diriger les opérations depuis le siège de cocher d’une diligence.
Quiroga s’assura que des fédéralistes fussent élus aux gouvernorats des provinces de Cuyo, et soutint la rébellion de Tomás Brizuela dans la province de La Rioja. De retour à Mendoza, il vengea l’assassinat du général Villafañe, donnant ordre de fusiller vingt-six prisonniers.
Entre-temps, le général Paz gardait confiance en qu’il pourrait rétablir la situation en sa faveur par une grande bataille. Alors qu’il avançait pour obliger López à présenter bataille, il fut capturé par un tir de boleadoras et emmené prisonnier à Santa Fe.
Lamadrid prit alors le commandement de l’armée et ordonna la retraite vers sa propre province, Tucumán, où il nomma Chef militaire suprême le général Alvarado, gouverneur de Salta. Cependant, celui-ci devait affronter ses propres fédéralistes sur son territoire, et ne put lui envoyer de renforts. À l’issue d’une campagne compliquée dans la province de Catamarca, Quiroga vainquit Lamadrid pour la troisième fois, dans la Bataille de La Ciudadela, le 4 novembre 1831. Lamadrid et la plupart de ses officiers s’enfuirent se réfugier en Bolivie.
Le gouvernorat de Córdoba passa aux mains du commandant de milice José Vicente Reinafé, partisan d’Estanislao López. López lui-même réussit à installer, comme gouverneur d’Entre Ríos, Pascual Echagüe, qui avait été jusque-là son ministre et qui sut apporter la paix dans une province très instable.
Dans la province de Tucumán, le fédéraliste Alejandro Heredia fut élu gouverneur, et Alvarado promit de passer le pouvoir à Pablo Latorre, caudillo de Salta ; celui-ci eut toutefois d’abord à battre ses adversaires dans une bataille à Cerrillos, en février 1832, avant de pouvoir assumer le gouvernorat.
L’ensemble du pays était ainsi, pour la première fois, tombé aux mains de gouvernants fédéralistes.

## Conflits entre fédéralistes dans la décennie 1830

### Échec du projet de constitution fédéraliste
La victoire totale du Parti fédéraliste lui fournit la première occasion historique d’organiser l’Argentine selon ses propres principes. Si les provinces réussissaient à se mettre d’accord, le moment serait favorable pour sanctionner une constitution entièrement fédéraliste et de définir pour le pays une structure politique fédéraliste.
Les personnalités politiques prédominantes étaient Facundo Quiroga, doté d’un ascendant décisif dans les provinces de Cuyo et dans le nord-ouest, Estanislao López, dans les provinces de Santa Fe, Entre Ríos et Córdoba, avec une forte influence à Corrientes et Santiago del Estero, et Rosas, qui jouait un rôle prépondérant dans la province de Buenos Aires.
La Commission représentative de députés de toutes les provinces tint réunion à Santa Fe, et toutes souscrivirent au Pacte fédéraliste. Cependant Rosas, persuadé que les provinces devaient s’être préalablement organisées intérieurement avant même de sanctionner telle ou telle organisation nationale, et désireux de conserver la prééminence économique de Buenos Aires en gardant la haute main sur les douanes, tentait de convaincre les autres gouverneurs et députés de son point de vue. Il mit à profit les rivalités entre Quiroga et López pour indisposer les gouvernements provinciaux les uns vis-à-vis des autres : une imprudente lettre du député de Corrientes Manuel Leiva lui fut l’occasion de retirer de la Commission les députés portègnes. Son exemple fut bientôt imité par la quasi-totalité des autres provinces.
La mise en place d’une organisation constitutionnelle fut ensuite différée  indéfiniment, et le pays ne garda, pour toute organisation commune, que la seule délégation des affaires étrangères au gouverneur de Buenos Aires.

### La révolution des Restaurateurs

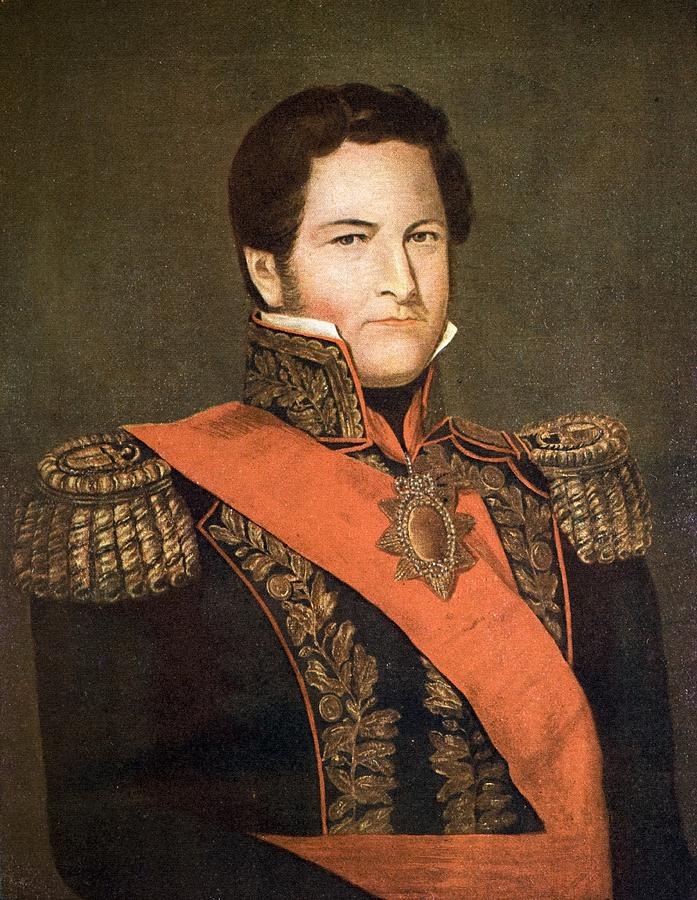
Juan Manuel de Rosas.

Le premier gouvernorat de Rosas s’acheva le 17 décembre 1831. À sa place fut élu le général Juan Ramón Balcarce, héros de la guerre d’indépendance, tandis que Rosas se lança dans une campagne militaire dans le désert pour affaiblir les forces combattantes indigènes du sud et, dans la mesure du possible, d’y conquérir des terres.
Balcarce profita de son absence pour réduire la prépondérance de Rosas et de ses partisans au sein du Parti fédéraliste et du gouvernement portègnes, en y plaçant des fédéralistes modérés, que les rosistes désignaient par échines noires (lomos negros). Les partisans de Rosas ripostèrent par le déclenchement en 1833 de la dénommée révolution des Restaurateurs (en esp. Révolución de los Restauradores), assiégeant Balcarce pendant plusieurs jours dans la capitale. L’épouse de Rosas dirigeait les actions d’agitation dans les classes pauvres de la population et mit sur pied la Société populaire restauratrice (Sociedad Popular Restauradora) ainsi que le bras armé de celle-ci, la Mazorca (litt. quenouille, épi). La majeure partie de l’armée se joignit aux insurgés, et Rosas lui-même se prononça en leur faveur. Le 28 octobre, sur les rives du ruisseau Maldonado, Manuel de Olazabal, commandant en chef des forces de cavalerie de Buenos Aires, vainquit ceux, emmenés par le colonel Martín Hidalgo, qui tentaient de s’opposer à Rosas.
Balcarce démissionna le 4 novembre 1833. Lui succéda le général Juan José Viamonte, sous le gouvernorat de qui la Mazorca attaqua les partisans du gouvernement déchu. Le Parti fédéraliste non seulement se proposait de ne plus tolérer de dissidences externes, mais considérait en outre désormais comme une trahison tout acte d’autonomie vis-à-vis de Rosas. Bon nombre des lomos  negros les plus en vue prirent le chemin de Montevideo ; vers la fin de la décennie, ils feront alliance avec les unitaires dans une lutte commune contre Rosas.
Viamonte démissionna l’année suivante et, après plusieurs renoncements de Rosas à assumer le gouvernorat, Manuel Vicente Maza, ami du Restaurador, fut élu à titre intérimaire.

### Révolution et répression à Córdoba
Facundo Quiroga, qui se considérait injustement évincé de la position d’influence à laquelle il s’estimait en droit de prétendre à Córdoba, choisit d’appuyer les opposants au gouverneur de cette province. En septembre 1832, le commandant José Manuel Salas, aux côtés de Juan Pablo Bulnes, Claudio María Arredondo ― le gendre de feu l’ancien gouverneur Bustos ― et les fils de ce dernier, déclenchèrent une révolution contre les frères Reinafé, mais furent battus lors d’une bataille aux environs de la capitale provinciale.
Peu après la campagne de 1833 dans le désert, le général José Ruiz Huidobro, commandant de la colonne du centre, dirigea une nouvelle révolution contre les frères Reynafé : à la mi-juin, le colonel Del Castillo, commandant de la frontière sud de la province, marcha sur la capitale ; à eux vinrent se joindre Arredondo, dans l’est de la province, et Ramón Bustos, dans le nord.
Cependant, la réaction rapide de Francisco Reinafé, chef des milices du nord de la province, s’ajoutant au refus des commandants du Río Tercero, Manuel López, et du Río Segundo, Camilo Isleño, firent avorter ce plan. Del Castillo fut battu dans une escarmouche aux environs de Córdoba. Le colonel Isleño traversa rapidement la sierra de Córdoba et atteignit les fuyards à Yacanto de Calamuchita, où il les écrasa complètement et fit prisonniers les meneurs, lesquels furent peu après fusillés, à l’exception d’Arredondo. De même, Ramón Bustos fut défait dans le nord.
Le général Ruiz Huidobro fut conduit à Buenos Aires, et mis en jugement. Les frères Reynafé en gardèrent rancune à Quiroga, lequel, de toute évidence, était derrière toutes ces conspirations, et conçurent le dessein de se débarrasser de lui dès la première occasion.

### Guerre dans le nord: l’autonomie de Jujuy
Fin 1832, le commandant Manuel Puch, partisan des frères Gorriti, prit la tête d’un soulèvement à Salta. Le gouverneur Pablo Latorre dut d’abord fuir, mais une semaine plus tard battit Puch dans la bataille de Pulares.
En août 1833, le colonel Pablo Alemán, jusque-là collaborateur du gouvernement de Latorre, monta contre celui-ci une nouvelle révolution. Il échoua cependant et trouva refuge à Tucumán, sous la protection du gouverneur Alejandro Heredia, qui rejeta la demande d’extradition introduite par Latorre.
À la mi-1834, Heredia intervint activement dans la politique de Catamarca, en apportant son appui au commandant Felipe Figueroa contre le gouverneur, et obtint que Manuel Navarro prît sa place.
Dans la province de Tucumán, le dirigeant unitaire Ángel López, neveu du général Javier López, tenta de renverser Heredia, mais échoua et s’enfuit à Salta. Latorre se vengea de la révolution d’Alemán en aidant les López dans leur tentative d’envahir Tucumán, mais ceux-ci essuyèrent un échec et durent prendre la fuite en Bolivie. Heredia fit réclamation en raison des frais occasionnés par l’offensive des López, et avança jusqu’à la frontière avec Salta, exigeant la démission du gouverneur Latorre. Ce dernier sollicita le gouverneur de Buenos Aires d’intercéder entre eux ; la réponse cependant se fit trop attendre.
En novembre 1834, voyant dans les attaques d’Heredia une occasion propice, les dirigeants de la ville de San Salvador de Jujuy et de sa juridiction, laquelle était du ressort de celle de la province de Salta, se prononcèrent, par la voie d’un cabildo ouvert, en faveur de l’autonomie. Le gouverneur délégué José María Fascio s’associa à eux et se fit nommer gouverneur de la nouvelle province.
Heredia engagea Latorre à reconnaître l’autonomie de Jujuy, tout en envoyant son frère Felipe Heredia et Alemán envahir Salta.
Latorre quitta la capitale provinciale, et fut destitué en son absence. Les forces militaires étaient toutefois restées aux mains de Latorre, qui fit face, depuis le nord, à l’invasion de Fascio dans la bataille de Castañares. Le colonel Mariano Santibáñez feignit de passer dans les rangs de Latorre et parvint ainsi à le capturer et par là même à disperser ses effectifs.
Un groupe de dirigeants unitaires de Salta déposa Latorre et élut à sa place l’ancien colonel José Antonio Fernández Cornejo, qui reconnut l’autonomie de Jujuy. Fascio rentra à Jujuy, laissant à Salta une petite escorte, sous le commandement de Santibáñez, qui quelques jours plus tard fera assassiner Latorre dans sa cellule.
Latorre avait auparavant demandé la médiation du gouverneur de Buenos Aires Manuel Vicente Maza. Celui-ci envoya comme médiateur le général Facundo Quiroga, qui apprit la défaite et la mort de Latorre en arrivant à Santiago del Estero. De ce lieu, il aida Heredia à placer Pablo Alemán au gouvernorat de Jujuy et à celui de Salta son frère Felipe Heredia.

### Mort et héritage de Quiroga
Alors qu’il s’en retournait vers le sud, et peu avant de pénétrer dans la province de Córdoba, le général Quiroga fut assassiné, dans la zone écartée de Barranca Yaco, par une escouade placée sous les ordres du capitaine Santos Pérez et commanditée par les frères Reynafé. Les Reynafé tentèrent de rejeter la responsabilité de la mort de Quiroga sur le santiagueño Ibarra, mais sa propre responsabilité s’imposa bientôt avec évidence.
La nouvelle du crime provoqua une commotion dans le pays tout entier. Rosas fut appelé à endosser d’urgence le gouvernorat de Buenos Aires et se vit investi de la somme du pouvoir public (esp. suma del poder público), savoir : la dictature la plus absolue. Néanmoins, la législature continua de fonctionner.
Peu après s’acheva le mandat de gouvernement de José Vicente Reinafé. À sa place fut d’abord nommé Pedro Nolasco Rodríguez, qui tenta de protéger les Reynafé, mais remit sa démission devant les preuves de leur participation au crime. Son successeur, Sixto Casanova, mit aux fers Santos Pérez et les frères Reynafé ; peu de temps après, la montonera que Francisco Reinafé avait réussi à armer fut battue dans le nord de la province.
Le 17 novembre, le commandant du Río Tercero, Manuel López, rentra à la capitale provinciale et se fit élire gouverneur. Il expédia les frères Reynafé à Buenos Aires, pour y être jugés pour le crime. Francisco, qui réussit à s’enfuir, sera l’unique survivant des Reynafé, qui furent condamnés et exécutés.

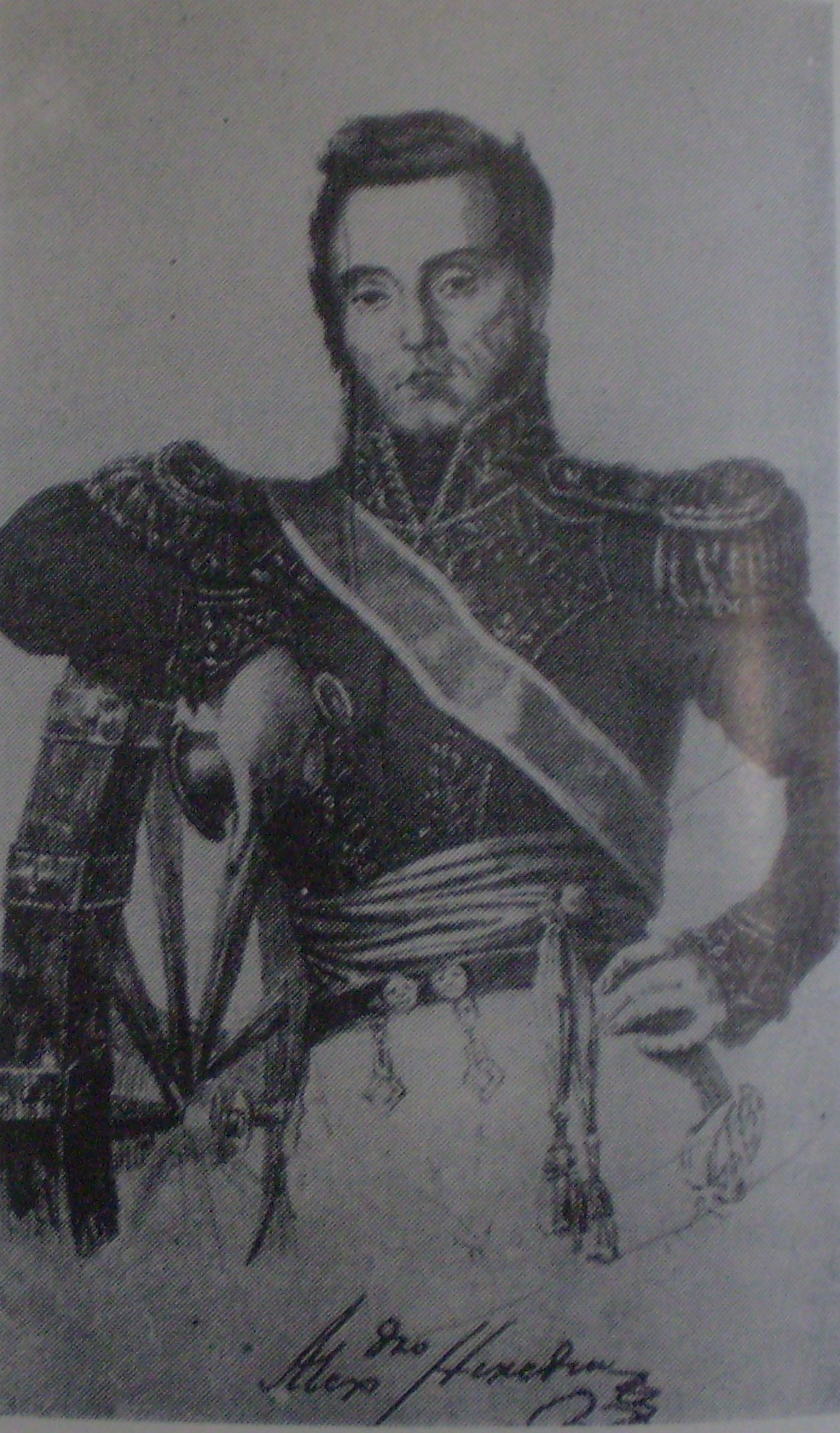
Alejandro Heredia.

À peu de temps de la mort de Quiroga, une conspiration fut découverte à Mendoza, à la suite de quoi le colonel Lorenzo Barcala, protégé du ministre de San Juan, fut exécuté.
Par une réaction singulière, le gouverneur Martín Yanzón envahit la province de La Rioja avec une petite armée et avec le concours du commandant Ángel Vicente Peñaloza. Il escomptait un effet de surprise, mais le général Tomás Brizuela le vainquit non loin de la capitale provinciale. Brizuela envahit ensuite la province de San Juan, obligeant Yanzón à s’enfuir au Chili. À sa place fut nommé gouverneur Nazario Benavídez, protégé de Rosas, qui sera un éminent caudillo durant plus de vingt ans. Quelques mois après, Brizuela lui-même prit ses fonctions de gouverneur de La Rioja.

### L’hégémonie d’Heredia dans le nord
À la mi-1835, Javier López et son neveu Ángel envahirent Salta à partir du nord. Ils traversèrent les vallées Calchaquís, mais au moment de pénétrer dans la province de Tucumán, ils furent battus et fusillés, sur ordre d'Heredia, « car je n’ai pas trouvé sur la terre d’endroit sûr d’où ils ne puissent plus par la suite causer des maux. »
Une fois débarrassé des López, le caudillo tucuman envahit la province de Catamarca, accusant son gouvernement d’être de connivence avec eux. Il vainquit le commandant d’armes Felipe Figueroa, et en lieu et place de Navarro fut élu gouverneur Fernando Villafañe, originaire de La Rioja, marionnette d’Heredia, qui devait accepter la perte de presque tout l'ouest de la province au bénéfice de la province de Tucumán, et qui déclara Heredia protecteur de la province par lui gouvernée.
Heredia, dès lors, vint à passer pour le protecteur des provinces du nord. Au début de 1836, il dut se charger du commandement de l’armée du Nord, dans le cadre de la guerre contre la Confédération péruano-bolivienne.
Au début de 1838, quatre provinces — San Luis, Mendoza, La Rioja et Santiago del Estero — étaient gouvernées par des gouverneurs qui avaient progressivement été dépossédés de leur autonomie vis-à-vis de Rosas. Deux autres gouverneurs — ceux de San Juan et de Córdoba — étaient redevables de leur gouvernorat à Rosas. Echagüe également, avec un Estanislao López au dernier stade de sa maladie, se rapprocha de Rosas.
En revanche, dans le nord, de Catamarca jusqu’à Jujuy, l’hégémonie d’Heredia était totale.

### Guerre civile en Uruguay

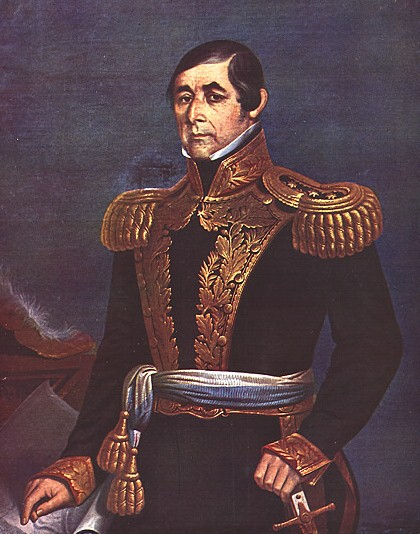
Fructuoso Rivera.

Si la Bande orientale s’était transformée entre-temps en République orientale de l’Uruguay, État indépendant, cette indépendance ne lui permettait pas d’isoler ses affaires complètement des conflits intérieurs de l’Argentine.
Le général Juan Antonio Lavalleja, héros des Trente-trois Orientaux, avait été supplanté par le général Fructuoso Rivera, qui avait accédé à la présidence en novembre 1830. Voyant le gouvernement miné par le dérèglement et la corruption, Lavalleja tenta de le renverser, mais ses quatre tentatives successives échouèrent totalement.
En 1835, le général Manuel Oribe, partisan de Lavalleja, mais qui s’était montré légaliste en faveur de Rivera, fut élu président. Oribe s’efforça d’exercer le pouvoir de manière ordonnée, mais se heurta aux groupes corrompus installés par les ministres de son prédécesseur. Face à la protection que Rivera continuait de leur donner, Oribe supprima la charge de commandant de campagne qui avait été attribuée à Rivera vers la fin de son mandat.
En juillet 1836, après qu’Oribe eut rétabli la fonction de commandant de campagne et  placé à ce poste son propre frère Ignacio Oribe, Rivera déclencha la révolution. Il réussit pendant un temps à dominer une partie du pays, mais fut battu le 19 septembre par Ignacio Oribe et Lavalleja lors de la bataille de Carpintería, et dut s’exiler au Brésil. C’est durant cette bataille que les insignes traditionnels ― blancs pour les partisans d’Oribe, et rouges (colorado) pour les gens de Rivera ― furent utilisés pour la première fois.
L’année suivante, Rivera revint, avec l’appui de caudillos du Rio Grande do Sul, et après avoir rallié plusieurs officiers argentins unitaires, exilés comme lui dans ce pays. Parmi eux figurait le général Lavalle, qui dirigea l’armée lors de la bataille décisive de Palmar, le 15 juin 1838.

### Le blocus français et ses conséquences
Le roi des Français Louis-Philippe, désireux de fonder un nouvel empire outremer, avait pour tactique soit de provoquer, soit d’agréer divers gouvernements faibles ou supposés tels. Parmi ceux-ci figurait l’Argentine : se saisissant de prétextes puérils, ses représentants exigèrent de la part du gouverneur Rosas, entre autres vexations, le même traitement pour la France que celui que le gouvernement de Buenos Aires réservait à l’Angleterre. Devant le refus de Rosas, la flotte française riposta en bloquant fin 1837 le Río de la Plata et ses affluents. Ensuite, la France offrit de lever le blocus pour les provinces argentines qui rompraient avec Rosas.

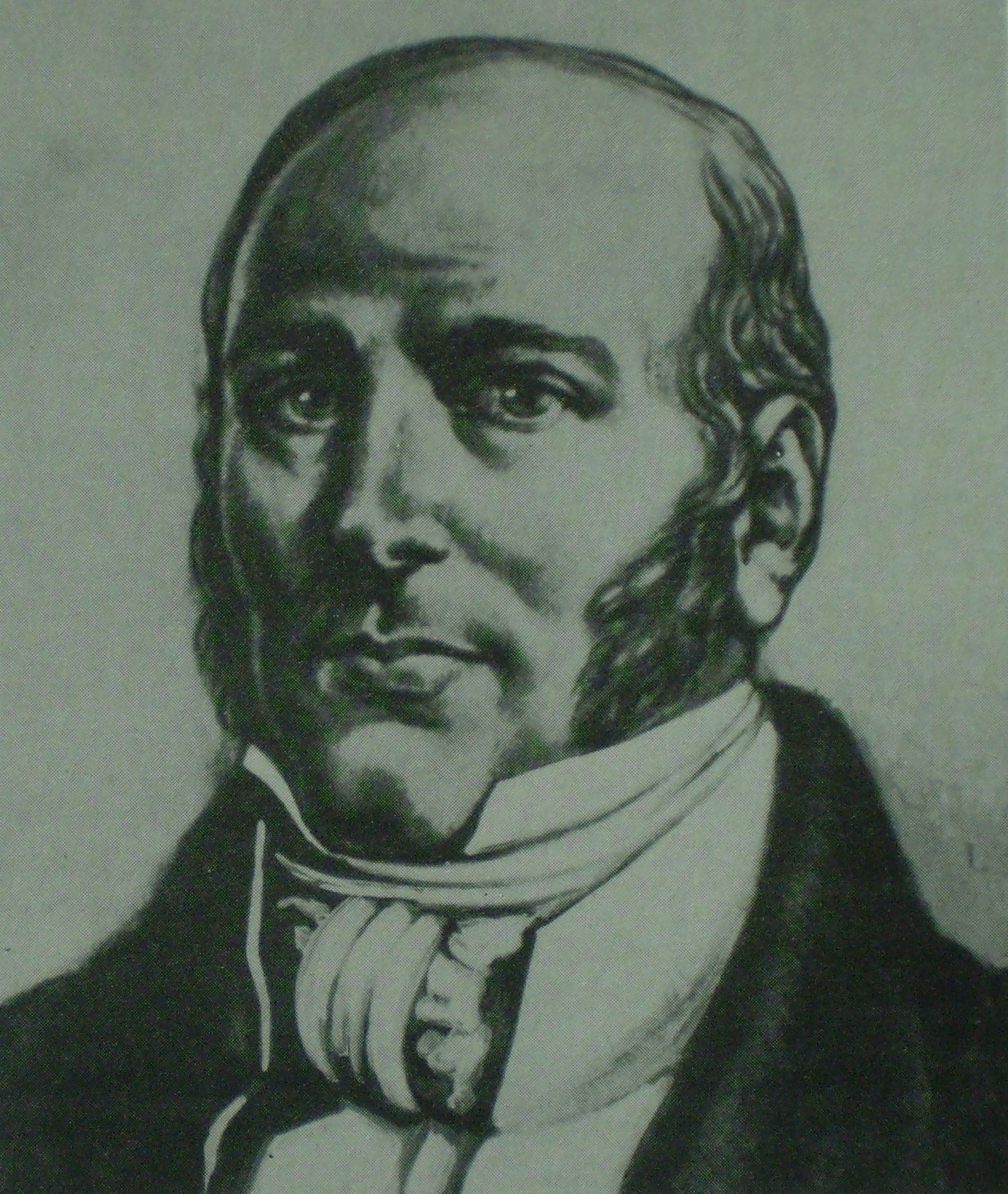
Domingo Cullen. Portrait au fusain par Juan Zorrila de San Martín.

En juin 1838, le ministre de Santa Fe Domingo Cullen (en) vint à Buenos Aires, avec la mission d’opérer un rapprochement entre Rosas et l’amiral français. En retour, il mena avec celui-ci des négociations sur la levée du blocus et sur l’exigence française de désaveu de l’autorité nationale de Rosas.
La mort d’Estanislao López fit basculer la position politique de Cullen et le porta à s’enfuir précipitamment à Santa Fe. Là, il se fit nommer gouverneur, toutefois ni Rosas ni Echagüe ne le reconnurent en cette qualité, alléguant comme motif qu’il était espagnol. Le colonel Juan Pablo López, frère d’Estanislao, qui avait fait mouvement vers Santa Fe au départ de Buenos Aires, battit le 2 octobre le colonel Pedro Rodríguez del Fresno, loyal à Cullen. Celui-ci s’enfuit à Santiago del Estero, et López fut nommé gouverneur.
En octobre 1838, l’escadre française s’empara violemment de l’île Martín García, sans que Rosas acceptât pour autant d’entamer des pourparlers sur les exigences de la France.
Exploitant la faiblesse du président Oribe, l’escadre française exigea son concours au blocus des ports argentins, mais Oribe maintint sa neutralité. En réaction, le capitaine français bloqua aussi Montevideo.
Sa capitale assiégée par terre et par mer, et sous la menace d’un pilonnage par la flotte française, Oribe présenta sa démission à la présidence le 21 octobre, s’y déclarant contraint par la violence,.
Oribe cependant continua de se considérer président, mais ne put exercer la fonction en raison de circonstances qui lui étaient étrangères ; une telle attitude allait acquérir une grande importance plusieurs années plus tard. Il gagna Buenos Aires, où Rosas le reçut comme le président constitutionnel.
Rivera assuma la dictature jusqu’au 1er mars 1839, date à laquelle il fut élu président. La première mesure de son gouvernement sera de déclarer la guerre à Rosas. D’autre part, il rompit son alliance avec les caudillos du Río Grande, pour se liguer avec l’empire du Brésil.

## La coalition du Nord

### Les premières rébellions dans le nord
Le premier acte de rébellion des libéraux dans le nord consista à assassiner le gouverneur tucuman Alejandro Heredia en novembre 1838. Si l’assassin voulut certes venger une offense personnelle, il bénéficia par ailleurs de l’aide de plusieurs dirigeants unitaires.
Heredia éliminé, les nouveaux gouvernants s’attelèrent à organiser une opposition — fort prudente dans ses débuts — contre Rosas. Parmi eux se détachaient José Cubas, de Catamarca, et Marco Avellaneda, de Tucumán. Au début, il y eut apparence qu'Ibarra dût s’unir à eux, à l’instigation de Cullen, qui s’était réfugié à Santiago del Estero.
En février 1839, avec le concours d’Ibarra et de Cubas, éclata à Córdoba une révolution contre Manuel López. Une colonne partie de Catamarca, sous le commandement de Pedro Nolasco Rodríguez, arriva trop tard pour pouvoir aider les révolutionnaires, qui avaient déjà été vaincus ; Nolasco Rodríguez les enrôla dans sa petite armée, mais fut battu par le gouverneur de Salta et fusillé.
Peu après, Rosas exigea d’Ibarra la capture de Cullen, lequel fut envoyé à Buenos Aires. À peine eût-il mis le pied sur le territoire de la province, fin juin, qu’il fut fusillé par ordre de Rosas.

### Echagüe contre Berón de Astrada et Rivera

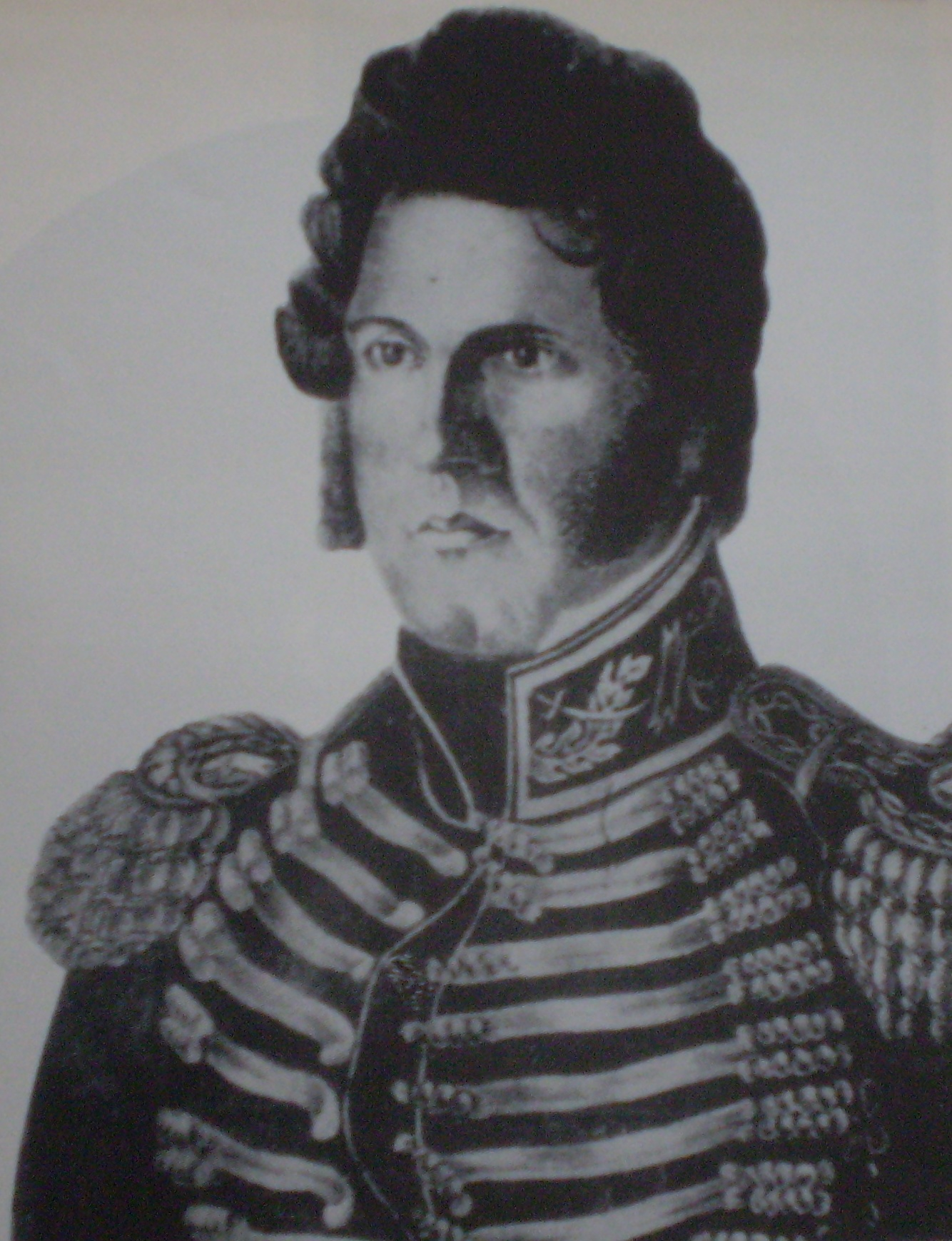
Le brigadier Pascual Echagüe.

En décembre 1837 fut nommé gouverneur de la province de Corrientes Genaro Berón de Astrada, dont la préoccupation centrale était la liberté de navigation sur le fleuve Paraná. Il entra pour cette raison en conflit avec Rosas et tâcha d’obtenir l’alliance de Cullen. Après la fuite de ce dernier, Berón se lança dans une rébellion contre Rosas, sans y être préparé, même si ce fut en tant qu’allié nominal des émigrés unitaires de Montevideo et de Fructuoso Rivera. Cette alliance, si elle le compromit complètement, ne lui valut en contrepartie aucune aide.
Berón réunit une armée de 5 000 hommes, sans organisation ni instruction militaire, qui fut rapidament défaite par le gouverneur d’Entre Ríos Pascual Echagüe lors de la bataille de Pago Largo, le 31 mars 1839. Les Correntins laissaient sur le champ de bataille plus de 1000 prisonniers et près de 2 000 morts, dont Berón de Astrada lui-même,.
La province de Corrientes passa brièvement aux mains des fédéralistes, qui nommèrent gouverneur José Antonio Romero.
Délivré de l’ennemi intérieur, Echagüe envahit l’Uruguay le 29 juillet 1839, accompagné par Juan Antonio Lavalleja. Rivera l’attendit dans le nord du pays, et par un lent mouvement de retraite parvint à l’éloigner de ses bases, tandis que lui-même accueillait de nouveaux renforts. Après une paire de combats mineurs, les 3 000 hommes de Rivera battirent les 6000 d’Echagüe dans la bataille de Cagancha le 29 décembre 1839.

### Les Libres du sud
À Buenos Aires, la position intérieure de Rosas paraissait solide après l’élimination des unitaires et des fédéralistes du courant lomos negros. Mais le blocus français du Río de la Plata, mis en place à partir de 1838, fit naître deux nouveaux groupes de mécontents : les jeunes romantiques, aux yeux de qui la France représentait le plus haut degré de la civilisation universelle, et les fermiers, lésés économiquement par le blocus, car empêchés d’exporter du bétail.
Rosas décida de résoudre la crise financière que le blocus lui occasionnait en exigeant le paiement des redevances arriérées des éleveurs emphytéotes, que ceux-ci ne payaient plus depuis de longues années. Ensuite, peu après, il exigea des emphytéotes qu’ils achetassent leurs terres ou les cédassent à l’autorité provinciale. Un groupe de fermiers du sud de la province de Buenos Aires, où l’emphytéose prédominait, résolut de se débarrasser de Rosas. Avec l’aide des unitaires établis à Montevideo, ils planifièrent une campagne militaire commandée par le général Lavalle, qui devait effectuer un débarquement au sud de Buenos Aires et venir appuyer les fermiers en révolte.
Ils escomptaient coordonner leur action avec une révolution dans la ville de Buenos Aires, qui eût été dirigée par le colonel Ramón Maza, fils de l’ancien gouverneur Manuel Maza, cependant ce dernier fut assassiné et son fils fusillé. Cela décida les conspirateurs du sud de la province à se lancer dans la révolution, laquelle donc éclata à Dolores le 29 octobre 1839, menée par Ambrosio Crámer, Pedro Castelli (fils de Juan José Castelli) et Manuel Leoncio Rico, qui mirent peu après leur armée improvisée en garnison dans le village de Chascomús. Toutefois, la perspective de recevoir l'aide de Lavalle s’était depuis évanouie, celui-ci ayant en effet décidé d’envahir Entre Ríos.
Le colonel Prudencio Rosas, frère du gouverneur, les attaqua le 11 novembre dans la bataille de Chascomús, lors de laquelle le colonel Nicolás Granada — après la fuite de Prudencio Rosas — battit les révolutionnaires. La majeure partie des gauchos se rendirent, et, sur ordre de Rosas, furent graciés. Crámer périt sur le champ de bataille et Castelli fut tué lors de sa poursuite, au-delà de Dolores. D’autres meneurs du mouvement réussirent à s’exiler, parmi lesquels Rico, qui se joignit à l’armée de Lavalle,.

### La campagne de Lavalle de 1839
Lavalle, qui, convaincu par l’écrivain et juriste Florencio Varela, s’était joint aux campagnes contre Rosas, gagna, en compagnie de plusieurs officiers, l’île Martín García, encore aux mains des Français, et y constitua une petite armée de volontaires.
Cependant, après que lui fut parvenue la nouvelle de l’invasion de l’Uruguay par Echagüe, il se ravisa et, par loyauté envers ses protecteurs uruguayens, se dirigea vers la province d’Entre Ríos à bord de navires français. Il débarqua à Gualeguaychú, aux côtés de chefs militaires prestigieux comme Tomás de Iriarte, Martiniano Chilavert (en), José Valentín de Olavarría et Manuel Hornos. Les effectifs ne dépassaient pas les 400 hommes, et Lavalle les disposa comme une montonera, composée de miliciens enthousiastes mais sans discipline ni organisation. Plusieurs parmi eux avaient rejoints la troupe en qualité de citoyens et se considéraient francs des obligations militaires des troupes de ligne.
Ces troupes avancèrent vers le nord et, en dépit de leur infériorité numérique, vainquirent les milices du gouverneur suppléant Vicente Zapata lors de bataille de Yeruá, le 22 septembre 1839. Lavalle escompta que la province se prononçât en sa faveur, mais la population d’Entre Ríos demeura loyale à son gouverneur.
La nouvelle de Yerúa décida les libéraux de Corrientes à déclencher une révolution, à la suite de laquelle Pedro Ferré fut nommé gouverneur le 6 octobre. Comme il ne disposait d’aucune armée, Ferré appela Lavalle à Corrientes et le plaça à la tête des  milices. D’autre part, il signa un traité avec Rivera, prévoyant que celui-ci se joignît à la campagne militaire contre Rosas qu’on était occupé à planifier. Le commandement suprême des armées anti-rosistes fut attribué à Rivera en échange d’une aide militaire qui arriverait « au moment opportun », lequel « moment opportun » ne survint que près de trois années plus tard.
Juan Pablo López, gouverneur de la province de Santa Fe, envahit le sud-ouest de Corrientes, mais Lavalle évita de l’affronter, préférant appliquer une stratégie d’attrition par une succession de manœuvres, jusqu’à ce que López perdît patience et regagnât sa province.

### Formation de la Coalition du nord

Les provinces membres de la Coalition du nord (figurées en bleu ciel) et les provinces coalisées dans la Ligue fédéraliste menée par Juan Manuel de Rosas (en rose), en 1840. Coalition du nord et Ligue fédéraliste faisaient partie de la Confédération argentine.

Voyant que l’opposition tendait à se renforcer dans le nord, Rosas envoya le général Lamadrid récupérer les armements dont il avait pourvu Heredia en vue de la guerre contre Santa Cruz ; ce choix insolite s’explique par le fait que Rosas croyait sincère le passage du général tucuman au camp fédéraliste. Il est même possible qu’il en fût réellement ainsi, mais qu’en même temps Lamadrid fût particulièrement inconséquent : le 7 avril, la province de Tucumán nomma Lamadrid commandant en chef de l’armée provinciale et retira à Rosas sa compétence déléguée en matière de relations extérieures.
En moins d’un mois, Avellaneda sut convaincre les autres gouvernements provinciaux du nord d’imiter sa sédition : Salta, Jujuy, Catamarca et La Rioja se joignirent à lui. Le 24 août, cette Coalition du nord fut sanctionnée par un traité qui, s’il était assez explicite quant à ses objectifs, ne donnait formellement corps à aucun mode d’organisation interprovinciale. Pour achever de convaincre le gouverneur de La Rioja, Tomás Brizuela, on le nomma commandant en chef de l’armée de la Coalition. Le seul gouverneur du nord à refuser de se joindre à eux fut Juan Felipe Ibarra, de la province de Santiago del Estero.
Lamadrid et Lavalle — expressément ou tacitement — s’accordèrent sur une stratégie qui eût pu être efficace : Lavalle devait traverser Entre Ríos, en battant le gouverneur Echagüe, et Lamadrid devait traverser Córdoba, en battant Manuel « Quebracho » López. Ensuite, les deux armées devaient mener une offensive sur Buenos Aires.
Fin juin, Lamadrid fit mouvement vers le sud. Lorsque l’armée tucumane fut parvenue a Albigasta, entre Catamarca et Santiago, le colonel Celedonio Gutiérrez la déserta avec quelque 200 miliciens et passa dans les rangs d’Ibarra ; Lamadrid alors se replia sur Tucumán. Au même moment, le commandant des départements du nord, Sixto Casanova, se soulevait à Córdoba, mais fut totalement défait par López. La stratégie combinée avait donc échoué.
Peu après, à Santiago del Estero, un sanglant soulèvement contre le gouverneur Ibarra avorta et fut cruellement réprimé.
Dans la seconde moitié de 1840, Lamadrid et ses troupes se mirent en route pour La Rioja. Le général Aldao vint à sa rencontre ; celui-ci cependant, après une escarmouche mineure, dut regagner sa province afin d’y réprimer un soulèvement unitaire.
Lamadrid poursuivit sa route vers Córdoba. López ne se trouvait pas dans la capitale provinciale, s’étant en effet rendu, dans la crainte d’une invasion de Lavalle, dans le sud de la province avec ses milices. Lorsqu’ils apprirent l’arrivée de Lamadrid, les unitaires destituèrent le gouverneur suppléant le 10 octobre et accueillirent Lamadrid en triomphe. Le nouveau gouverneur José Francisco Álvarez adhéra à la Coalition du nord.
Le gouverneur de Salta, Manuel Solá, envahit Santiago del Estero fin octobre avec 500 hommes de troupe, et éleva le colonel Mariano Acha au titre de chef d’état-major. Ibarra appliqua la politique de la terre rase, de sorte que Solá dut continuer son chemin en direction de Córdoba.

### Campagne de Lavalle de 1840
Le 1er janvier 1840, Ferré déclara la guerre à Rosas, et le 27 février, Lavalle commença son avancée sur Entre Ríos. Une expédition partie concomitamment avec celle de Lavalle et placée sous le commandement de l’ancien gouverneur de Santa Fe Mariano Vera et du cordobés Francisco Reinafé, progressait par les terres vers Santa Fe. Mais le 26 mars, elle fut totalement défaite à Cayastá, et les commandants périrent tous deux dans la bataille.
Le 9 avril, les armées d’Echagüe et de Lavalle s’affrontèrent dans la bataille de Don Cristóbal, qui vit le triomphe de Lavalle, bien que celui-ci ne sût pas mettre à profit son avantage. Une semaine plus tard, Fructuoso Rivera envahit Entre Ríos, s’emparant de la ville (argentine) de Concepción del Uruguay.
Echagüe adopta une position défensive aux abords de la capitale provinciale, entourée de défenses naturelles. Durant près de trois mois, les armées restèrent l’une en face de l’autre sans combattre, pendant que Rosas faisait parvenir à Echagüe d’importants renforts.
Finalement, le 16 juillet, Lavalle se résolut à attaquer les positions d’Echagüe dans la bataille de Sauce Grande. Il fut repoussé avec de lourdes pertes, mais cette fois, ce fut Echagüe qui ne sut exploiter son avantage : Lavalle manœuvra son armée en direction de Punta Gorda (l’actuel Diamante), où il l’embarqua sur la flotte française.
Les fédéralistes crurent qu’il se retirait vers Corrientes. Cependant, dans un mouvement hardi, Lavalle débarqua à San Pedro, dans la province de Buenos Aires, d’où il se dirigea sur Buenos Aires. Il escomptait, pour entrer dans la capitale, l’appui de la population, mais celle-ci demeura loyale à Rosas : à mesure qu’il s’approchait de la ville, il se heurtait à plus en plus d’ennemis. Il arriva jusqu’à Merlo, où il fit halte. Tandis qu’il attendait la survenue d’un coup d’État en sa faveur, Rosas pour sa part organisait un campement militaire à Santos Lugares et, derrière lui, se renforçaient les forces du général Pacheco.

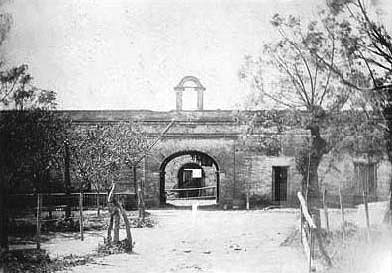
La caserne de Santos Lugares (aujourd'hui dans l'agglomération de Buenos Aires), d’où Rosas organisa la défense contre l’invasion de Lavalle. La photographie est de 1901, de peu antérieure à sa démolition.

Dans le nord de la province surgit l’armée de Santa Fe du gouverneur Juan Pablo López. Lavalle décida de faire ce qui était inévitable, et utilisa López comme faux-fuyant : il leva son campement et le poursuivit jusque dans sa province.
Après que Lavalle se fut retiré éclata dans Buenos Aires une sanglante persécution à l’encontre des opposants, dont beaucoup furent assassinés, dépouillés de leurs biens ou mis en détention par la Mazorca. Au bout de deux semaines d’exactions, la persécution cessa complètement sur ordre de Rosas. De semblables jours de terreur se répéteront en avril 1842, et cesseront de même sur ordre de Rosas.
La marche de l’armée unitaire fut fort lente, en raison du pesant parc de chariots, chargés de centaines d’exilés, que Lavalle emportait lors de sa retraite. Aussi López put-il se dérober à lui et unir ses forces à celles de Pacheco et à celles amenées d’Entre Ríos par l’ancien président uruguayen Oribe. Sur instruction de Rosas, ce dernier prit le commandement de l’armée fédéraliste.
Lavalle s’empara de Santa Fe, mais sa cavalerie fut défaite. Peu après, il apprit la nouvelle de l’entrée de Lamadrid dans Córdoba, et de la signature du traité Mackau-Arana entre la Confédération argentine et la France, qui eut pour effet la levée du blocus français : la flotte portègne commandait à présent le fleuve Paraná. Aussi convint-il avec Lamadrid qu’il regagnerait Córdoba et que tous deux uniraient leurs troupes pour anéantir « Quebracho » López et envahir ensuite Buenos Aires. Ils convinrent de se rassembler dans la localité de Quebracho Herrado, dans l’extrême est de la province de Córdoba, le 20 novembre. Lavalle se mit en marche dans cette direction le 7 novembre, toutefois les tenaces poursuites d’Oribe et l’encombrant fardeau des chariots, inutiles militairement, l’empêchèrent d’arriver le jour dit.
Sans aucune nouvelle de Lavalle, Lamadrid, sans en aviser d’abord son allié, se dirigea vers le sud à la recherche de López. Lamadrid n’y était donc plus lorsque Lavalle finit par arriver à destination ; il fut alors attaqué et totalement vaincu par Oribe et Pacheco dans la bataille de Quebracho Herrado, le 28 novembre 1841.

### Retraite des unitaires

La campagne de Juan Lavalle, depuis son départ d’Uruguay jusqu’à sa mort à San Salvador de Jujuy. En vert, les provinces de la Coalition du nord.

Ce qui subsistait de l’armée de Lavalle se replia vers la ville de Córdoba. Après s’être réciproquement adressé des récriminations, Lavalle et Lamadrid se mirent d’accord pour se retirer vers le nord ; ils répartirent leurs troupes en plusieurs colonnes de route, qui se dirigèrent vers différentes provinces.
Lamadrid se retira jusqu’à Tucumán, à l’effet d'y réorganiser son armée. Il envoya le colonel Acha à Santiago del Estero tenter une nouvelle fois de vaincre Ibarra, mais Acha échoua et s’enfuit à Catamarca. À Salta, le gouverneur Miguel Otero était passé dans les rangs fédéralistes, appuyé par plusieurs caudillos ruraux, en particulier par José Manuel Saravia, beau-frère d’Ibarra. Lamadrid, et peu après Avellaneda, se transportèrent vers cette province pour aider Solá à vaincre Saravia. Cependant Salta cessa presque de prêter son concours aux campagnes militaires suivantes.
Lavalle se dirigea sur La Rioja, où toutefois il ne parvint pas à trouver un accord avec Brizuela, et, se séparant de lui, s’établit à Famatina. Entre-temps, il envoya vers les provinces de Cuyo sa meilleure division, commandée par le colonel José María Vilela, à soutenir le gouvernement révolutionnaire de San Luis et la révolution unitaire de Mendoza, qui était déjà vaincue. Dans les premiers jours de janvier 1841, Aldao et le colonel Pablo Lucero eurent raison des unitaires dans la sierra de las Quijadas, et Vilela subit une défaite totale face à Pacheco lors de la bataille de San Cala, le 9 janvier 1841.
Aldao s’empara de La Rioja et avança vers le nord, laissant Lavalle sur son flanc gauche, et le commandant en premier de ses avant-garde, José María Flores, infligea une défaite totale à Acha, le contraignant à se réfugier en Catamarca, province sur laquelle Lavalle vint également se replier.
Brizuela de son côté fut vaincu et tué par un officier de ses propres troupes à Sañogasta. Ensuite, les colonels Mariano Maza et Hilario Lagos occupèrent Catamarca avec des forces venues de Buenos Aires.

### Campagne militaire de Cuyo
Lavalle néanmoins avait réussi à gagner cette quantité de temps dont avait besoin Lamadrid pour réorganiser son armée dans la province de Tucumán. Dès qu’il fut prêt, Lamadrid fit route vers le sud et retrouva Lavalle dans la province de Catamarca. Là, ils décidèrent de se scinder en deux : pendant que Lavalle resterait dans Tucumán à attendre Oribe, Lamadrid marcherait sur Cuyo.
Lamadrid fit donc mouvement vers La Rioja, où il incorpora à ses troupes celles du Chacho Peñaloza, et envoya Acha à San Juan. Ce dernier, à la tête de quelque 800 hommes, surprit le gouverneur Benavídez aux portes de San Juan et dispersa ses troupes. Le lendemain 16 août, il détruisit complètement les forces pourtant très supérieures d’Aldao lors de la bataille d’Angaco, quoiqu’il y perdît la moitié de ses hommes, et occupa dans la foulée San Juan.
Entre-temps cependant, Benavídez était parvenu à réorganiser ses troupes et attaqua Acha, pris au dépourvu, dans la ville de San Juan, lors de la bataille dite de La Chacarilla (du nom d’une caserne de la ville) ; en dépit de son héroïque défense, Acha fut totalement battu, fait prisonnier le 22 août, et exécuté quelques semaines plus tard  par le vindicatif Aldao.
Lamadrid arriva à San Juan quelques jours après et la trouva abandonnée par les fédéralistes. De là, il continua vers Mendoza, où il se fit nommer gouverneur et attendit Aldao. Celui-ci toutefois s’était joint aux divisions de Benavídez et de Pacheco. Ce dernier se saisit du commandement de l’armée et vainquit Lamadrid dans  la batalla de Rodeo del Medio, le 24 septembre 1841. Les résidus de l’armée unitaire durent traverser la cordillère des Andes, alors complètement enneigée, en direction du Chili.

### Mises à mort dans le nord

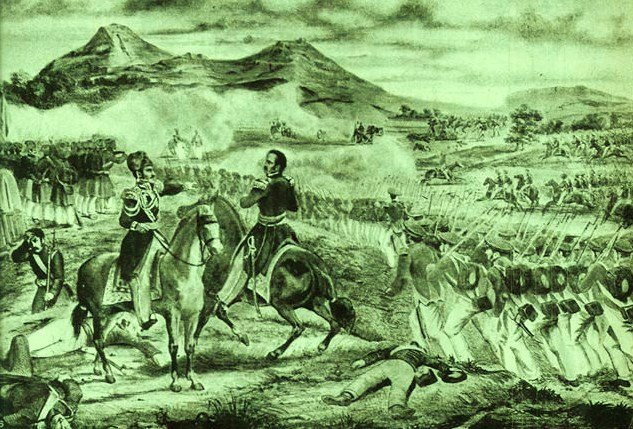
La bataille de Famaillá.

Oribe traversa la province de Santiago del Estero, où il unit ses forces à celles d'Aldao, de Maza et de Lagos, et aux renforts venus du Litoral emmenés par Eugenio Garzón. De là, il marcha sur Tucumán, affrontant Lavalle le 19 septembre 1841 dans la bataille de Famaillá, et remportant une victoire totale.
Les vaincus se replièrent sur la province de Salta, où Lavalle voulut organiser la résistance. Toutefois, les Correntins qui l’avaient accompagné depuis leur province l’abandonnèrent. Ensuite, il se replia sur Jujuy, où il sera tué fortuitement par une troupe fédéraliste. Sa dépouille fut transportée en Bolivie par les soins de ses officiers, emmenés par Juan Esteban Pedernera.
Avellaneda s’échappa en direction du nord, mais fut remis à Oribe par le chef de son escorte. Par ordre du colonel portègne Mariano Maza, et en présence d’Oribe, il fut décapité à Metán, dans l’est de la province de Salta, en même temps que plusieurs officiers, parmi lesquels le colonel Vilela.
Restait encore Catamarca. Le colonel Mariano Maza envahit cette province et battit le gouverneur Cubas le 29 octobre, dans le centre même de la ville de San Fernando del Valle de Catamarca. Cubas et ses officiers furent fusillés le jour même sur la place de Catamarca. La Coalition du nord avait ainsi succombé et disparut.

### Épilogue: campagnes militaires de Peñaloza contre Rosas
Les émigrés argentins au Chili conçurent de nouveaux plans pour reprendre le pouvoir dans le nord de l’Argentine. La campagne la plus audacieuse fut celle menée par le « Chacho » Peñaloza. Celui-ci, avec à ses côtés Martín Yanzón, ancien gouverneur de San Juan, Tristán Dávila, Florentín Santos de León et d’autres officiers, se lança, à la tête de guère plus d’une centaine d’hommes de troupe, de la ville chilienne de Copiapó pour arriver en mars 1842 à San José de Jáchal, dans la province de San Juan, où vint se joindre à eux un personnage qui sera controversé par la suite, Felipe Varela. Le gouverneur Benavídez sortit les pourchasser, de sorte qu’ils durent se replier vers le nord, en envahissant l’ouest de la province de Catamarca.
El Chacho parvint à occuper La Rioja pendant quelques jours, et à partir de là se rendit dans les plaines du sud-est de la province, où il réussit à réunir un nombre important de volontaires. Il revint à La Rioja en juin, tout en esquivant Benavídez, qui nomma Lucas Llanos gouverneur, et passa à Catamarca, où il fut battu par le gouverneur Santos Nieva y Castilla, puis de là se rendit à Santiago del Estero, poursuivi par Benavídez.
Il envahit la province de Tucumán et, après avoir vaincu le gouverneur Gutiérrez, occupa la capitale provinciale. Manquant de chevaux, il envoya ses troupes en chercher ; c’est à ce moment qu’il fut attaqué et défait par Benavídez à El Manantial, non loin de la ville.
Force lui fut de se retirer vers le sud, par les localités de Tafí del Valle, de Santa María (où il fut rejoint et où fut tué le colonel Yanzón), de Fiambalá, de Vinchina, et finalement de Jáchal. Peu de jours plus tard, Florentín Santos subit une défaite dans les vallées Calchaquies, pour être fusillé peu après. Au lieu de fuir, il retourna dans les plaines par Famatina, plaines où son énorme prestige parmi les gauchos lui permit de recomposer ses troupes et de les équiper généreusement.
Benavídez, qui avait d’abord retardé de six mois sa contre-offensive, battit Peñaloza en janvier 1843 à Ilisca, dans l’ouest des plaines de La Rioja. Le caudillo dut fuir vers Vinchina, où il remporta une petite victoire, à la suite de laquelle il fusilla le chef vaincu, par un acte de cruauté rare chez lui. Cependant, proche déjà de la Cordillère, il fut derechef vaincu à Leoncito, et finit comme réfugié au Chili, où, lorsqu’on lui demandait comment il se portait, il avait coutume de répondre : « Comment cela pourrait-il aller pour moi ? Au Chili, et à pied ! » (¿Cómo me hai d'ir? ¡En Chile y a pie!).
En janvier 1845, entreprenant une nouvelle tentative, il occupa la zone des plaines de La Rioja, mais fut battu par le gouverneur de la Rioja Hipólito Tello, lors de la bataille de Telarillo. Il prit la fuite à San Juan, où Benavídez lui accorda l’asile,.

## L’alliance anti-rosiste dans le Litoral

### Caaguazú et la contre-attaque de Paz
Pedro Ferré avait mis sur pied une troisième armée correntine contre Rosas, et l’avait placée sous le commandement du général Paz. Après s’être débarrassé de Lavalle, en octobre 1841, Echagüe envahit Corrientes. Après quelques affrontements mineurs, le chef envahisseur se retira sur sa province, car Lavalle était sur le point d’occuper Santa Fe. Paz eut donc quelques mois supplémentaires pour réorganiser son armée. Il obtint que quelques officiers de carrière, venus de Montevideo, consentissent à s’enrôler. Ferré conclut avec Rivera un nouveau traité, le seul traité à avoir conduit celui-ci à envahir effectivement l’Argentine.
Rosas envoya à Oribe tous les hommes disponibles ; mais, avant même l’arrivée de cette aide attendue, Echagüe envahit Corrientes en septembre 1841. Paz se retira vers le río Corriente, laissant l’avant-garde aux mains du général Ángel Núñez et de Joaquín Madariaga. Peu après arrivèrent à Corrientes les survivants correntins des campagnes de Lavalle, porteurs de la nouvelle de la défaite définitive de Lavalle à Famaillá. Vers la même époque arriva également à Corrientes un émissaire de Juan Pablo López, gouverneur de Santa Fe, chargé d’entamer des pourparlers en vue d’une alliance de sa province avec Corrientes.
L’armée d’Echagüe comprenait 5000 vétérans, et plusieurs chefs fort capables tels que Servando Gómez et Juan Bautista Thorne, même si le plus compétent de ses généraux, Justo José de Urquiza, ne se trouvait pas alors parmi eux. Le 28 novembre, Echagüe attaqua de front la position défensive de Paz ; la retraite feinte de la cavalerie de celui-ci attira les cavaliers d’Entre Ríos dans un piège parfait, où ils furent totalement défaits, subissant 1356 pertes, morts et blessés, et laissant 800 prisonniers ; c’est de très peu qu’Echagüe lui-même eut la vie sauve.
Tandis que dans la province d’Entre Ríos le général Urquiza succédait à Echagüe en tant que gouverneur, le général Paz envahit ladite province début janvier 1842. Dans le même temps, Rivera de son côté envahissait également le territoire d’Entre Ríos au départ de l’Uruguay. Rivera était, nominalement, le commandant en chef de l’armée unie ; mais Paz, qui ne se fiait pas à lui, prit les devants et s’empara de la ville de Paraná le 4 février 1842. Urquiza se réfugia dans les îles du delta du Paraná, et gagna Buenos Aires pour une courte période.
Les envahisseurs élurent gouverneur Pedro Pablo Seguí, qui mit en place une législature qui lui fût dévouée. Peu après arriva également dans la ville de Paraná Pedro Ferré, désireux de toucher de fortes indemnisations aux dépens de la province vaincue. Paz cependant s’érigea en défenseur des droits des Entrerrianos, ce pourquoi la législature le désigna gouverneur.
En réaction, Ferré s’en retourna le 20 mars dans sa province, en ramenant avec lui toute son armée. Il ne restait plus à Paz, en fait de troupes, que les prisonniers entrerrianos de Caaguazú et les miliciens de Paraná. Rivera de son côté s’appliqua à faire main basse sur tout le bétail qu’il rencontrait sur son chemin de retour vers l’Uruguay.

### L’inopportun changement de camp de Juan Pablo López
Le gouverneur de Santa Fe, Juan Pablo López, avait établi des contacts avec des opposants à Rosas dès le début de 1840. Cependant, ayant été désarmé par Lavalle d’abord, puis par le colonel Jacinto Andrada (qui s’en était allé vers l’intérieur en compagnie d’Oribe), il n’osa point se soulever contre Rosas. Il crut l’heure venue après la défaite fédéraliste de Caaguazú, et signa le 5 novembre avec le ministre Santiago Derqui une alliance formelle avec Corrientes.
Toutefois, les dissensions entre Ferré et Paz eurent pour effet de priver López de toute aide extérieure. Rosas dépêcha contre lui l’armée d’Oribe, que composaient la division d'Andrada, originaire de Santa Fe, et une autre division envoyée de Buenos Aires, dirigée par Pascual Echagüe, natif de Santa Fe, avec une avant-garde sous le commandement du colonel Martín Santa Coloma. Ce dernier battit les troupes de Santa Fe à Monte Flores, et dans la foulée s’empara de Rosario.
Peu après, Oribe vint lui aussi. López se replia vers le nord, en chargeant le général Juan Apóstol Martínez de couvrir sa retraite. Celui-ci cependant fut battu et fusillé ; de plus, son sacrifice s’avéra inutile, puisque quelques jours plus tard, López fut rattrapé et vaincu par Andrada à Colastiné, dans la banlieue de Santa Fe. Il s’enfuit vers Corrientes avec le maigre résidu de son armée.
La province de Santa Fe fut sévèrement châtiée pour sa rébellion, du moins jusqu’à ce que vînt à être élu gouverneur le général Pascual Echagüe. Celui-ci occupera la fonction pendant presque exactement dix ans.

### Arroyo Grande

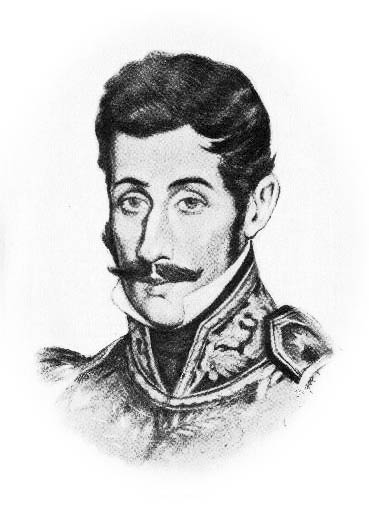
Le général Manuel Oribe.

L’autorité du général Paz dans la province d’Entre Ríos ne s’étendait pas au-delà de la ville de Paraná, et était privée de tout appui populaire. Rivera ne lui envoya plus aucune aide, ce qui incita Paz à partir vers l’est pour solliciter cette aide le 29 mars 1842 ; presque tous ses soldats désertèrent en cours de route.
Le 3 mars, la garnison et la population de Paraná proclamèrent Urquiza gouverneur de la province, pendant que les commandants locaux se hâtaient de prendre le contrôle des bourgs et villages de la province. Même ainsi, la reprise en main de la province prit près de trois mois. Entre-temps, Paz eut l’occasion de s’entretenir avec Rivera, López et Ferré à Paysandú, où ils conclurent un nouveau traité d’alliance. Aux termes de cet accord, le commandement suprême restait aux mains de Rivera. Paz démissionna et se fixa à Montevideo.
Débarrassé de Paz, Ferré envoya la majeure partie de son armée dans le nord-est d’Entre Ríos et la plaça sous les ordres de Rivera. Alors que Rivera concentrait son armée dans le nord-est de la province d’Entre Ríos, près de Concordia, Oribe avançait lentement dans sa direction, en intégrant dans ses troupes les forces d’Urquiza ainsi que quelques nouveaux renforts dépêchés par Rosas.
Les deux armées finirent par se faire face le 6 décembre 1842 dans la bataille d’Arroyo Grande, l’affrontement jusque-là le plus important des guerres civiles argentines quant au nombre de combattants engagés. Par leur supériorité numérique et organisationnelle, les fédéralistes et les blancos remportèrent une victoire totale sur l’armée unitario-colorado.
Les vaincus franchirent précipitamment le fleuve Uruguay ; les sources unitaires affirment qu’Oribe et Urquiza exécutèrent massivement tous les officiers et sous-officiers qui n'avaient pas réussi à traverser le fleuve.
Bientôt, Urquiza envahit Corrientes, où il ne rencontra aucune résistance, Ferré s’étant enfui au Paraguay, tandis que la plupart de ses officiers s’échappaient vers le Brésil. Urquiza s’assura que le gouvernorat revînt au fédéraliste Pedro Cabral, et avant de rentrer dans sa province, y laissa deux garnisons de soldats d’Entre Ríos pour se garantir de futures invasions unitaires.

## Guerre en Uruguay et à Corrientes

### Le siège de Montevideo (1843-1851)
Dans la foulée de la bataille d’Arroyo Grande, Oribe traversa le fleuve Uruguay et commença sa marche sur Montevideo. À la différence de Rivera, qui n'avait été en mesure de sauver que des troupes de cavalerie, Oribe emmenait avec lui un important convoi d’armes, de munitions, d’artillerie et d’autres équipements. Rivera s’appliquait à rendre sa marche très lente, afin de donner le temps aux défenseurs de Montevideo d’organiser la résistance.
Les autorités de Montevideo confièrent au général Paz le soin d’articuler la défense, ce dont celui-ci s’acquitta avec sa coutumière efficacité. Il intégra dans ses troupes un grand nombre d’exilés argentins et d’immigrants européens. De fait, plus de la moitié des défenseurs de la ville étaient des étrangers. En outre, il affranchit tous les esclaves noirs, auxquels fut « accordée la liberté », moyennant cependant qu’ils servissent dans la milice.
En arrivant à Montevideo, Rivera protesta contre les mesures prises par Paz et exigea son remplacement, mais ne parvint pas à convaincre les autorités de la ville. Il détacha une fraction de ses troupes de cavalerie et avec elle s’éloigna de Montevideo, dans le dessein de détourner l’attention d’Oribe.
Oribe se présenta devant la ville le 16 février 1843, et lança contre les positions défensives de celle-ci une série de faibles attaques, qui furent repoussées. Soucieux d’éviter un bain de sang, il décida de tenter de pousser la ville à la reddition par d’autres moyens : il s’établit dans le faubourg de Cerrito et déclara Montevideo assiégée. Toutefois, des années s’écoulèrent sans que la situation n’évoluât clairement ni ne penchât résolument en faveur de l’un ou l’autre camp, et il se passait parfois des mois sans qu’il y eût aucun type de combat entre assiégés et assiégeants. Une part importante de l’armée d’Oribe était constituée de divisions argentines ; y servaient des officiers notables comme Hilario Lagos, Jerónimo Costa,, Mariano Maza (es), Juan Bautista Thorne (es) et d’autres.
Oribe convoqua les députés du Congrès dissous par Rivera en 1838, établit le nouveau Congrès national à El Miguelete, et s’en fit nommer président par ses membres. Le nouveau pouvoir était connu sous le nom de gouvernement du Cerrito. Dans le même temps était institué, dans la ville assiégée, le gouvernement de la Défense, dirigé, au poste de président intérimaire, par Joaquín Suárez, lequel gouvernement en revanche gouvernait sans congrès, auquel fut substituée une commission de notables.
En soutien à Oribe, Rosas chargea l’amiral Brown d’instaurer un blocus partiel du port de Montevideo, mais les escadres anglaise et française empêchèrent que le blocus pût être effectivement mis en place. De fait, la ville assiégée résista grâce à l’appui naval et économique de la France et de l’Angleterre, au point qu'elle fonctionna, économiquement et commercialement, comme une sorte d’enclave coloniale. Le reste du pays était aux mains des blancos.

### Les Madariaga et le général Paz de retour à Corrientes
Le 31 mars 1843, 108 Correntins, sous la conduite des frères Joaquín et Juan Madariaga, franchirent le fleuve Uruguay, à l’endroit où se situe aujourd’hui la ville de Paso de los Libres. Peu après se joignirent à leurs forces les troupes amenées par le commandant Nicanor Cáceres, et cette armée réunie battit le colonel José Miguel Galán, le 6 mai, lors de la bataille de Laguna Brava, à trois lieues de la ville de Corrientes. Une nouvelle législature, convoquée hâtivement, élut gouverneur Joaquín Madariaga.
Bientôt, profitant de ce qu’Urquiza était en campagne en Uruguay, les Madariaga envahirent la province d’Entre Ríos, à la tête de 4 500 hommes, très majoritairement de cavalerie. Ils s’emparèrent de Concordia et de Salto (en Uruguay), qu’ils laissèrent ensuite aux mains des officiers de Fructuoso Rivera. Ils vainquirent le général Garzón, puis continuèrent sur leur lancée et prirent Gualeguaychú. Là, ayant appris qu’Urquiza, qui venait d’infliger une défaite à Rivera, s’en retournait à présent dans sa province, ils décidèrent de se replier vers le nord, repli qui se mua bientôt en fuite.
Peu après, le gouverneur de Corrientes signa un traité de commerce et conclut une alliance militaire avec le président du Paraguay Carlos Antonio López. À cette même époque arriva à Corrientes le général Paz, qui se vit offrir le commandement militaire de la province et — sur la sienne exigence expresse — une certaine autorité nationale sur tous les efforts qui seraient entrepris contre Rosas. Il réorganisa prestement l’armée, la préparant pour le moment où Urquiza serait de retour. Toutefois, le gouverneur d’Entre Ríos préféra laisser à Paz le loisir de prendre l’initiative.

### Campagnes militaires dans l’intérieur de l’Uruguay
Le gouvernement d’Oribe exerçait une autorité effective sur la quasi-totalité du territoire uruguayen. Le général Rivera néanmoins obtint quelques succès : il soutint une campagne militaire ininterrompue et parvint, lors même qu’il ne gouvernait guère plus de territoire que la zone occupée directement par ses troupes, à se maintenir hors de portée des armées d’Oribe. Pour venir en aide à ce dernier, le gouverneur d’Entre Ríos Urquiza se rendit dans le territoire uruguayen avec ses forces et pourchassa Rivera deux années durant.
Urquiza s’avisa que Rivera bénéficiait d’un appui continu de la part du Brésil, et qu’il ne gagnait rien à le combattre en de petits affrontements partiels. Il se dirigea donc vers le nord-est du pays, et, coupant à Rivera ses communications avec l’empire du Brésil, le força à présenter bataille près d’India Muerta, le 27 mars 1845. Rivera perdit 1 700 hommes, en regard des 160 pertes d’Urquiza ; Rivera quitta le pays et se fixa au Brésil.
Les colorados, ayant totalement perdu la maîtrise de l’intérieur du pays, tentèrent alors de la rétablir au moyen de la flottille de Giuseppe Garibaldi. En août 1845, celui-ci s’empara de la ville de Colonia et la mit à sac, puis, dans les semaines suivantes, fit de même avec l’île Martín García et avec Gualeguaychú. De là, il attaqua Fray Bentos, Paysandú et Salto (Uruguay), villes que les colorados réussirent à garder quelque temps sous leur domination. Garibaldi toutefois fut lui aussi attaqué par surprise et défait, et s’en retourna en Italie peu après.
Vers la fin de cette même année, Fructuoso Rivera revint en Uruguay par la mer et réussit à la suite d’un coup d’État à recouvrer le pouvoir à Montevideo. Cependant, après l’échec des pourparlers par lui engagés avec Oribe, il fut définitivement expulsé vers le Brésil.

### Échecs des unitaires à Santa Fe et Corrientes
Une flotte correntine, mise sur pied par Paz, réussit à imposer sa domination sur le fleuve Paraná au nord de Santa Fe. Ainsi couvert, Juan Pablo López surgit inopinément aux abords de cette ville, battant le colonel Santa Coloma et forçant Echagüe à s’enfuir à Buenos Aires. Il s’empara du gouvernorat provincial le 6 juin 1845, se vouant presque exclusivement à spolier ses coprovinciaux soupçonnés d’avoir collaboré avec Echagüe.
Un mois plus tard à peine, Echagüe refit son apparition. Contraint de fuir, López se transporta vers le nord, se préoccupant uniquement de sauvegarder ses propres domaines. Cette imprudence fournit aux fédéralistes l’occasion de lui faire subir une défaite totale le 12 août, à Malabrigo, non loin de l’actuelle localité de Reconquista.
Le 20 novembre 1845, la flotte anglo-française réussit, après avoir battu le général Lucio Norberto Mansilla dans la bataille de la Vuelta de Obligado, à ouvrir le fleuve Paraná et ainsi à rétablir les communications entre Montevideo et Corrientes. La flotte poursuivit sa route vers Corrientes, et parvint à charger de nombreux navires dans les ports correntins ; à son retour, elle fut de nouveau attaquée par les fédéralistes. Cette campagne, quoiqu’elle fût un succès militairement parlant, s’avéra un échec économique, et ne fut donc pas reconduite. Corrientes retourna à son ancienne situation d’isolement.
En janvier 1846, l’armée d’Urquiza entreprit d’envahir la province de Corrientes avec une force de 6 000 hommes, parmi lesquels figuraient de nombreux Correntins, sous le commandement des frères José Antonio et Benjamín Virasoro. Paz décida de les attirer dans un piège similaire à celui qui lui avait valu sa victoire de Caaguazú, et se replia donc de plusieurs lieues vers le nord. Cependant, Juan Madariaga, qui s’était mis en mouvement pour combattre Urquiza, fut battu lors de la bataille de Laguna Limpia et capturé ; par la correspondance que portait sur lui Madariaga, Urquiza eut vent des desseins de Paz, de sorte qu’il poursuivit celui-ci vers le nord, mais sans l’affronter, pour finalement se retirer sur Entre Ríos. La stratégie de Paz n’avait en fait abouti qu’à permettre à Urquiza de sillonner la province entière, en pillant impunément.

### Épilogue de la rébellion correntine
Urquiza engagea des pourparlers de paix avec les Madariaga. Paz s’y opposa obstinément et, avec l’appui de quelques députés correntins, tenta de renverser le gouverneur. Il échoua et dut s'enfuir au Paraguay, ce qui provoqua aussi la rupture entre Corrientes et ce pays.
Urquiza remit Juan Madariaga en liberté et, l’utilisant comme médiateur, signa le 17 août, avec le frère de celui-ci, le traité d’Alcaraz, aux termes duquel Corrientes réintégrait la Confédération argentine et confirmait son adhésion au Pacte fédéraliste. Cependant, le traité comportait une partie secrète, stipulant que Corrientes restait dispensée d’apporter son concours à la guerre contre le gouvernement de Montevideo et contre la France ou l’Angleterre.

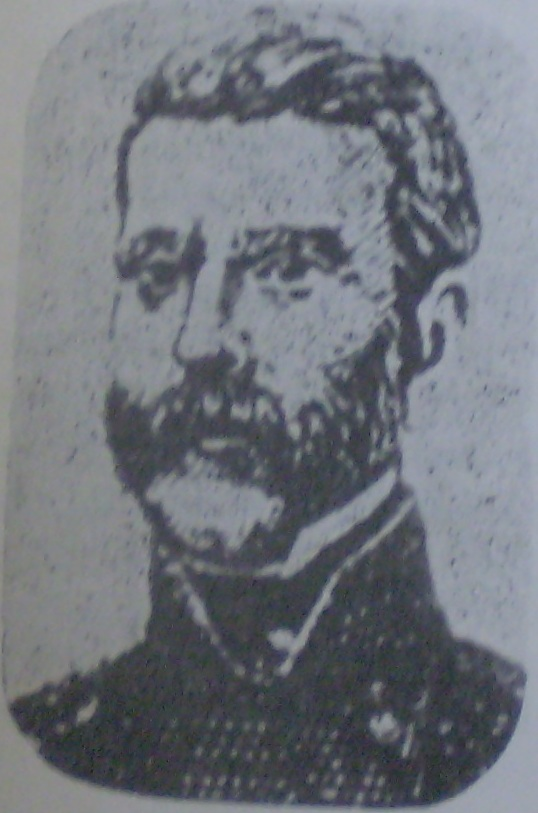
Le général Benjamín Virasoro.

Rosas désavoua le traité, et Madariaga réagit en invitant Urquiza à affronter ensemble le gouverneur de Buenos Aires. Au bout de plusieurs mois de négociation, Urquiza envahit Corrientes le 4 novembre. Le colonel Cáceres passa avec ses troupes dans les rangs de l’envahisseur, qui donc put avancer prestement.
Urquiza disposait de 7 000 hommes de troupe, dont 2000 Correntins ; l’armée de Madariaga en comptait 4000. La bataille de Vences ou d’El Potrero de Vences, du 26 novembre 1847, se solda par une victoire fédéraliste totale. De nombreux soldats et officiers, y compris plusieurs colonels, furent tués lors des poursuites menées dans le sillage de la bataille. Les Correntins eurent à déplorer un total de 700 tués et de 2 231 prisonniers, parmi lesquels près d’une centaine d’officiers.
Les frères Madariaga prirent la fuite en direction du Paraguay, pendant que les fédéralistes réinstauraient la législature qui avait été à l’œuvre sous le gouvernorat de Cabral. Celui-ci nomma Benjamín Virasoro gouverneur, et la province devint membre de plein exercice de la Confédération argentine.
L’étape suivante devait logiquement être, pour Oribe et Rosas, la conclusion de la paix avec l’Angleterre et la France ; d’autre part, ce n’était plus désormais qu’une question de temps que Montevideo ne tombât en leurs mains.

## Fin de laGuerra Grandeet bataille de Caseros

### Conflits dans l’intérieur argentin préludant à la bataille de Caseros
Au début de 1848, des soulèvements commencèrent à éclater dans l’intérieur du pays. Au début pourtant, tant les révolutionnaires que les autorités contre lesquelles ils se soulevaient se proclamaient partisans de Rosas.
À Mendoza, le gouverneur Pedro Pascual Segura fut renversé sur les instances de Rosas en mars 1847. Le nouveau gouverneur, Roque Mallea, dut affronter une révolution dirigée contre lui, menée par le colonel Juan Antonio Rodríguez, qui fut vaincu le 10 mars 1848 par le général Benavídez, puis fusillé.
Une courte révolution à San Luis, en octobre 1848, aboutit à la détention du gouverneur Lucero, mais celui-ci réussit bientôt à récupérer le pouvoir.
Le gouverneur de La Rioja, Vicente Mota, qui en 1845 avait renversé Hipólito Tello, fut renversé à son tour par le « Chacho » Peñaloza en mars 1848, et remplacé par Manuel Vicente Bustos, le véritable organisateur de la révolte, que Rosas ne voulut reconnaître que de très mauvaise grâce ; plus tard, il passera pour urquiciste, puis pour mitriste. Mota tenta par trois fois de recouvrer le gouvernorat, mais finit par être fusillé fin juillet 1851 sur ordre de Bustos.
Dans la province de Jujuy, le gouverneur Mariano Iturbe, qui était en fonction depuis 1841, renonça à une nouvelle réélection en 1849. Pedro Castañeda accéda au poste à sa place, mais fut chassé du pouvoir peu après par le colonel Santibáñez. Il fut rétabli dans ses fonctions avec l’appui de Salta, mais l’unitaire José López Villarlo lui succéda bientôt. Le général Iturbe se souleva alors et battit Santibáñez, qu’il donna l’ordre de fusiller le même jour que celui où il réassuma le gouvernorat provincial, le 13 septembre 1851.
À la mort du caudillo Ibarra, à Santiago del Estero, son associé Mauro Carranza lui succéda. Celui-ci convoqua des élections, mais fut battu par Manuel Taboada, neveu d’Ibarra, de sorte qu’il annula les élections. Le frère de don Manuel, Antonino Taboada, mit le siège devant la capitale provinciale, forçant Carranza à fuir vers Tucumán ; début octobre, Manuel Taboada s’installa au gouvernement, et battit encore quelques montoneras favorables à Carranza.
Celedonio Gutiérrez tenta de se porter au secours de Carranza, mais dut y renoncer lorsque Tucumán fut envahie par le colonel unitaire Juan Crisóstomo Álvarez : celui-ci le vainquit et le fit fusiller le 17 février 1851, c'est-à-dire quelques jours avant que ne parvînt à Tucumán la nouvelle de la bataille de Caseros, qui eût évité son exécution.

### Fin du blocus et pronunciamiento d’Urquiza
Les Britanniques, n’ayant plus d’autres alliés désormais que les assiégés de Montevideo, et tenant compte de ce que Rosas entretenait de bonnes relations avec eux, décidèrent, sans même attendre les Français, à lever le blocus, et à signer avec le gouvernement de Buenos Aires le traité Arana-Southern. En janvier 1850, le gouvernement français de Napoléon III finit, lui aussi, par signer un traité, le traité Arana-Le Prédour.
Rosas cependant soutenait que le pays n’était pas encore en état de paix et que par conséquent ne pouvait être organisé constitutionnellement. Pour accroître la pression sur Montevideo, Rosas interdit le peu de commerce que la ville assiégée entretenait avec Entre Ríos et qu’il avait jusque-là toléré. Toutefois, le principal bénéficiaire de ce commerce était le gouverneur Urquiza, lequel, frappé dans ses intérêts personnels, en plus d’être convaincu aussi de la nécessité d’une organisation politique constitutionnelle, guettait depuis lors l’occasion d’en terminer avec Rosas.
Bien que l’imminence de la chute de Montevideo parût augurer de la paix extérieure, Rosas ouvrit un nouveau front : face à l’aide apportée par l’empire du Brésil aux défenseurs de Montevideo, Rosas envoya des armes à Urquiza, afin que celui-ci préparât une éventuelle guerre contre le Brésil.
Urquiza en déduisit que Rosas désirait une fois encore prolonger la situation d’inconstitutionnalité ; il prit contact avec les émissaires du gouvernement de Montevideo, réaffirma l’alliance avec le gouverneur correntin, et s’assura que la rébellion, si elle devait éclater, bénéficiât d’un financement de la part de l’empire du Brésil,.
Le 1er mai 1851, dans la ville argentine de Paraná, Urquiza lança son pronunciamiento contre Rosas : la législature d’Entre Ríos accepta les démissions répétées de Rosas au gouvernorat de Buenos Aires et se réappropria les compétences en matière de politique extérieure et de guerre détenues par cette province. Urquiza remplaça dans les documents officiels la familière formule « Que meurent les sauvages unitaires ! » (¡Mueran los salvajes unitarios!) par la phrase « Que meurent les ennemis de l’organisation nationale ! » (¡Mueran los enemigos de la organización nacional!).
Peu de jours après, Corrientes imita les lois d’Entre Ríos.

### La Grande Armée
La presse de Buenos Aires qualifia cet acte de « trahison ». Tous les gouvernements provinciaux promirent leur aide contre « l’unitaire sauvage et fou Urquiza », et nommèrent Rosas Chef suprême de la Nation. Cependant nul ne se mobilisa pour le défendre.
Avec les années, Rosas s’était mué en un bureaucrate, certes efficace, mais dont la capacité de réaction s’en était ressentie ― il se contenta d’attendre.
Fin mai fut signé un traité d’alliance entre Entre Ríos, Corrientes, le gouvernement de Montevideo et l’empire du Brésil, à l’effet d’expulser Oribe de l’Uruguay et de convoquer des élections libres partout dans ce pays. Si, comme on pouvait s’y attendre, Rosas déclarait la guerre à une des parties, ils s’uniraient pour l’attaquer. Comme première étape de son plan, Urquiza envahit l’Uruguay avec 6 000 hommes de troupe. Le général Eugenio Garzón d’abord, puis les armées blancos orientales vinrent se joindre à lui. En même temps, des troupes brésiliennes entraient par le nord du pays. En réponse, Rosas déclara la guerre au Brésil.
Quasiment seul désormais, Oribe se vit obligé de conclure un pacte avec Urquiza le 8 octobre, par lequel le siège de Montevideo fut déclaré levé, et présenta sa démission. Le général Garzón fut nommé président, mais, décédant peu après, n’exerça pas la fonction. Juan Francisco Giró prit sa place.
L’empire du Brésil contraignit le nouveau gouvernement uruguayen à accepter d’autres traités, aux termes desquels l’Uruguay cédait une large frange de territoire dans le nord du pays. En outre, le droit fut accordé au Brésil d’intervenir dans les affaires intérieures de son voisin sans aucun contrôle externe.
Urquiza força les troupes de Rosas à s’incorporer dans ses propres troupes, sous le commandement d’officiers unitaires et depuis lors désigna son armée par Grande Armée (en esp. Ejército Grande).
Fin novembre 1851, le Brésil, l’Uruguay et les provinces d’Entre Ríos et de Corrientes déclarèrent la guerre à Rosas.

### Bataille de Caseros
La Grande Armée se concentra d’abord dans la ville de Diamante, en Entre Ríos, au départ de laquelle elle franchit ensuite le fleuve Paraná le jour de noël 1851. Les troupes d’infanterie et d’artillerie traversèrent le fleuve dans des embarcations militaires brésiliennes, tandis que la cavalerie le passa à la nage. Après qu’ils eurent mis pied à terre sur le territoire de Santa Fe, les forces de Rosario se joignirent aussi à eux ; le gouverneur Echagüe quitta la capitale, emmenant ses troupes, tandis que Domingo Crespo, arrivé avec les envahisseurs, se faisait élire gouverneur. Faute d’appui de la part de Pacheco, lequel se trouvait à San Nicolás, Echagüe poursuivit son chemin vers Buenos Aires. Pacheco, commandant en chef de l’armée de Buenos Aires, recula sans présenter bataille, gêné en outre par les mesures contradictoires de Rosas. Finalement, il se retira dans sa propriété sans en aviser le gouverneur. Rosas alors se chargea lui-même de diriger son armée. Ce fut là une décision des plus malheureuses : Rosas était un grand politique et organisateur, mais n’était aucunement un général capable. Il ne fit aucun déplacement de troupes pour choisir un champ de bataille, ni ne se retrancha dans la capitale pour affronter un siège ; il se borna à attendre dans sa demeure de Santos Lugares. Son unique avant-garde, sous les ordres de Lagos, fut battue à Campos de Álvarez le 29 janvier 1852.
Les deux armées disposaient de forces équivalentes, autour de 24 000 hommes chacune, sans grande disparité quant à l’armement. La grande différence se situait au niveau du commandement : Urquiza était le général le plus capable de son époque, alors que Rosas était un pur administrateur. D’autre part, les troupes de Buenos Aires étaient composées en leur grande majorité de très jeunes gens et de vieillards.
La bataille de Caseros eut lieu le 3 février 1852 et dura quatre heures. Ce fut, pour le nombre de combattants, la plus grande bataille de l’histoire de l’Amérique du Sud. Les témoignages la concernant divergent énormément en raison de l’étendue du front de combat, qui empêchait chaque témoin de savoir ce qui se passait en dehors de son propre champ visuel. Le gros de l’armée de Rosas abandonna le champ de bataille quasi sans combattre, et les différentes sources citent des chiffres de pertes très variables.
Lorsque tout était perdu, Rosas se retira et rédigea sa démission pendant qu’il se dirigeait vers la capitale. Il s’embarqua secrètement à destination de la Grande-Bretagne, d’où il ne revint plus jamais en Argentine.
À l’issue de la bataille, les colonels Chilavert (en) et Santa Coloma furent passés par les armes, et dans les jours suivants, il y eut des exécutions massives de prisonniers. L’on note parmi ceux-ci les soldats d’un des régiments rosistes qui avaient été forcés à se joindre à Urquiza et étaient repassés dans les lignes de Rosas en tuant leurs officiers.

### Bilan d’une époque
Les historiens de tendance libérale ont étudié avec assiduité la période des guerres civiles allant de la bataille de Cepeda à celle de Caseros. Cette importance conférée à ladite période s’explique par leurs préoccupations institutionnelles, attendu en effet qu’il s’agit d’une période tout au long de laquelle, abstraction faite de l’éphémère expérience de Rivadavia, il n’y eut pas de gouvernement central.
Ces sources relèvent que les guerres civiles de cette période coûtèrent la vie à quelque 20 000 Argentins sur les champs de bataille, hommes adultes principalement, et firent un demi-million de veuves, d’orphelins et de personnes âgées sans soutien familial ; au total, un tiers de la population rioplatense aurait été touché par la perte d’un parent direct.
Selon les auteurs de tendance unitaire du milieu du XIXe siècle, comme Andrés Lamas, au cours des vingt-deux ans que dura l’époque de Rosas (en comptant à partir de la chute de Lavalle à Buenos Aires jusqu’à Caseros), environ 16 000 personnes périrent de mort violente par suite de la constante répression et persécution politiques menées par Rosas (chiffres jusqu'à 1843), sans compter ses campagnes militaires contre les indigènes de la Pampa. Les sources officielles rosistes mentionnent à peine 400 exécutions entre 1829 et 1843, alors que lors du procès qui lui fut fait par contumace, on le jugea coupable de 2354 condamnations à mort, prononcées y compris contre des prisonniers non politiques, dans des procédures nullement impartiales. Les chiffres les plus pondérés concernant le nombre de morts ont été avancés par l’historien britannique John Lynch : « plus de 250, moins de 6000 et, peut-être, dans l’ordre de 2000, pour toute la période de 1829 à 1852 ».
Une estimation, plus récente que celle de Lamas, du nombre de décès survenus lors des combats des différentes guerres civiles, fait état, très approximativement, d’environ 4 000 morts jusqu’à Cepeda, et de quelque 22 000 morts entre Cepeda et Caseros.

### Après Caseros

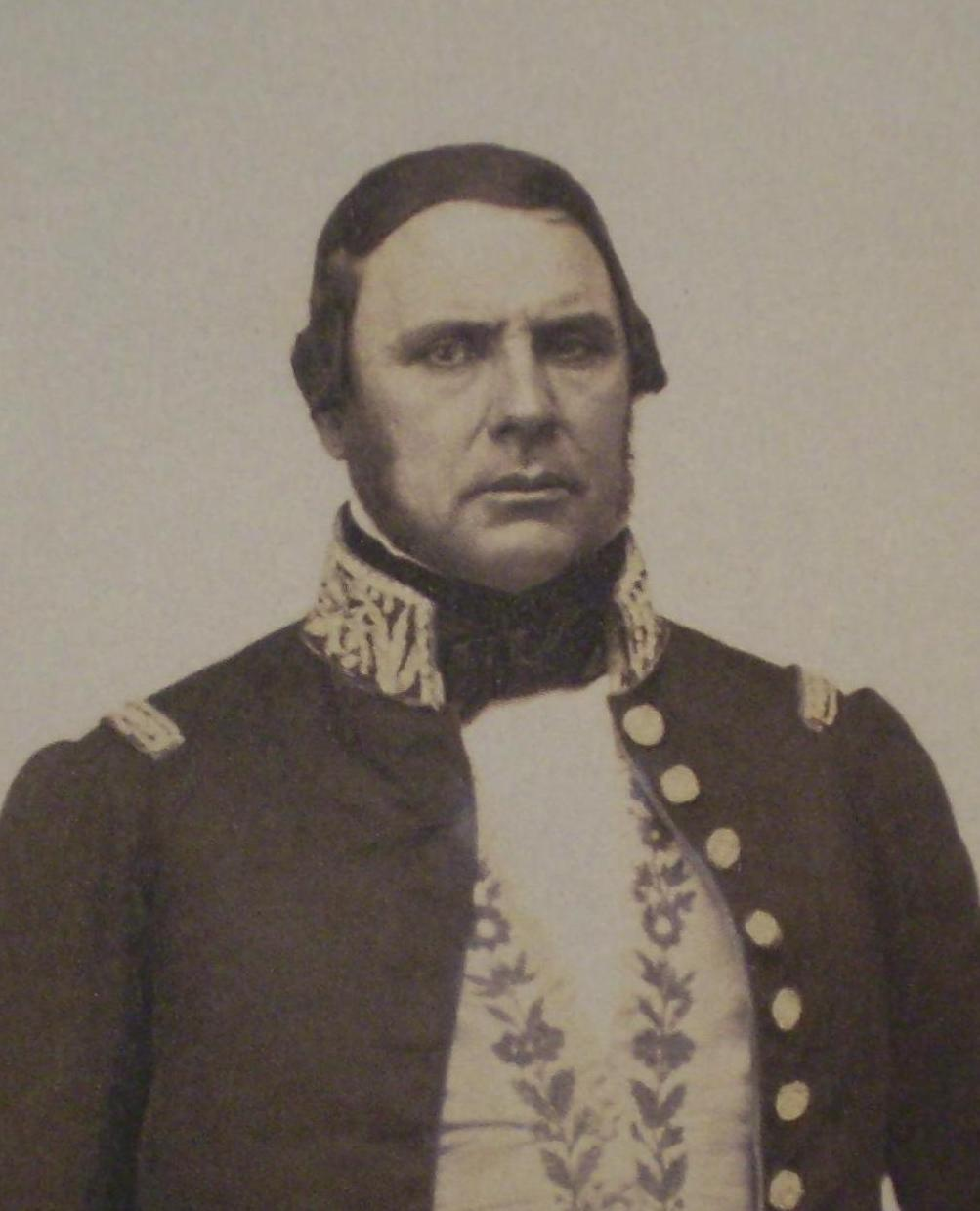
Le général Urquiza.

Buenos Aires resta plongée dans la confusion, pendant qu’Urquiza s’emparait de la propriété de Rosas à Palermo. Deux jours plus tard, il nomma Vicente López y Planes gouverneur de la province, lequel à son tour désigna Valentín Alsina, chef des unitaires exilés à Montevideo, comme son premier ministre. En même temps que lui arrivèrent également à Buenos Aires Domingo Faustino Sarmiento, Bartolomé Mitre, le général Lamadrid, Vicente Fidel López et Juan María Gutiérrez. Dans les mois qui suivirent, le général Paz et beaucoup d’autres exilés firent aussi leur apparition.
Le 20 février, jour anniversaire de la bataille d'Ituzaingó, les troupes brésiliennes et urquicistes défilèrent dans Buenos Aires.
Peu après, fédéralistes et unitaires se lancèrent dans une surenchère : ces derniers prétendaient imposer au pays la suprématie de Buenos Aires, celle-là même qu’avait défendue Rosas. Lors des élections pour une nouvelle législature, les unitaires triomphèrent, mais confirmèrent néanmoins Vicente López au poste de gouverneur.
De nombreux gouverneurs de province furent renversés : à Jujuy, Iturbe fut fusillé; à Salta, José Manuel Saravia réussit au moins à avoir la vie sauve; à Córdoba, une mutinerie de caserne renversa « Quebracho » López; et à Mendoza, le général Segura revint au gouvernement sans difficulté majeure.
Urquiza invita les autres provinces à une réunion devant se tenir à San Nicolás de los Arroyos, dans l’extrême nord de la province de Buenos Aires, où fut signé fin mai l’accord de San Nicolás, lequel stipulait notamment qu'un congrès général constituant allait être convoqué, avec le mandat de sanctionner une constitution qui prît en compte les différents pactes ayant jusque-là uni les différentes provinces. En outre, Urquiza se vit confier la fonction de Directeur provisoire de la Confédération argentine, c'est-à-dire devint le titulaire du pouvoir exécutif.
Alors qu’ils assistaient à cette réunion, les gouverneurs de Tucumán et de San Juan furent renversés en leur absence. Si Benavídez n’eut pas de difficulté à recouvrer le gouvernement, Gutiérrez par sa part dut recourir à la force. Quelques mois plus tard, le Correntin Virasoro sera lui aussi renversé pour être remplacé par le ministre d’Urquiza, Juan Gregorio Pujol.
Seuls quatre gouverneurs poursuivirent leur mandat après 1852 : Taboada à Santiago del Estero et Bustos à La Rioja, qui tous deux passèrent ostensiblement dans le camp adverse,. Se maintinrent également au gouvernement : Lucero, à San Luis, ainsi qu’Urquiza lui-même en Entre Ríos.

### Avancées libérales dans le nord
Le fédéraliste Celedonio Gutiérrez séjournait en Catamarca, jusqu’à ce qu’une révolution renversant en janvier 1853 le gouverneur unitaire Manuel Espinosa lui permît de rentrer dans sa province, où il parvint ensuite à battre Taboada à Arroyo del Rey, lors d’un affrontement qui coûta la vie à Espinosa.
En octobre, Gutiérrez envahit Santiago del Estero et occupa la capitale provinciale sans rencontrer de résistance. Derrière son dos cependant, Taboada s’était emparé de San Miguel de Tucumán et avait nommé gouverneur l’ecclésiastique José María del Campo. En conséquence, Gutiérrez dut se replier sur sa province, dont il occupa, quoique battu, la capitale, tandis que Campo dominait le sud de la province. Le jour de noël 1853, Taboada réussit finalement à vaincre Gutiérrez, qui prit le chemin de l’exil en Bolivie. Del Campo s’empara du pouvoir, puis s’appliqua à persécuter les fédéralistes par des emprisonnements et des exécutions.
Depuis lors, Manuel Taboada se trouvait, dans le nord-ouest argentin, à la tête d’une alliance de gouvernements « libéraux » dans les provinces de Tucumán, de Salta et de Santiago del Estero, en opposition au gouvernement d’Urquiza et à ses alliés au gouvernement de Buenos Aires.
À Corrientes, le gouverneur Pujol eut à affronter diverses rébellions contra lui : en février 1853 avorta une révolution menée par José Antonio Virasoro, réprimée par le général Cáceres, le même qui avait porté Pujol au pouvoir. Quand Pujol le démit de son commandement militaire, Cáceres se souleva contra lui, mais fut battu et s’exila en Entre Ríos. De là, il s’en revint en août 1854, puis derechef en février de l’année suivante, mais échoua dans les deux cas.

## Guerres entre la Confédération argentine et l’État de Buenos Aires

### La rébellion portègne
La législature de Buenos Aires rejeta l’accord de San Nicolás, avec l’excuse, brandie par Bartolomé Mitre, que Vicente López y Planes l’avait signé sans son autorisation, et celle ensuite que les pouvoirs attribués à Urquiza étaient excessifs. En réalité, le motif de cette opposition était que l’on n’avait pas adopté, pour la composition du Congrès, la représentation proportionnelle, qui avait permis à Buenos Aires d'avoir la haute main sur les congrès antérieurs. Urquiza réagit en dissolvant la Salle, en faisant fermer les journaux d’opposition et en occupant le palais du gouvernement : ce fut la première intervention fédérale de l’histoire argentine.
Cependant, dès qu'Urquiza eut quitté la ville, éclata la révolution du 11 septembre; la législature dissoute se réunit à nouveau et élut comme gouverneur d’abord Manuel Guillermo Pinto, puis Alsina lui-même.
Les Portègnes mirent alors sur pied trois armées, dont l’une s’établit à San Nicolás, sous le commandement du général Paz, en vue d’envahir éventuellement Santa Fe,. Les deux autres corps d’armée, l’une sous les ordres de Juan Madariaga et l’autre commandée par Manuel Hornos, envahirent Entre Ríos, mais furent rapidement battus,.
La plupart des officiers de campagne de Buenos Aires, anciens collaborateurs de Rosas, se rebellèrent fin novembre contre le gouvernement portègne dominé par les unitaires. Les colonels Hilario Lagos, Ramón Bustos, José María Flores et Jerónimo Costa mirent le siège devant la ville. Peu après, le colonel Pedro Rosas y Belgrano s’efforça de susciter un soulèvement dans l’intérieur de la province de Buenos Aires en faveur des unitaires, mais fut vaincu dans la bataille de San Gregorio, près de l’embouchure du fleuve Salado. Urquiza joignit ses troupes aux assiégeants de Buenos Aires. Cependant, la prolongation du siège entraîna une rapide chute du moral des assiégeants, et le commandant de la flotte d’Urquiza, qui bloquait le port de Buenos Aires, John Halstead Coe, fut suborné à remettre l’escadre aux Portègnes. En juin 1853, à la suite de la défection de plusieurs unités portègnes de l’armée assiégeante, Urquiza décida de lever le siège.
Depuis lors, l’État de Buenos Aires demeurait séparé de la Confédération argentine, promulguant sa propre constitution, qui laissait ouverte la possibilité d’une indépendance définitive. Dans la Confédération, Urquiza fut élu président sans opposition.

### Invasions fédéralistes à Buenos Aires
La plupart des fédéralistes de Buenos Aires émigrèrent à Paraná, Rosario ou Montevideo, d’où ils projetèrent de rentrer par le moyen d’une invasion de leur province d’origine. En janvier 1854, Hilario Lagos conquit le nord de la province, mais pour quelques jours seulement. En novembre, le général Costa s’avança à la tête de 600 hommes, mais le général Hornos marcha à sa rencontre et le battit lors la bataille d’El Tala, le contraignant à se retirer.

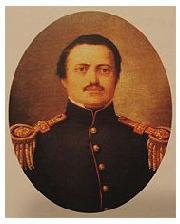
Le général Jerónimo Costa.

Une nouvelle tentative fut entreprise en décembre 1855 : José María Flores débarqua à Ensenada, pendant que Costa de son côté fit de même près de Zárate, avec moins de 200 hommes. Le gouverneur Pastor Obligado prescrivit la peine de mort à tous les officiers impliqués dans cette invasion, les déclarant bandits, pour n’avoir pas à les respecter en tant que combattants ennemis, et ordonna qu'ils fussent fusillés sans jugement. Après l’échec de Flores, Costa marcha sur Buenos Aires avec ses maigres troupes. Le 31 janvier 1856, il fut défait par Emilio Conesa près de San Justo. La plupart des soldats furent exécutés après qu’ils se furent rendus, et les officiers fusillés deux jours après.
En dépit de l’appel des fédéralistes à la vengeance, cette tuerie porta Urquiza à être plus prudent dans ses tentatives de soumettre ses anciens alliés portègnes, et Buenos Aires et la Confédération maintinrent la paix pendant quelques années.
Au cours des années suivantes, le Litoral connut également la paix. Les Portègnes s’engagèrent cependant dans la révolution uruguayenne de 1858, en pratique une invasion de l’Uruguay lancée depuis Buenos Aires par le général César Díaz. L’aventure s’acheva dans le dénommé massacre de Quinteros, exécution massive d'officiers de Buenos Aires, y compris de Díaz lui-même, en février 1858. Cet épisode contribua à exacerber les esprits dans ce pays et à ce que chaque parti uruguayen fût à nouveau identifié avec son équivalent argentin respectif : depuis lors en effet, les exilés uruguayens, dirigés par Venancio Flores, firent alliance avec le gouvernement de Buenos Aires, se promettant vengeance à l’encontre des blancos.

### Désordres à Cuyo

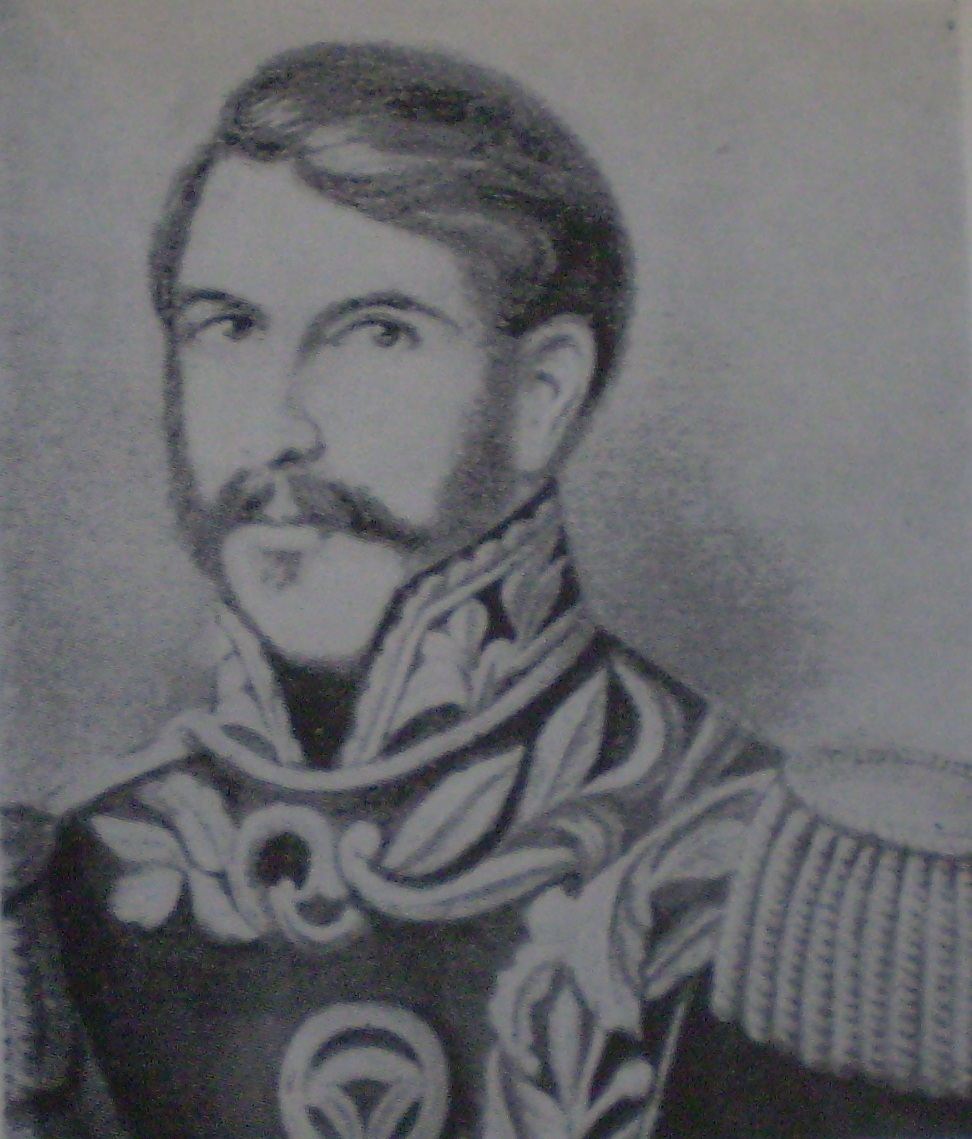
Le général Nazario Benavídez.

La paix, ainsi obtenue au prix du sang, ne dura guère : les premiers désordres se produisirent dans La Rioja, où le général  Ángel Vicente Peñaloza, alias El Chacho, destitua le gouverneur, pour le remplacer par Manuel Vicente Bustos.
En mars de cette même année éclata à San Juan une révolution fédéraliste, à l’issue de laquelle Nazario Benavídez fut rétabli au gouvernement, dont il avait démissionné l’année d’auparavant. L’intervention fédérale ordonnée par Urquiza permit l’élection du gouverneur Manuel José Gómez Rufino, un unitaire, mais les milices restèrent sous le commandement de Benavídez, qui fut en outre nommé commandant de la division de l’Ouest de l’armée de la Confédération.
Gómez Rufino, accusant Benavídez de conspirer contre lui, ordonna son arrestation ; lorsque ses amis tentèrent de le libérer, il fut assassiné. Sa mort fut fêtée publiquement, tant à San Juan qu’à Buenos Aires,.
La province de San Juan fit l’objet d’une intervention fédérale, à l’issue de laquelle l’interventeur militaire, le colonel José Antonio Virasoro, fut élu gouverneur. Peñaloza se vit confier le commandement de la division Ouest, en même temps qu’il fut promu au grade de général.

### Bataille de Cepeda
Après l’échec des tentatives d’invasion de l’État de Buenos Aires, Urquiza négocia l’intégration pacifique de la province rebelle, mais n’eut pas davantage de succès. Les violences lors des élections à Buenos Aires permirent la victoire de l’unitaire Valentín Alsina aux dépens du candidat fédéraliste. Par ailleurs, la situation économique de la Confédération était beaucoup moins solide celle de Buenos Aires.
Face à la provocation de San Juan, le congrès adopta une loi habilitant Urquiza à user de la force pour obliger Buenos Aires à se réincorporer. Il s’ensuivit que les deux camps s’empressèrent de s’armer : le commandant en chef de l’armée portègne, le colonel Bartolomé Mitre, fit mouvement vers le nord, tandis que les vaisseaux de guerre de Buenos Aires bloquaient le port de Paraná, pour lors capitale de la Confédération argentine. À la mi-octobre, l’escadre nationale força le passage de l’île Martín García après un bref combat naval et jeta l’ancre en face de Buenos Aires.
Le 23 octobre 1859 eut lieu la bataille de Cepeda, aux confins des provinces de Buenos Aires et Santa Fe, où s’affrontèrent d’une part l’armée de la Confédération, qui comptait 14 000 hommes de troupe, en plus de quelques divisions de guerriers indigènes, et d’autre part l’armée de Buenos Aires, laquelle, quoique plus petite en effectifs, ne disposant en effet que de 9 000 hommes, était en contrepartie mieux équipée en artillerie. La cavalerie confédérale eut d’emblée l’avantage, et lorsque l’infanterie confédérale eut réussi à culbuter celle de Buenos Aires, la bataille se trouvait tranchée en faveur de la Confédération. Mitre eut une centaine de morts et 2000 prisonniers, et perdit une vingtaine de pièces d’artillerie ; les nationaux eurent davantage de tués, mais laissèrent leur ennemi sans cavalerie. Deux jours plus tard, les Portègnes s’embarquèrent sur les navires de leur marine de guerre et engagèrent leur retraite sur Buenos Aires.
Urquiza marcha alors sur la ville, mais, renonçant à s’en emparer par la force, établit son campement dans le village de San José de Flores. Alsina, qui s’obstinait, fut lâché par les siens et dut démissionner ; les deux camps opposés conclurent alors le pacte de San José de Flores, aux termes duquel la province de Buenos Aires était réintégrée de droit dans la République argentine.
En accord avec ce qui avait été convenu dans ledit pacte, le gouvernement de Buenos Aires convoqua una convention provinciale, qui proposa des amendements à la constitution de 1853, promptement acceptées par la Convention nationale. En pratique, la réforme constitutionnelle garantissait à Buenos Aires pour six ans la continuïté de ses rentes douanières et un certain contrôle économique sur le reste du pays.
De nombreux observateurs pensaient alors que les Portègnes se saisiraient de n’importe quel prétexte pour ne pas se réintégrer dans la République, à moins qu’ils n’eussent pu d’abord s’assurer un contrôle réel sur l'ensemble du pays. Ainsi, pour le colonel Ricardo López Jordán, Urquiza « était arrivé à Buenos Aires comme vainqueur, et avait négocié comme un vaincu ». Peu après, Santiago Derqui fut élu président.

### Guerre civile dans les provinces de Cuyo et de Córdoba
À San Juan, le gouvernement de Virasoro n’était guère aimé. Les unitaires le considéraient comme un despote, et Sarmiento, depuis Buenos Aires, appelait ouvertement à la révolution et au magnicide. En novembre 1860, un groupe d’officiers et de dirigeants unitaires vinrent attaquer le gouverneur à son domicile et l’assassinèrent ainsi que plusieurs de ses proches. À nouveau, les libéraux de Buenos Aires fêtèrent ce crime, et bientôt des soupçons se firent jour que les révolutionnaires de San Juan eussent été financés depuis Buenos Aires. La législature qui avait siégé auprès de Gómez élut comme gouverneur le chef du parti libéral de San Juan, Antonino Aberastain.

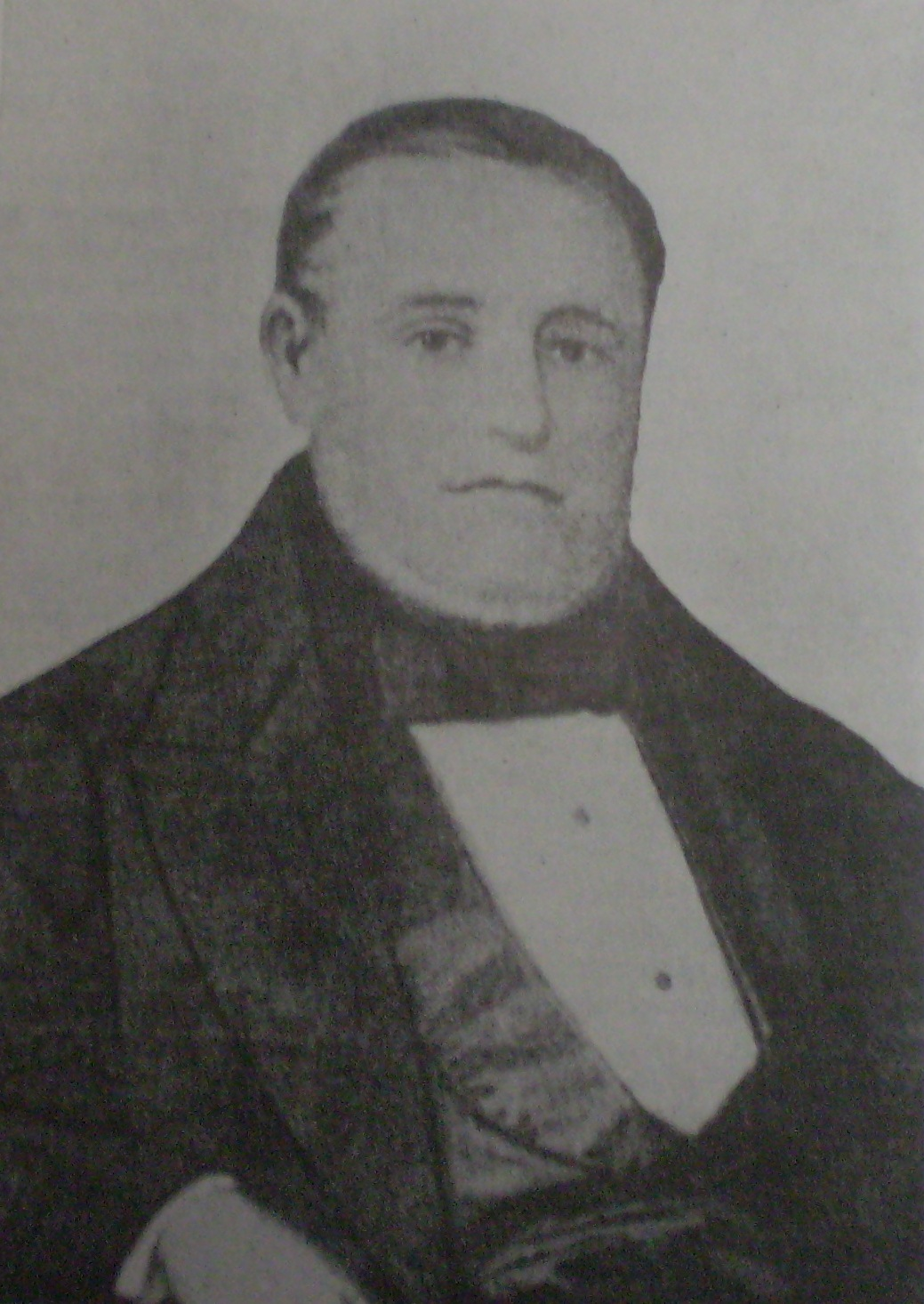
Antonino Aberastain.

Derqui décréta l’intervention fédérale dans la province, désignant pour accomplir cette mission le gouverneur de la province de San Luis, le colonel Juan Saá, qui exigea que lui fussent remis les assassins de Virasoro et que fût convoquée la législature fédérale. Toutefois, Aberastain refusa et monta une armée pour repousser l’avancée de Saá. Ce dernier le vainquit dans la bataille de Rinconada del Pocito, le 11 janvier 1861. Aberastain fut fait prisonnier et exécuté deux jours après par le commandant en second de Saá, le colonel Francisco Clavero.
Après sa campagne à San Juan, le général Saá se vit contraint de rentrer dans sa province de San Luis, pour faire face à une révolte unitaire menée par le colonel José Iseas, commandant en chef des troupes de frontière. Celui-ci fut battu quasiment sans lutte et dut quitter San Luis pour se réfugier dans la province de Córdoba.
À Córdoba, le poste de gouverneur était occupé depuis 1858 par Mariano Fragueiro, libéral allié aux unitaires, qui avait été, lors des élections de 1860, candidat au gouvernorat pour le compte du parti libéral, et avait persécuté ses opposants pendant la campagne électorale. Au début de 1860, il démissionna à la suite d’une révolution, et resta en détention pendant quelques jours. Son successeur, Félix de la Peña, voulut affronter Derqui, se liguant à cet effet au gouvernement de Buenos Aires, et donna son appui aux invasions de San Luis menées par le colonel José Iseas. En conséquence, Derqui répondit à l’appel des fédéralistes de Córdoba et de San Luis, et décréta, à l’attention de Córdoba, l’intervention fédérale. Cependant, il ne nomma pas un interventeur, mais se rendit lui-même à Córdoba pour y assumer le commandement provincial. Il y mit sur pied un puissant corps d’infanterie en vue de la guerre contre Buenos Aires, et quelques semaines plus tard, à la tête de cette armée, quitta la ville de Córdoba pour mettre garnison à Rosario, en laissant comme gouverneur de Córdoba le fédéraliste Fernando Félix de Allende.

### Bataille de Pavón

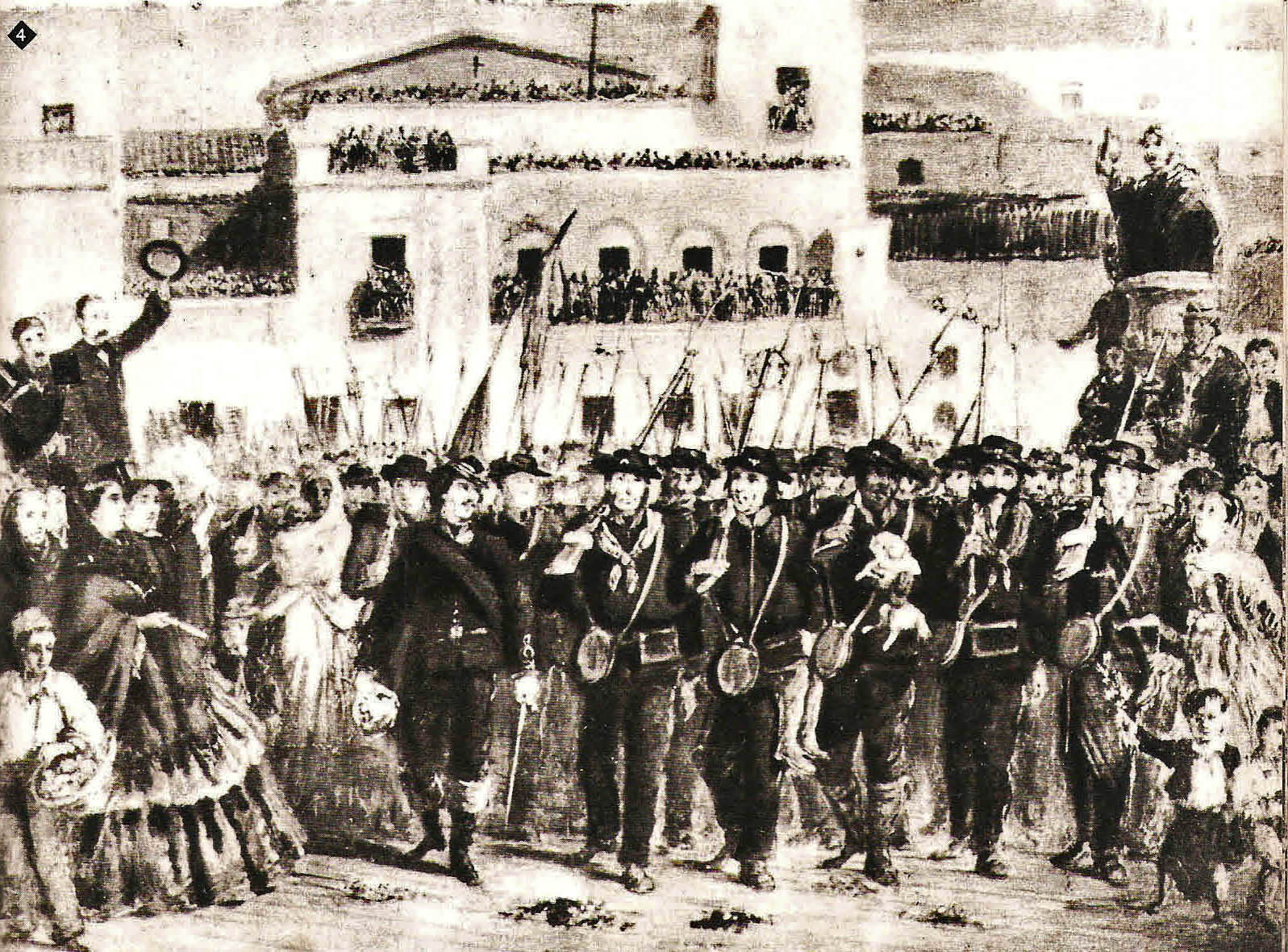
Troupe de la Garde nationale de Buenos Aires, sur le départ pour la campagne militaire du Pavón. Huile sur toile de León Pallière.

Article détaillé : Bataille de Pavón.
Après la bataille de Cepeda, le gouvernement de Buenos Aires s’était consacré d’une part à intriguer entre Urquiza et Derqui, et d’autre part à se renforcer économiquement et militairement. Il finit par refuser d’être intégré au reste du pays, en saisissant comme excuse le fait que le Congrès avait refoulé les députés de Buenos Aires (lesquels avaient été élus au mépris de la loi nationale, apparemment afin justement de provoquer ce résultat) et l’exécution d’Aberastain. Il accusa Derqui de mener une politique criminelle et dénia toute autorité légale et morale au gouvernement national.
Derqui gagna Rosario pour y placer l’infanterie réunie à Córdoba sous les ordres d’Urquiza. Celui-ci prit le commandement de l’armée nationale, à laquelle vinrent se joindre un important contingent d’Entre Ríos et d’autres provinces du Litoral, en grande majorité des troupes de cavalerie. L’armée nationale comprenait au total quelque 17 000 hommes.
L’armée de Buenos Aires pour sa part se composait de 22 000 hommes, et avait une nette supériorité en matière d’infanterie et d’artillerie. Mitre fit mouvement vers le nord de sa province et envahit la province de Santa Fe. Les deux armées se rencontrèrent le 17 septembre 1861 près de la localité de Pavón, dans la province de Santa Fe, où Urquiza déploya ses troupes dans une position défensive, en disposant sa cavalerie sur les ailes, et se plaçant lui-même à la tête de l’aile droite.
Mitre attaqua avec son infanterie, mais fut refoulé en un premier temps par l’artillerie confédérale. Entre-temps, les deux ailes de l’armée confédérale attaquèrent la cavalerie portègne, la forçant à se débander. Urquiza retourna alors sur sa position, pendant que la cavalerie de gauche, commandée par Juan Saá et Ricardo López Jordán, pourchassait les soldats de Buenos Aires sur de longues distances.
L’infanterie portègne, ayant réussi à resserrer ses rangs, revint à l’offensive, et repoussa ses adversaires de leur ligne de front, mais ceux-ci parvinrent à réorganiser leurs positions à quelque distance de là. Urquiza, qui n’avait aucune nouvelle de son aile gauche, décida de ne pas envoyer chercher la réserve pour combattre, et de se retirer du champ de bataille, avec sa cavalerie et ses troupes de réserve. Ayant atteint San Lorenzo, il traversa le fleuve Paraná à destination de sa province d’Entre Ríos, en emmenant avec lui les divisions d’Entre Ríos et de Corrientes.
Plusieurs théories ont été formulées pour expliquer cette retraite, sans qu’aucune soit tout à fait satisfaisante. Les hypothèses les plus courantes attribuent cette action inattendue soit à une maladie rénale de Urquiza, soit à la méfiance de celui-ci vis-à-vis du président Derqui, dont il redoutait une trahison.

### Suites de la bataille de Pavón

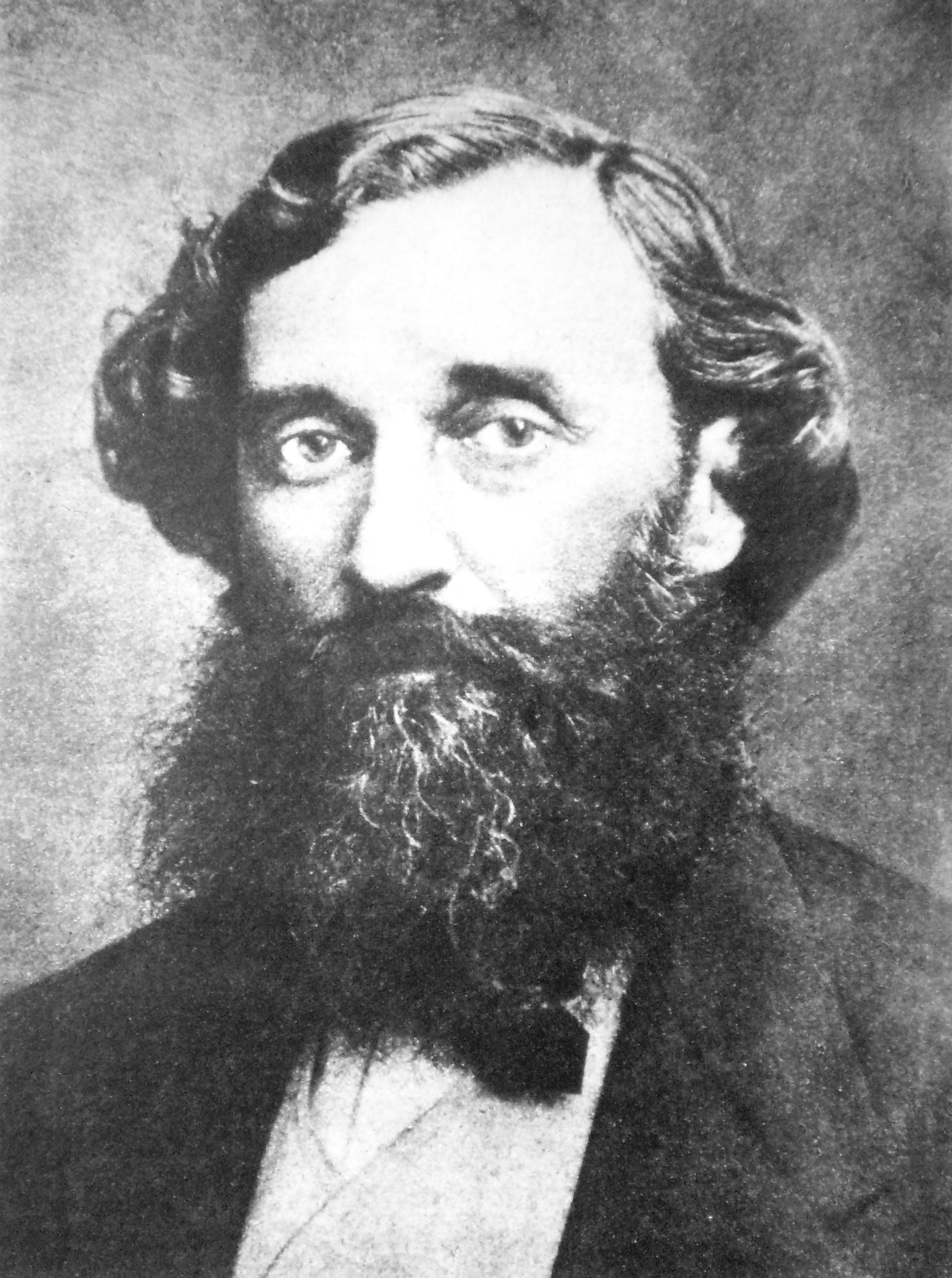
Le président Bartolomé Mitre.

L’armée de Mitre, harcelée par la cavalerie de Saá, de López Jordán et des émigrés de Buenos Aires, avait été forcée de se replier sur San Nicolás de los Arroyos. Ce ne fut qu’au bout de quelques semaines, une fois certain de la défection d’Urquiza, lequel avait retiré y compris l’artillerie de Santa Fe vers sa province, que Mitre se résolut d’avancer.
Derqui se débattait au-dedans d’un chaos où gouverner était devenu impossible. Il tenta de négocier avec Mitre, mais celui-ci exigea sa démission et la dissolution du gouvernement national. Derqui démissionna finalement du gouvernement et s’exila à Montevideo, de sorte que la présidence échut au vice-président Juan Esteban Pedernera.
Mitre s’empara de Rosario et mit la main sur les fonds douaniers de la ville, fonds avec lesquels il se proposait de financer sa subséquente invasion des territoires de l’intérieur. Quelques jours après, l’armée de Buenos Aires, sous le commandement de l’ancien président uruguayen Venancio Flores, attaqua le restant de la cavalerie fédérale dans la bataille de Cañada de Gómez, laquelle se mua en un massacre perpétré par l’infanterie de Buenos Aires à l’encontre de soldats de la cavalerie fédérale, pour beaucoup alors qu’ils se trouvaient désarmés ou sans défense. Peu après, le gouverneur de Santa Fe, Pascual Rosas, présenta sa démission et fut remplacé, moyennant proscription des fédéralistes, par l’unitaire Domingo Crespo.
Urquiza non seulement ne se mobilisa pas en défense de son gouvernement, mais encore déclara que sa province recouvrait sa souveraineté, ce qui revenait à dénier toute autorité au gouvernement national. Il démantela la flotte nationale, pour la remettre au gouvernement provincial de Buenos Aires, et récupéra pour sa province la ville de Paraná, jusque-là capitale fédérale, et chargea Mitre d’assumer le gouvernement national intérimaire. Le 12 décembre, Pedernera déclara dissous le gouvernement national.
À Corrientes, la nouvelle de Pavón incita le parti libéral, qui était dans l’opposition, à se soulever contre le gouvernement du fédéraliste José María Rolón. Le gouverneur dépêcha contre les insurgés une petite armée, sous le commandement du colonel Cayetano Virasoro, qui fut vaincue à Goya, dans une bataille sans portée majeure. Mais Rolón, s’avisant que la guerre était susceptible de se prolonger, démissionna le 8 décembre pour éviter toute nouvelle effusion de sang. Virasoro remit lui aussi sa démission, et ses forces se rendirent au colonel Reguera dans la Cañada de Moreno.
Le gouvernement correntin fut alors repris en mains par le libéral José Pampín, qui appela à l’aide le général Cáceres. Toutefois, les commandants en chef, notamment les colonels Acuña et Insaurralde, refusèrent de se soumettre à eux. Cáceres, avec le concours du général Ramírez, les battit dans un combat à Curuzú Cuatiá, en août 1862.

### Invasion de Córdoba et de Cuyo

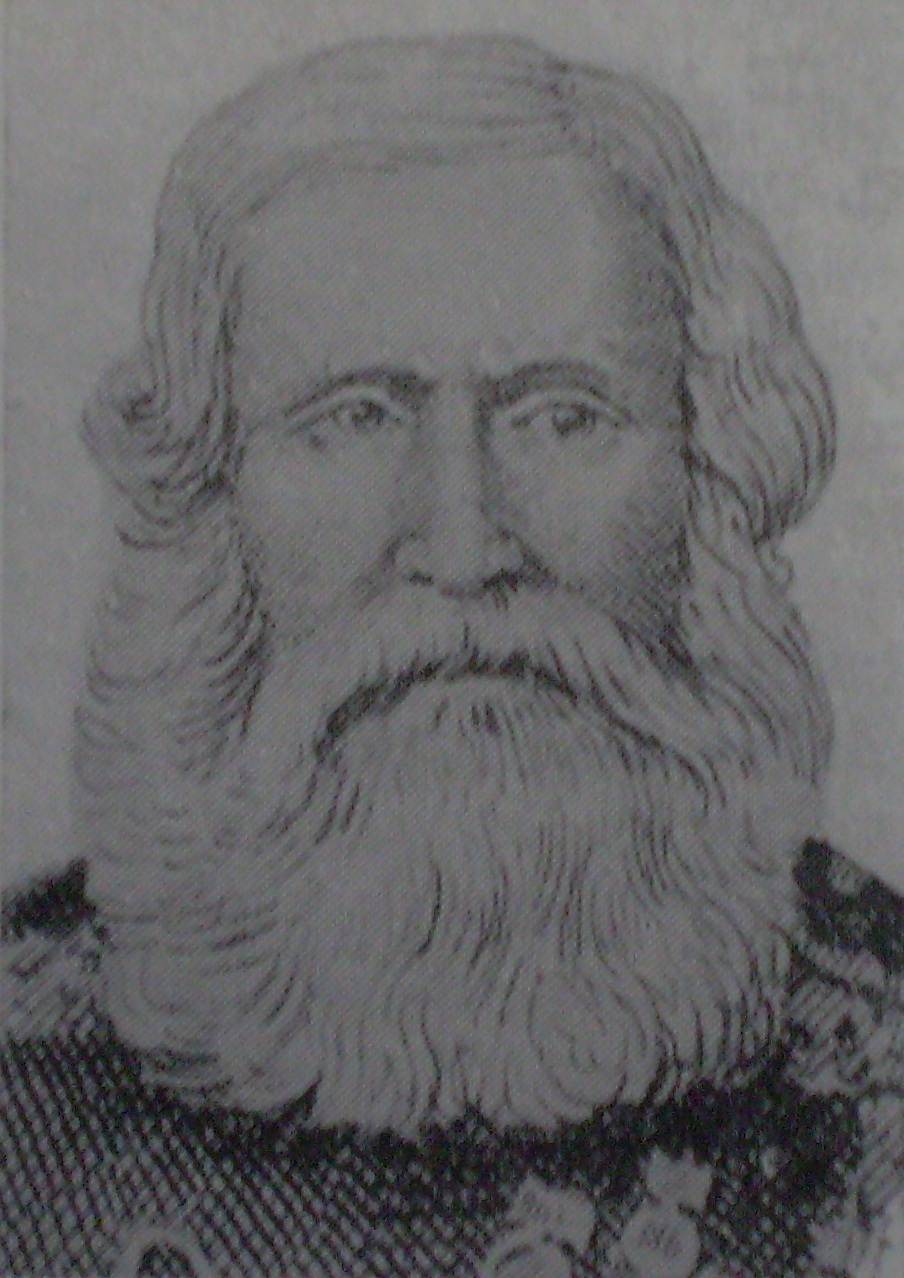
Le général Wenceslao Paunero.

Dans la ville de Córdoba, les milices locales avaient été mobilisées pour la bataille de Pavón, sauf celles qui se réclamaient du parti libéral. Celles-ci renversèrent le gouverneur Allende, lui substituant le libéral Román. Les forces fédérales dépêchées sur place pour remettre Allende au pouvoir, dirigées par le colonel Francisco Clavero, furent battues par le commandant Manuel José Olascoaga.
Peu après, la province fut envahie par l’armée de Buenos Aires commandée par le général Wenceslao Paunero, laquelle emmenait avec elle, comme dirigeant politique, Marcos Paz. Arrivés à Córdoba, ils trouvèrent les libéraux divisés en deux camps antagonistes, de sorte que Paz, qui n’était pas originaire de Córdoba, prit la tête du gouvernement, sur décision de Paunero.
Comme Marcos Paz poursuivit bientôt sa route vers le nord, Paunero lui-même fut amené à exercer le gouvernement. Il s’attela à envoyer des expéditions vers les provinces limitrophes, dépêchant Domingo Faustino Sarmiento d’abord à San Luis et Mendoza, où il renversa les gouvernements des deux provinces, puis à sa propre province de San Juan, où il s’empara du gouvernement, et d’autre part le colonel Echegaray à La Rioja et le colonel José Miguel Arredondo à Catamarca. En mars, Paunero organisa des élections, avec l’intention de se faire élire gouverneur titulaire ; mais les libéraux autonomistes le battirent, et élurent à sa place Justiniano Posse.
Le général Saá tenta d’organiser la résistance à San Luis, mais, se voyant privé de tout appui extérieur, et face à une opposition renforcée, se résigna à démissionner et à remettre le gouvernement à Justo Daract. Il émigra aussitôt vers le Chili.
À Mendoza, le gouverneur Laureano Nazar eut à affronter une précoce révolution, qu’il put réprimer facilement. La dureté avec laquelle il traita les vaincus alarma quelques fédéralistes, qui pensaient qu’en gardant de bonnes relations avec les dirigeants de Buenos Aires ils pourraient sauver leur parti. L’un d’eux, le colonel Juan de Dios Videla, renversa Nazar à la mi-décembre. Rivas toutefois exigea sa démission, et Videla dut fuir pour le Chili. Le dirigeant portègne nomma alors gouverneur l’un des rares libéraux qu’il put trouver à Mendoza, Luis Molina.
Sans même attendre les Portègnes, le gouverneur de San Juan se démit de sa fonction, laquelle fut exercée à titre temporaire par Ruperto Godoy. Celui-ci convoqua la législature unitaire qui avait auparavant élu Aberastain et, anticipant l’arrivée des troupes de Rivas, désigna gouverneur son second, le colonel Domingo Faustino Sarmiento, le premier janvier 1862.
Jusque-là, abstraction faite d’une brève résistance à Mendoza, l’occupation de Cuyo n’avait pas été violente, quand même les gouvernements démocratiquement élus fussent remplacés par d’autres sous la menace militaire de Buenos Aires.

### Santiago et Tucumán
Au début de 1860, à la suite de la bataille de Cepeda, le gouverneur de Santiago del Estero, Pedro Ramón Alcorta, tenta de s'affranchir de l’influence des frères Taboada, qui l’avaient porté au gouvernement, et réussit à composer une législature à lui dévouée. Cependant les Taboada rassemblèrent leurs miliciens loyaux et battirent Alcorta, qui s’enfuit à Tucumán et sollicita l’intervention fédérale. Mais ni Urquiza, ni davantage son successeur Derqui, ne manifestèrent d’engouement à résoudre ce litige. Entretemps, la minorité de la législature nomma Pedro Gallo pour gouverneur.

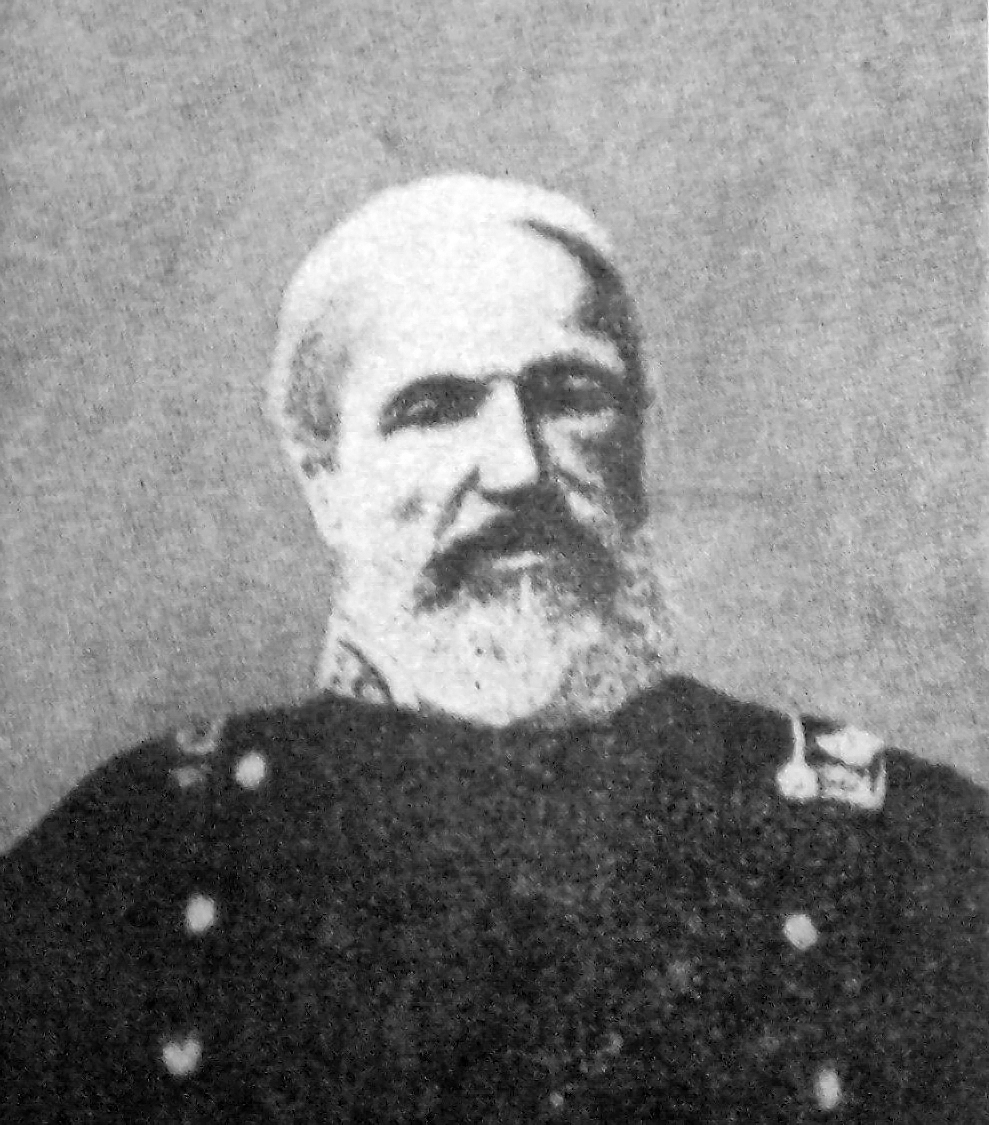
Le général Octaviano Navarro.

À la suite d’une infructueuse intervention fédérale confiée au gouverneur tucuman Salustiano Zavalía, le président Derqui ordonna l’intervention du général Octaviano Navarro, lequel à son tour obligea Zavalía à lui apporter son aide. Cependant le curé Del Campo le renversa, installant au pouvoir à sa place Benjamín Villafañe, unitaire de longue date.
En 1861, quand la bataille de Pavón était tout près d’avoir lieu, Navarro envahit Tucumán et, avec l’appui du colonel Aniceto Latorre, originaire de Salta, et du ci-devant caudillo tucuman Celedonio Gutiérrez, battit Del Campo dans la bataille d’El Manantial. Ayant appris la nouvelle de la victoire fédérale à Pavón, Navarro employa ses troupes fédérales à envahir Santiago del Estero, obligeant Taboada à évacuer la capitale provinciale. Ensuite cependant parvint la nouvelle de l’avancée de Mitre : la retraite d’Urquiza avait converti la victoire de Pavón en défaite.
Navarro alors se replia promptement sur Catamarca. Taboada se précipita vers Tucumán, où il vainquit Gutiérrez lors la bataille de Seibal, le 17 décembre 1861, et plaça Del Campo au gouvernement. Les fédéralistes de Catamarca appelèrent à leur secours le commandant en chef de l’armée de La Rioja, le général Ángel Vicente Peñaloza, dit « El Chacho ». Celui-ci s’installa à Catamarca et s’offrit comme médiateur entre les deux camps, ce qu’accepta Antonino Taboada, alors que dans le même temps il communiqua à Mitre qu’il agissait ainsi uniquement pour gagner du temps, étant en effet décidé à expulser les fédéralistes de toutes les provinces. De fait, dès qu’il put réunir des troupes suffisantes, il aida Del Campo a envahir Salta, provoquant la démission du gouverneur fédéraliste José María Todd. Dans la foulée, il attaqua Peñaloza, et le vainquit le 10 février dans la bataille du Río Colorado, dans le sud de la province de Tucumán. Ensuite, il envoya Anselmo Rojo à Catamarca, où celui-ci contraignit le gouverneur fédéraliste à la démission, et portant au pouvoir à sa place Moisés Omill,.

### La résistance du Chacho Peñaloza
Peñaloza rentra à La Rioja, dont le gouverneur avait décidé de faire la paix avec Buenos Aires, déclarant que sa province « n’avait aucune part dans les actes de vandalisme que commettait don Ángel Vicente Peñaloza dans les provinces de Tucumán et de Santiago del Estero ». En même temps pénétraient dans la province les colonels Ignacio Rivas, Ambrosio Sandes et José Miguel Arredondo. Face à cette offensive générale contre sa province, Peñaloza, avec plus de discernement que son gouverneur, résolut de ne pas livrer sa province désarmée, et les fédéralistes se préparaient à repousser l’invasion.
El Chacho s’empara de la capitale provinciale, puis fit mouvement vers le sud de la province, où il fut rejoint et battu, lors de deux batailles, par l’efficace cavalerie de Sandes. Tous les officiers faits prisonniers furent exécutés, souvent après avoir subi d’atroces tortures,. Les fédéralistes furent également vaincus dans les environs de la capitale provinciale.
El Chacho ouvrit alors un nouveau front : il envahit San Luis, joignit ses troupes à celles des caudillos locaux Juan Gregorio Puebla et Fructuoso Ontiveros et mit le siège devant la capitale San Luis. Quoiqu’il ne parvînt pas à s’en rendre maître, il obtint une trêve, qui devait servir de base à des traités de paix ultérieurs. À son retour dans les plaines de La Rioja, Peñaloza fut à nouveau battu, mais obtint fin mai que Rivas conclût avec lui, près de la localité de Tama, le traité de La Banderita, aux termes duquel les fédéralistes se soumettaient au président fraîchement élu Bartolomé Mitre.
Le nouveau gouverneur, Francisco Solano Gómez, au passé unitaire, était cependant entouré d’amis du caudillo, et désigna commandant d’armes Felipe Varela. Ce faisant, il se privait de la possibilité de désarmer Peñaloza, lequel en effet gardait ainsi la main sur les armes de ses hommes.
Les mois suivants furent une période de paix, mais aussi de misère et de brimades à l’encontre de ceux qui étaient accusés d’être des fédéralistes. Nombre d’anciens montoneros furent arrêtés, et plusieurs exécutés.

### La défaite du Chacho
Lorsque les gouvernements des provinces voisines intensifièrent leur attitude hostile envers les montoneros, ceux-ci commencèrent à s’insurger : en mars, les fédéralistes de San Luis attaquèrent le gouvernement provincial, puis étendirent leur action à la vallée de Traslasierra, dans le nord-ouest de la province de Córdoba. Varela au même moment attaqua la province de Catamarca, et le colonel Clavero envahit celle de Mendoza. Par la proclamation qu’il publia fin mars 1863, Peñaloza déclara adhérer à la rébellion. Dans une lettre à Mitre, il écrivit : « Les hommes, n’ayant plus rien à perdre que leur existence, aiment tous mieux la sacrifier sur le champ de bataille. »
Cet appel à la résistance se fit au nom d’Urquiza, de qui on escomptait recevoir l’aide. Don Justo toutefois se limita à se taire en public et à condamner en privé ces rébellions.
La province fut attaquée simultanément depuis San Juan, où Sarmiento avait été nommé directeur de la guerre et recommandait à ses officiers de « ne pas économiser le sang de gauchos, car c’est la seule chose d’humain qu’ils ont », et depuis le nord, par des troupes amenées par Taboada et dirigées par Arredondo. Mitre ayant proclamé hors la loi ses ennemis, il était par conséquent licite de les tuer une fois capturés : « Je veux mener dans La Rioja une guerre de police. Une fois qualifiés de voleurs les montoneros, sans donc que leur soit fait l’honneur du statut d'acteurs politiques, ce qu'il y a lieu de faire est dès lors très simple. »
Cette deuxième guerre prit l'allure d’une série de défaites pour El Chacho, cependant le soutien populaire lui permit de poursuivre la lutte armée. Appelé par les fédéralistes de Córdoba, il envahit cette province, dans la capitale de laquelle le commandant Simón Luengo renversa le gouverneur et accueillit le Chacho, qui fut reçu en triomphe par les fédéralistes.
Le général unitaire Wenceslao Paunero, à la tête de l’ensemble des corps militaires qui avaient envahi La Rioja, attaqua le Chacho dans la bataille de Las Playas, le 20 juin 1863, et lui infligea une défaite totale. Une nouvelle fois, tous les officiers faits prisonniers furent fusillés, et nombre de soldats subirent une mort atroce, par bastonnade, par les ceps colombiens, et autres formes de torture.
Le caudillo prit la fuite en direction de la Cordillère ; cependant, alors que tous pensaient qu’il partait pour l’exil, il se déporta vers le sud et revint dans les plaines de La Rioja. Ses ennemis, s’ils redoutaient d’aller le chercher, n’acceptaient pas non plus ses offres de paix.
Il entreprit une dernière tentative et attaqua Caucete, ville proche de la capitale San Juan, mais fut vaincu le 30 octobre par le commandant Pablo Irrazábal. Quelques jours plus tard, de retour dans les plaines, son armée fut totalement détruite par Arredondo.
Il se réfugia dans la maison d’un ami à Olta, quasi totalement esseulé. C’est là qu’il fut arrêté par un officier dénommé Vera, un sien proche parent, sur ordre d’Irrazábal. Lorsque ce dernier vint à son tour dans la maison, il le perfora de sa lance et lui fit couper la tête. Ensuite, il ordonna que sa tête fût fichée au bout d’un poteau sur la place d’Olta.
En apprenant la nouvelle, Sarmiento s’exclama : « J’ai applaudi la mesure, précisément pour sa forme. » Alors que quelques intellectuels, tels que José Hernández et Olegario Víctor Andrade, s’efforçaient de ménager sa mémoire, Sarmiento lui consacra un ouvrage chargé d’invectives.
Dans la province de San Luis, les frères Ontiveros avaient déjà été vaincus, l’un tué au combat, et l’autre réfugié dans les villages de tentes des Ranquels. Puebla, l’ultime caudillo de San Luis, se ligua avec les Ranquels et attaqua Villa Mercedes, mais périt dans l’offensive.
Dans la province de La Rioja, l’éphémère gouvernement de Manuel Vicente Bustos fut relayé par celui de Julio Campos, Portègne dépourvu de relations dans la province, et dont l’autorité reposait sur les seules armes. La Rioja fut pacifiée de force, et ses habitants se résignèrent, en échange de la paix civile, à vivre sous la domination de Portègnes et de leurs alliés.
S’il n’y eut certes plus de guerres civiles en Argentine durant cette période, le gouvernement argentin s’impliqua dans l’invasion de l’Uruguay aux côtés de l’Uruguayen Venancio Flores, laquelle invasion sonna le départ de la dénommée Croisade libératrice de 1863 (en esp. Cruzada Libertadora de 1863), dite aussi Petite Guerre (Guerra Chiquita). L’assistance que prêtait à Flores le gouvernement de Mitre (en dépit de ses énergiques dénégations, quoique cette assistance eût été mise au jour, et sous la méfiance du gouvernement paraguayen de Francisco Solano López, qui pressentait que cette guerre, à laquelle prenait part également l’empire du Brésil, était le prélude d’une offensive contre son pays) trouva son prolongement dans la guerre de la Triple-Alliance, aussitôt que Flores eut réussi à vaincre le gouvernement uruguayen en place.

## Révolution des Colorados et campagnes militaires de Felipe Varela

### Déclenchement
La participation de l’Argentine à la guerre de la Triple Alliance requit des provinces la conscription d’un très grand nombre de soldats, appelés à s’engager dans une guerre qui était, à l’intérieur du pays, fort impopulaire. Une grande partie des volontaires qui avaient été enrôlés pour aller combattre au front se rebellèrent ou désertèrent.
L’invasion du territoire paraguayen se révéla être une entreprise beaucoup plus ardue que prévu, et les provinces furent obligées d’envoyer au front de nouveaux contingents de soldats. La défaite des alliés dans la bataille de Curupayty porta un rude coup au prestige militaire de Mitre ; la population en avait assez des levées forcées de troupes pour une guerre que semblait devoir s’éterniser.
Le 11 novembre 1866 éclata dans la ville de Mendoza un soulèvement des troupes rassemblées pour marcher au front. Comme dans d’autres provinces, un gouvernement provincial dominé par le parti libéral y avait été imposé par l’armée de Buenos Aires, qui avait envahi la province peu de mois après la bataille de Pavón. Les insurgés bénéficièrent de l’appui de la police locale et des gardiens de prison, et remirent les prisonniers en liberté. Parmi ceux-ci figuraient de nombreux fédéralistes, qui proclamèrent la destitution du gouverneur. Le gouvernorat échut au docteur Carlos Juan Rodríguez, qui se lança dans un programme politique fort ambitieux : il récusa l’autorité du président Mitre et annonça qu’il s’appliquerait à faire cesser la guerre au Paraguay. Rodríguez fut nommé directeur de la guerre que l’on se proposait de mener contre le gouvernement central.
Les fédéralistes eurent le dessus lors d’une petite bataille à Luján de Cuyo contre le colonel Pablo Irrazábal (celui-là même qui avait assassiné le Chacho Peñaloza cinq ans auparavant), et à Rinconada del Pocito contre le gouverneur de La Rioja, Julio Campos. Le général Juan Saá rentra du Chili et mit sur pied une division, avec laquelle il envahit la province de San Luis, infligeant une défaite au colonel José Miguel Arredondo à Pampa del Portezuelo. Son frère Felipe Saá accéda alors au gouvernorat de la province. Dans la province de San Juan, Juan de Dios Videla prit le pouvoir, et dans celle de La Rioja également les fédéralistes s’emparèrent du gouvernorat.
Simultanément, le colonel Felipe Varela, à la tête d’une petite division, pénétra en Argentine depuis le Chili et occupa l’ouest de la province de La Rioja, puis organisa une campagne militaire contre la province de Catamarca, où il disposait d’alliés. Il comptait par ailleurs sur l’alliance tacite du gouvernement de Córdoba, mais cette alliance ne se concrétisera pas. Finalement, ils requirent le concours de l’ancien président Urquiza, nominalement toujours chef du parti fédéraliste, mais Urquiza resta sourd à cet appel.

### La réaction du gouvernement de Mitre

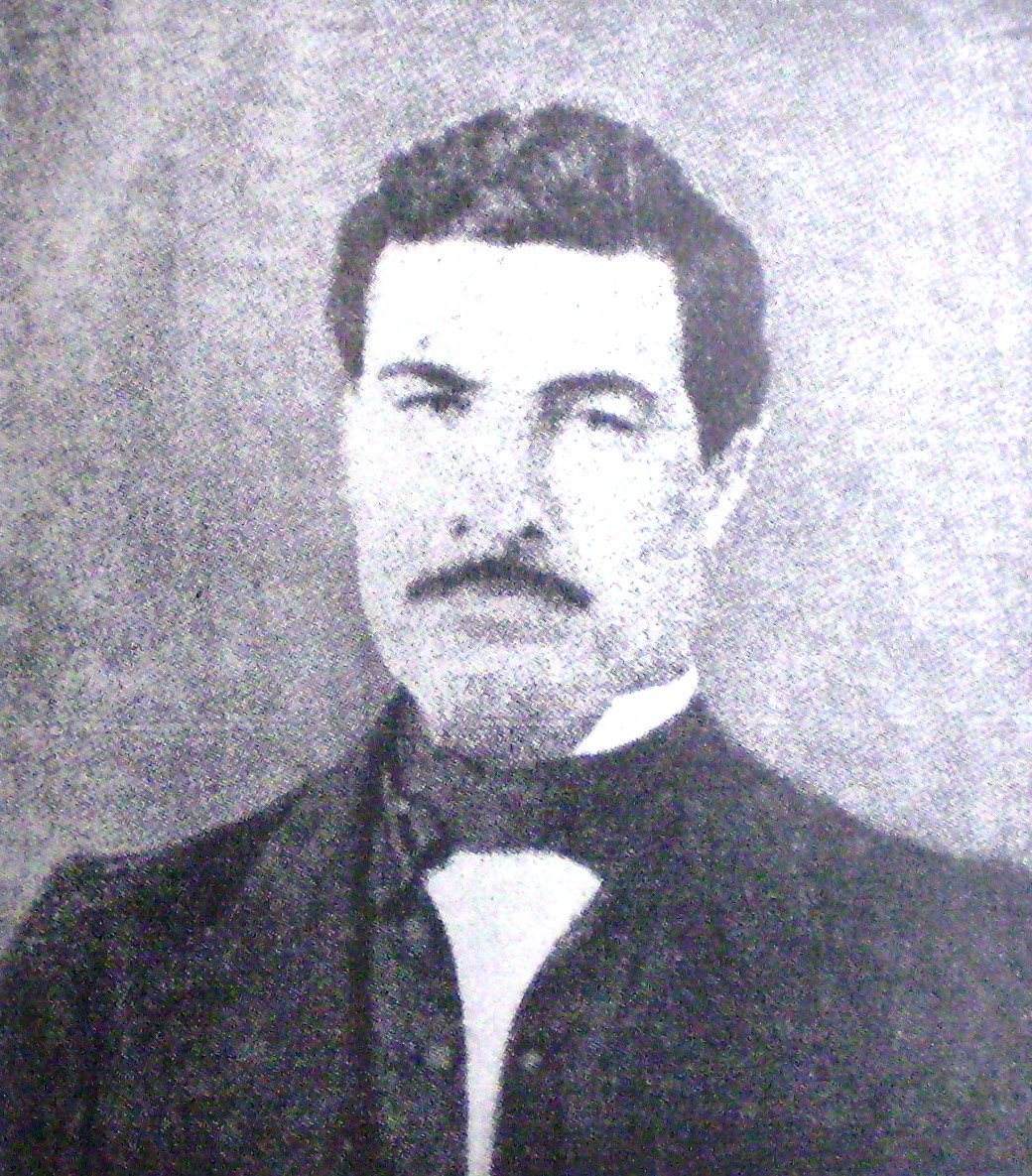
Le général Juan Saá.

Le président Mitre se trouvait sur le front paraguayen, mais, appelé en urgence, gagna Rosario, ramenant du front avec lui plusieurs régiments. Tandis qu’il donna ordre au général Antonino Taboada de faire mouvement, à partir de Santiago del Estero, sur La Rioja, il plaça ces forces sous le commandement du général Wenceslao Paunero, qui se dirigea vers San Luis, précédé d’une avant-garde conduite par le colonel Arredondo.
Sans attendre son chef, Arredondo se lança sur les troupes de Saá, dans la bataille de San Ignacio, le 1er avril 1867, sur les rives du río Quinto. Les fédéralistes étaient en passe de vaincre, mais la manœuvre décisive de l’infanterie de Luis María Campos et la supériorité de l’armement et la discipline de l’armée nationale permirent à celle-ci de remporter la victoire.
Les fédéralistes furent dispersés et s’enfuirent pour la plupart au Chili, pendant que l’armée nationale se reprirent la maîtrise des provinces de San Luis, Mendoza et San Juan.
Taboada pour sa part s’empara de la ville de La Rioja. La nouvelle parvint à Varela alors qu’il se mettait en marche vers Catamarca avec une énorme armée de 5 000 hommes. Varela cependant commit une grave erreur, en se repliant sur La Rioja pour se préserver d’avoir des ennemis derrière le dos ; ce faisant, il négligea d’assurer son approvisionnement en eau, ce qui pourtant, dans ces parages désertiques, était vital. À cause de la subséquente pénurie d’eau dont souffrirent ses troupes, il fut donc amené à présenter bataille en état d’infériorité du point de vue de la condition physique, et fut, en dépit de sa forte supériorité numérique, totalement défait par Taboada le 10 avril, lors de la bataille de Pozo de Vargas.

### Dernières campagnes de Varela

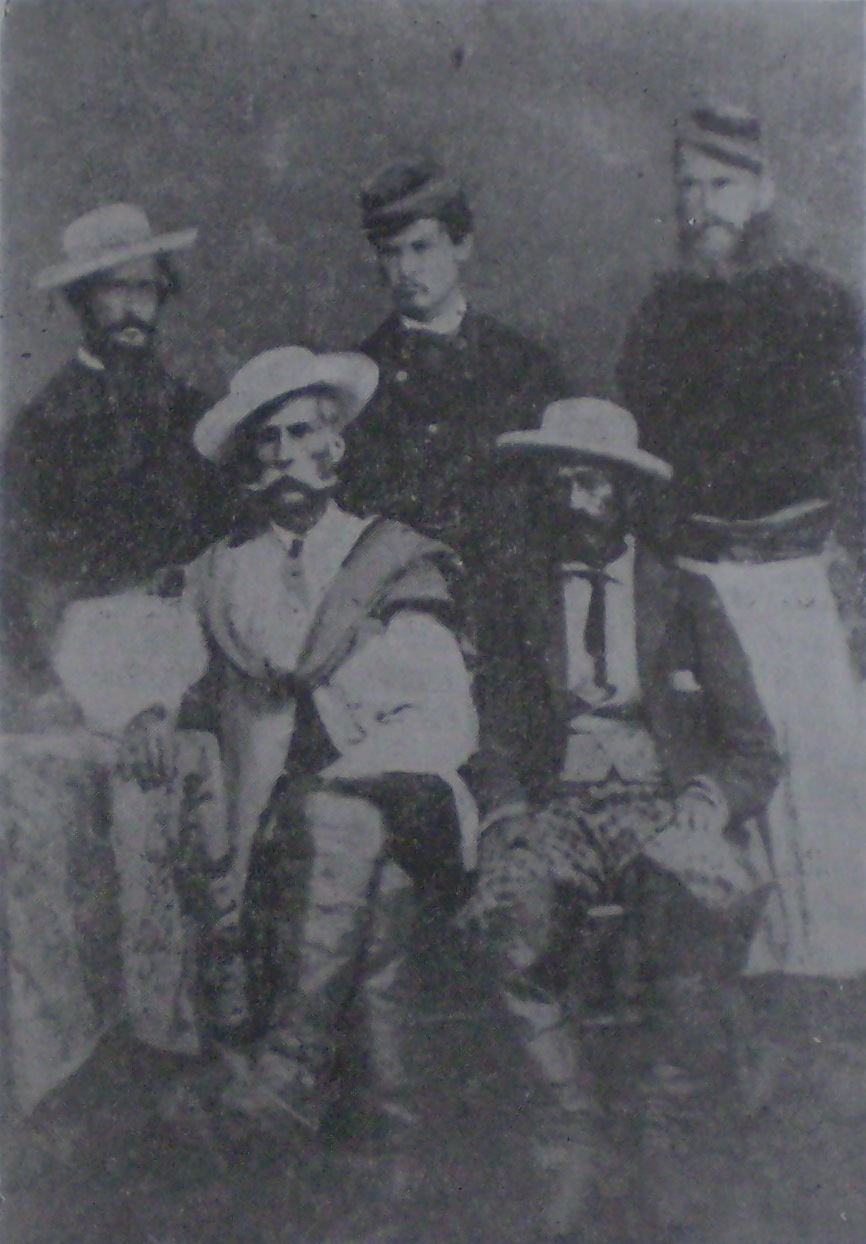
Le colonel Felipe Varela en compagnie de ses officiers.

Varela se déplaça vers l’ouest de la province de La Rioja, mais refusa de fuir au Chili : il résista plusieurs mois dans l’intérieur de la province et mena des incursions répétées dans l’ouest des provinces de Catamarca et de Córdoba. Après avoir vaincu Arredondo et le colonel Linares, il put occuper brièvement la capitale de la province, mais dut l’abandonner ensuite.
En avril de la même année éclata une révolution dans le sud de la province de Salta, avec des mutineries de troupes à La Candelaria et à Metán. Dirigés par le général Aniceto Latorre, ils firent route vers Chicoana, mais furent battus dans la bataille d’El Bañado.
Varela se transporta alors dans l’ouest de Catamarca, d’où il avança vers les vallées Calchaquíes. En octobre 1867, il prit d’assaut la ville de Salta, qu’il dut cependant évacuer aussitôt, puis peu après San Salvador de Jujuy. Il finit en exil en Bolivie.
Mateo Luque, gouverneur de la province de Córdoba, était un fédéraliste décidé, mais s’abstint de se joindre à la révolution. Le colonel Simón Luengo voulut l’y contraindre, en s’emparant du gouvernement en son absence, mais Luque permit à l’armée nationale d’écraser Luengo et ses partisans. Ce nonobstant, le président Mitre décida une intervention fédérale dans la province, liquidant ainsi le parti fédéraliste de Córdoba.
En janvier 1869, Varela fit une ultime et vaine tentative, assez pitoyable, de retourner en Argentine et de ressusciter le parti fédéraliste dans l’intérieur du pays, mais fut battu dans la Puna.
Pourtant la résistance des montoneros fédéralistes, parmi lesquels s’illustrèrent en particulier Santos Guayama et Martina Chapanay, originaires de San Juan, devait durer deux ou trois ans encore dans les provinces de Cuyo et La Rioja. Toutefois, il ne s’agira plus guère d’autre chose que d'actions de bandes rurales, incapables de se constituer en armée, qui attaquaient par surprise, indistinctement, la police, les exploitants agricoles ou les voyageurs.
Le gouvernement de Mitre arriva au terme de son mandat en octobre 1868, laissant dans son bilan plus de 8000 Argentins morts dans des rébellions contre le centralisme mitriste.

## Fin du fédéralisme dans le Litoral: la révolution de López Jordán
La défaite du Parti fédéraliste toutefois n’était pas encore totale ; grâce à sa décision de supposer caduque la Confédération argentine à la suite de la bataille de Pavón, le général Urquiza avait su se maintenir comme gouverneur de la Province d'Entre Ríos, loin de l’influence de Buenos Aires.

### Prologue: chute des fédéralistes dans la province de Corrientes
Il y eut pour un bref laps de temps un gouvernement fédéraliste à Corrientes également : le général Cáceres avait en effet fait élire gouverneur Evaristo López. Les libéraux n’ayant pas accepté leur défaite, ils le renversèrent le 27 mai 1868 au moyen d’une révolution dirigée par Wenceslao Martínez. Tandis que Victorio Torrent accédait au gouvernement dans la capitale provinciale, Cáceres refusa de reconnaître le gouvernement surgi de cette révolution, et réussit à se rendre maître de la zone sud et centrale de la province, battant les forces de Raimundo Reguera lors de la bataille de Arroyo Garay, le 31 juillet.
Cependant, le gouvernement national dépêcha en appui aux libéraux (et du coup reconnaissait un gouvernement issu d’une révolution) plusieurs unités de l’armée alors en opération au Paraguay, commandées par les généraux Emilio Mitre (frère de Bartolomé Mitre) et Julio de Vedia. Cáceres fut contraint de se retirer sur Entre Ríos.

### Assassinat d’Urquiza

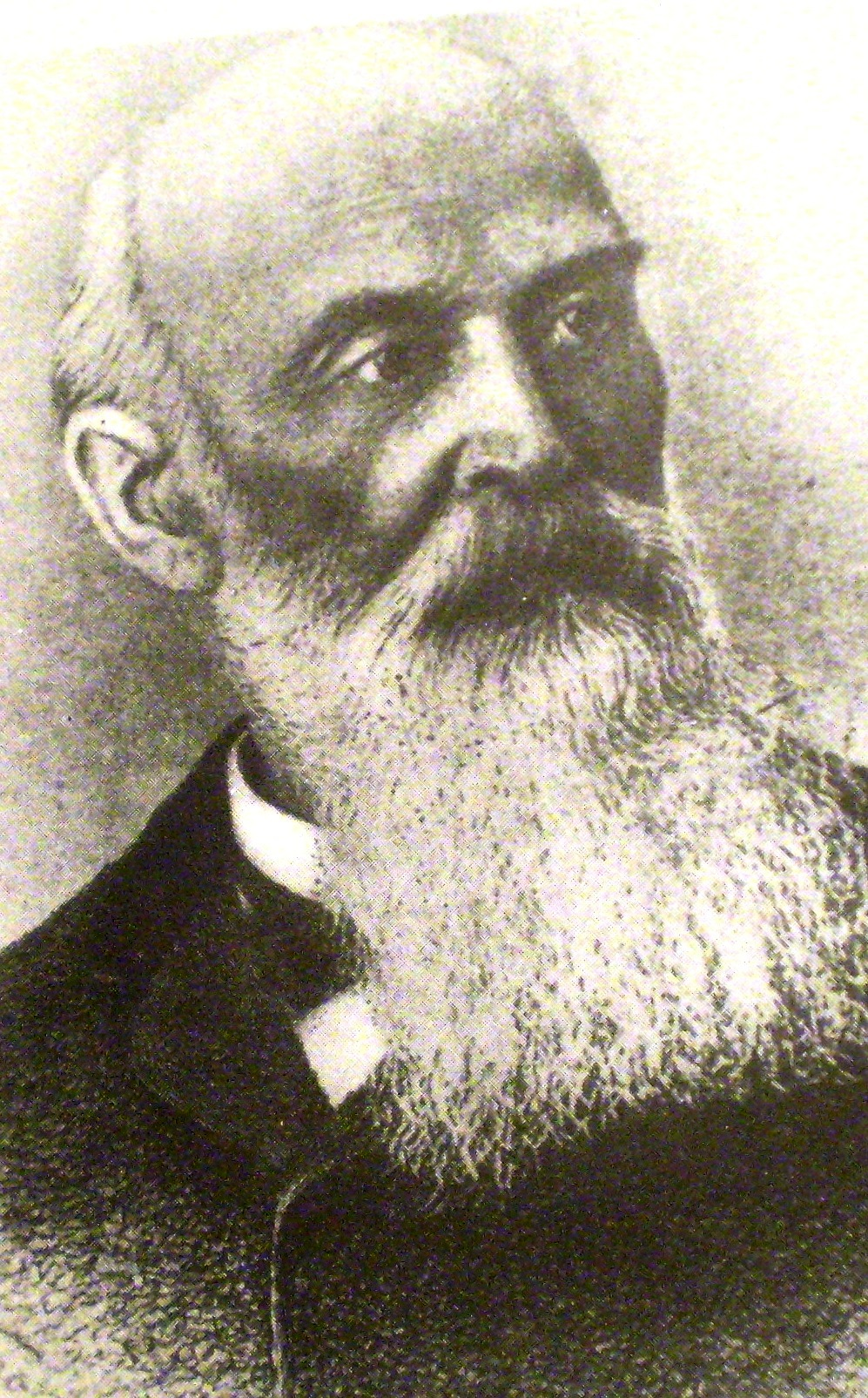
Ricardo López Jordán (fils), dernier des caudillos fédéralistes.

Quelques dirigeants fédéralistes d’Entre Ríos désavouèrent l’appui donné par Urquiza au gouvernement national dans sa guerre au Paraguay, ainsi que son inaction lors des rébellions du Chacho Peñaloza et de Felipe Varela. Parmi eux figurait notamment le général Ricardo López Jordán fils.
Le 11 avril 1870, peu après la fin de la guerre de la Triple-Alliance, López Jordán déclencha una révolution contre Urquiza, dont la première étape consista en une attaque contre la résidence de celui-ci, attaque dans laquelle l’ancien président trouva la mort.
Trois jours après, la Législature élut López Jordán gouverneur, pour qu’il achevât le mandat d’Urquiza.
Le président Sarmiento envoya à Entre Ríos une armée formée par des divisions d’anciens combattants de la guerre du Paraguay, tandis que de son côté le gouverneur interdit l’entrée de troupes nationales dans la province sous son autorité. Quand les troupes nationales débarquèrent dans la province, le 19 avril, il proclama qu’Entre Ríos était en guerre avec le gouvernement de Sarmiento.
Le 25 avril, le président décréta l’état de guerre de la Nation contre la province d’Entre Ríos. Cependant, ce ne fut pas avant le 10 août, alors que les opérations de guerre duraient depuis plus de trois mois déjà, que le congrès national finit par autoriser le pouvoir exécutif à recourir à une intervention fédérale dans la province à l’effet d’y réprimer une « sédition ».

### La guerre jordaniste de 1870 et 1871

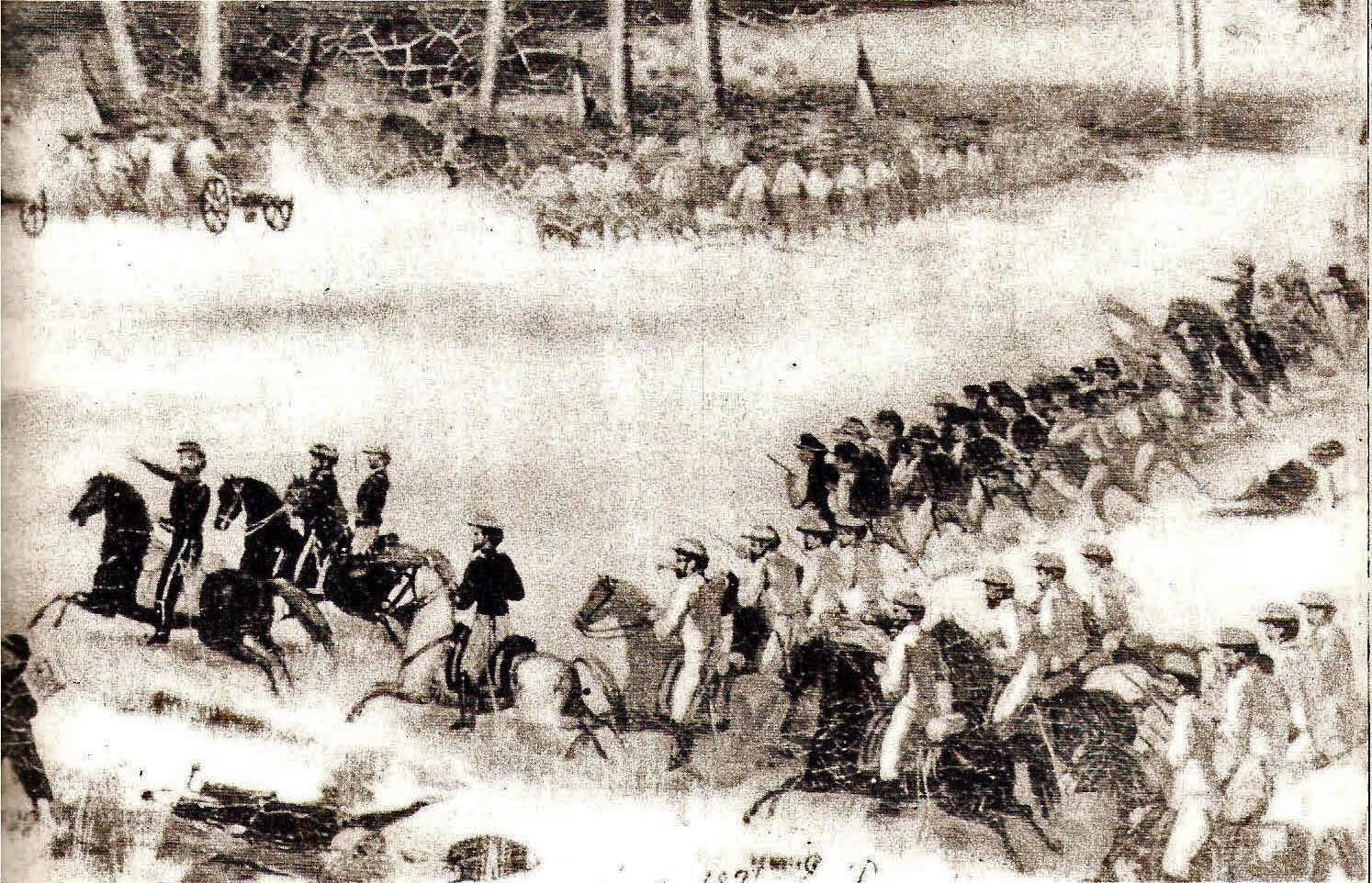
La bataille de Ñaembé.

Le général Emilio Mitre débarqua à Gualeguaychú, Ignacio Rivas fit marche vers le nord en longeant la rive du fleuve Uruguay, Emilio Conesa pénétra dans la ville de Paraná, et Juan Andrés Gelly y Obes envahit la province au départ de la province de Corrientes.
Les forces d’Entre Ríos étaient très supérieures en effectifs et, disposant d’un cavalerie plus nombreuse, beaucoup plus mobiles, ce qui leur permit de remporter quelques petites victoires. Cependant les nationaux, beaucoup mieux équipés en armement et mieux dirigés, dominaient les villes et recherchaient avidement une bataille de grande envergure qui leur assurât la victoire définitive.
Le 20 mai, Conesa battit López Jordán lors du combat d’El Sauce, empêchant ainsi que le gouverneur ne s’emparât de Paraná. Ce fut la première bataille de l’histoire argentine dans laquelle furent utilisées des mitrailleuses.
Le 12 juillet, les jordanistes lancèrent une offensive contre la capitale d’Entre Ríos, Concepción del Uruguay, l’occupèrent un temps, mais durent bientôt s’en retirer. Peu après, López Jordán décida de renoncer aux villes et de se replier dans la campagne et dans les montagnes, Rivas se saisissant alors du commandement militaire. Après quelques combats à l’issue variable, Rivas remporta le 12 octobre la sanglante victoire de Santa Rosa, au sud-est du bourg de Villaguay. Néanmoins les jordanistes obtinrent en décembre 1870 une éphémère victoire dans la bataille de Don Cristóbal.
López Jordán tenta d’ouvrir un nouveau front : il envahit la province de Corrientes, avec l’appui des fédéralistes de cette province, mais fut totalement défait le 26 janvier 1871 par le gouverneur correntin Santiago Baibiene lors de la Bataille de Ñaembé.
Le caudillo retourna dans le nord d’Entre Ríos, mais de nouvelles défaites obligèrent les jordanistes à se disperser dans l’intérieur de la province. Le gouverneur s’enfuit en Uruguay, puis, fin février, passa au Brésil.

### Deuxième campagne de López Jordán
Le gouvernement organisa des élections sans candidats fédéralistes. Le gouverneur Emilio Duportal et son successeur Leonidas Echagüe s’employèrent à éloigner les fédéralistes de tous les postes publics, y compris les curés et les maîtres d’école. La province d’Entre Ríos, qui avait été jusque-là préservée des excès survenus à la suite de la bataille de Pavón, en était profondément humiliée.
Après que les fédéralistes d’Entre Ríos eurent lancé un appel à López Jordán exilé, celui-ci traversa le fleuve Uruguay en mai 1873 et, en deux jours, se rendit maître de toute la province, à l’exception de Paraná, Gualeguaychú et Concepción del Uruguay. Il mit sur pied une armée plus grande encore, laquelle, croit-on, arriva à compter 16 000 hommes, et la dota d’une infanterie et d’artillerie.
Sarmiento décréta l’intervention fédérale ainsi que l'état de siège dans les provinces d’Entre Ríos, de Santa Fe et de Corrientes. Il proposa une loi portant la mise à prix, pour une forte somme d’argent, de la tête de López Jordán, mais le congrès rejeta ce projet. Le ministre de la Guerre, le colonel Martín de Gainza, fut nommé commandant en chef des forces de l’intervention, lesquelles étaient organisées en trois divisions sous les ordres du général Julio de Vedia et des colonels Luis María Campos et Juan Ayala.
Encore une fois, il y eut des combats sur toute l’étendue du territoire de la province, que les troupes nationales gagnèrent pour la plupart. Le 9 décembre, López Jordán fut vaincu dans la bataille de Don Gonzalo par les généraux Gainza et Vedia. Le lendemain, plusieurs officiers faits prisonniers furent fusillés.
Le général Francisco Caraballo, menant les derniers vestiges des forces jordanistes, fut battu à Puente de Nogoyá. Le jour de noël, López Jordán franchit à nouveau le fleuve pour un nouvel exil en Uruguay.

### Ultime tentative
En dépit de toutes les défaites subies, le caudillo et quelques-uns de ses affidés entreprirent une dernière tentative : ayant refait leur apparition dans leur province le 25 novembre 1876, ils ne parvinrent pourtant pas à réunir plus de huit-cents hommes. Ils furent défaits dans la bataille de Alcaracito, près de La Paz, et López Jordán fut fait prisonnier. Il passa en détention plus de trois ans, et finit par s’échapper en Uruguay. Il ne devait plus jamais revoir sa province d’Entre Ríos, et fut assassiné à son retour à Buenos Aires en 1889.
Ainsi s’acheva l’ultime révolution fédéraliste en Argentine. Le Parti fédéraliste définitivement vaincu, quelques-uns de ses anciens membres rejoindront le Parti autonomiste national (PAN), lui apportant une partie de leurs idées ; au fil du temps cependant, les dirigeants de ce parti allaient le transformer en un parti conservateur.

## Guerres civiles du mitrisme dans la décennie 1870
La défaite définitive des fédéralistes ne mit pas le point final aux guerres civiles. L’ancien Parti unitaire allait survivre encore à travers le mitrisme, qui mena ses ultimes combats pour imposer la suprématie de Buenos Aires.

### Premières années de la décennie 1870
Le gouverneur libéral correntin, Santiago Baibiene, auréolé par la victoire de Ñaembé, fit élire gouverneur Agustín Pedro Justo. Le 5 janvier 1872, le colonel Valerio Insaurralde déclencha une révolution à Curuzú Cuatiá. Baibiene prit alors le commandement des forces gouvernementales dans le sud de la province, ce que le colonel Desiderio Sosa mit à profit pour renverser le gouverneur dans la capitale provinciale le 9 janvier. Justo réussit à fuir à Buenos Aires, où il sollicita l’intervention fédérale, mais Sarmiento refusa de la décréter.
Sosa affronta Baibiene dans deux petites batailles, puis se laissa poursuivre durant des semaines par les troupes de Baibiene, sachant tirer parti de la meilleure qualité de ses chevaux et de son approvisionnement. Près du village d’Empedrado se produisit le 4 mars la bataille de Tabaco ou des champs d’Acosta (esp. de los campos de Acosta), qui se solda par la victoire des forces révolutionnaires ; les vaincus toutefois furent autorisés à quitter la province. Lors des élections qui suivirent, les autonomistes triomphèrent.
En 1870, le gouverneur de Santiago del Estero, Manuel Taboada, céda le gouvernement à Alejandro Montes, qui résolut de gouverner sans se laisser commander par les Taboada. En réaction, Taboada organisa une révolution, légalisée ensuite par la législature, laquelle destitua Montes en juin 1871. Un régiment de l’armée argentine tenta de le remettre au pouvoir, mais n’obtint aucun appui national et fut défait le 22 juillet 1871.
Après la mort de Manuel Taboada en septembre de cette même année, son propre  frère Antonino, chef militaire du parti mitriste, et le gouverneur Absalón Ibarra, poursuivirent sa politique. Lors des élections nationales de 1874, les électeurs de Santiago del Estero votèrent pour Mitre, mais celui-ci fut battu par Nicolás Avellaneda.

### La révolution de 1874

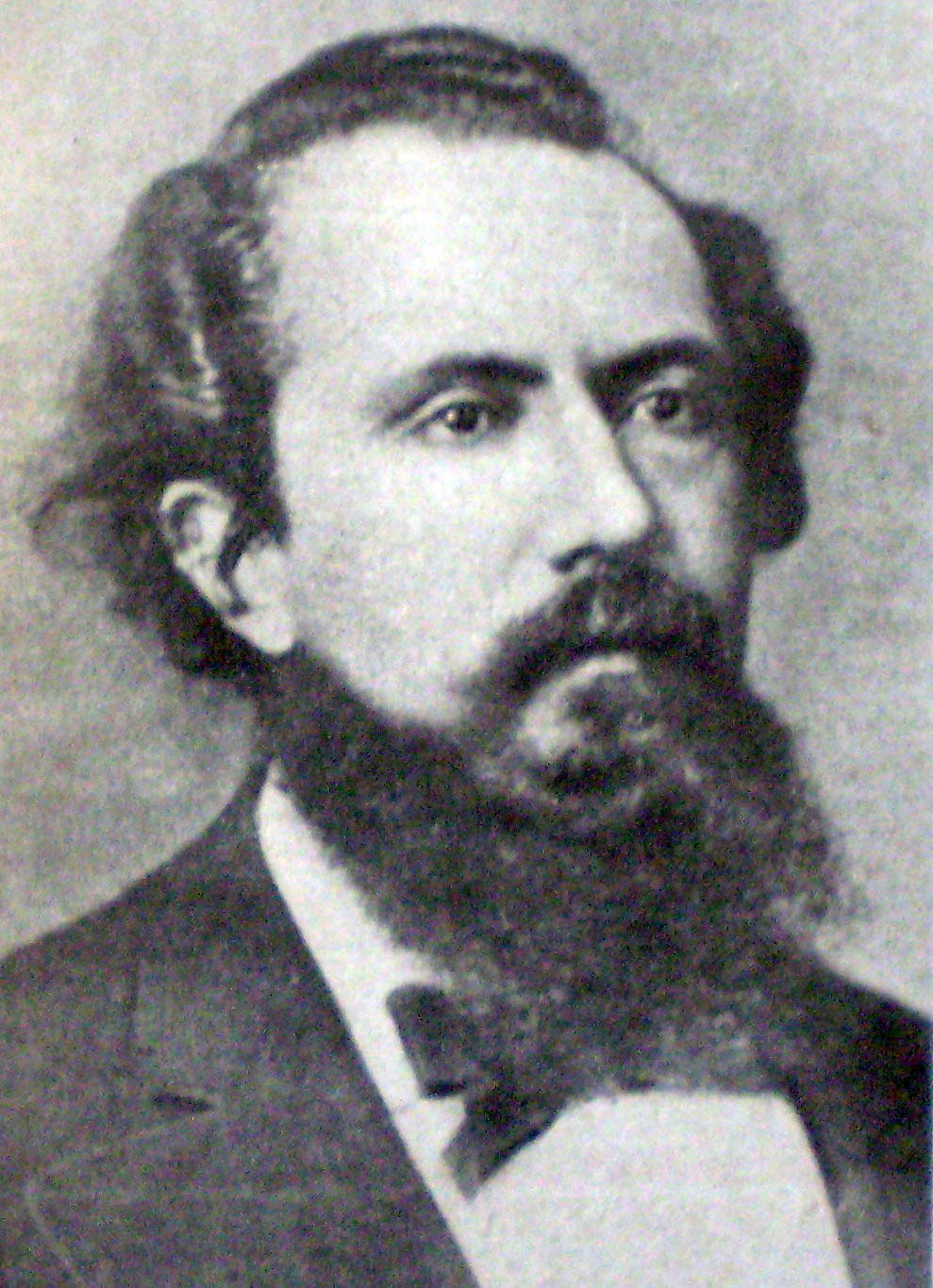
Nicolás Avellaneda.

Depuis 1862 existaient deux partis libéraux ; l’un d’eux, le Parti autonomiste, hissa Domingo Faustino Sarmiento à la présidence en 1868.
Lors du scrutin de 1874 à Buenos Aires pour l’élection des députés nationaux, si l’opposition triompha, la législature provinciale manipula les résultats — pratique assez commune à cette époque — de façon à donner la victoire au Parti autonomiste.
Bien qu’ils dédaignassent les élections, les nationaux attendirent le résultat des élections présidentielles, qui se tinrent le 12 avril. Les opposants ne sortirent gagnants que dans les provinces de Buenos Aires, San Juan et Santiago del Estero, et le candidat autonomiste Nicolás Avellaneda fut proclamé président.
Le 18 juillet, la Chambre des députés approuva l’élection des députés portègnes, pendant que Mitre se mettait à la tête de la conspiration. À titre préventif, Sarmiento écarta de leurs commandements militaires les chefs les plus engagés, mais le commandant naval Erasmo Obligado refusa d’obéir et lança le 23 septembre une révolution, à la tête de deux canonnières. Il transféra Mitre vers Montevideo, puis retourna dans le sud de la province de Buenos Aires.
Les chefs militaires de la révolution, les généraux Ignacio Rivas et Juan Andrés Gelly y Obes, et les colonels Julián Murga et Francisco Borges, se transportèrent dans le sud de la province, et recrutèrent des volontaires dans les villages de campagne, jusqu’à totaliser 5 000 hommes, mal armés et quasi entièrement de cavalerie. L’armée nationale, sous les ordres des généraux Martín de Gainza et Julio de Vedia, et des colonels Julio et Luis María Campos, subit une série de défaites mineures.
Mitre prit le commandement de l’armée le 26 octobre, tandis qu’Obligado se vit contraint de se rendre.
Pour sa part, le général José Miguel Arredondo, après avoir soulevé la frontière sud de la province de Córdoba, avança jusqu'à s’emparer de la capitale provinciale, où il s’approvisionna et agrandit ses troupes. De là, il revint vers le sud, cherchant à se joindre à Mitre.

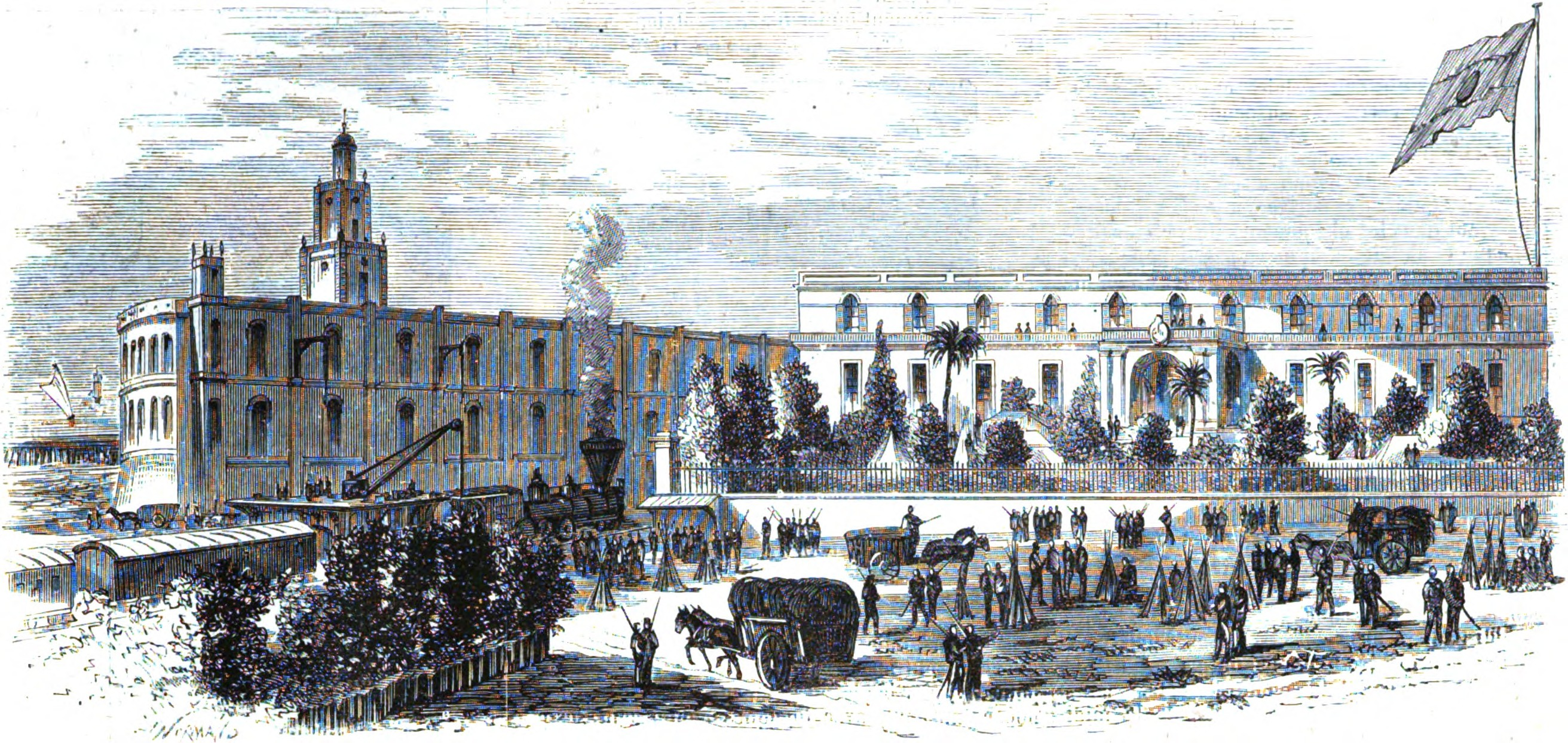
La Révolution de la République Argentine: Occupation du palais du gouvernement par les troupes, a Buenos Aires (L'Illustration, Vol. LXIV, no 1.660, 1874).

Le colonel Julio Argentino Roca cependant s’interposa entre les deux armées rebelles, de sorte qu’Arredondo se déporta vers Mendoza, et battit les milices provinciales dans la première bataille de Santa Rosa, le 29 octobre 1874. Il força les gouverneurs de Mendoza et de San Juan à démissionner et leur substitua des mitristes.
Dans la province de Buenos Aires, Mitre dirigea son armée vers le nord, se proposant d’unir ses troupes à celles d’Arredondo. Ce faisant, il croisa le chemin de la petite troupe du lieutenant colonel José Inocencio Arias : le 26 novembre, avec sa cavalerie, il attaqua frontalement une infanterie excellemment armée, couverte et commandée, dans la bataille de La Verde. Il fut vaincu et capitula le 3 décembre à Junín.
Arredondo renforça son armée au lieu même de sa victoire, Santa Rosa, où il attendit Roca. Celui-ci cependant encercla les positions de son ennemi et le vainquit lors de la deuxième bataille de Santa Rosa, le 7 décembre.
Mitre, Arredondo et leurs officiers furent arrêtés, traduits devant le conseil de guerre et limogés de l’armée, tandis qu’Avellaneda fut reconnu président.

### 1874 dans les provinces de Corrientes et Jujuy
À la suite du déclenchement de la révolution mitriste, il y eut une brève réaction libérale à Caá Catí, dans la province de Corrientes, mais fut facilement vaincue. À Goya, dans la même province, le colonel Plácido Martínez se souleva et obtint que la milice locale se joignît à lui. Les troupes nationales, sous le commandement du colonel Manuel Obligado, gagnèrent la province au départ du Gran Chaco, et pourchassèrent Martínez à travers toute la province. Celui-ci avança vers l’extrême nord de la province, pour redescendre ensuite le long du fleuve Uruguay jusqu’aux environs de Monte Caseros, où il apprit la nouvelle de la défaite et reddition de Mitre, motif pour lui de franchir le fleuve Uruguay pour l’exil.
Sans relation apparente avec les révolutions libérales, une insurrection d’indigènes, en désaccord avec la privatisation de leurs terres communales, éclata dans la Puna de Jujuy. Les insurgés concentrèrent leurs forces dans le village de Cochinoca et repoussèrent les offensives du gouverneur José María Álvarez Prado. Cependant celui-ci se ressaisit et attaqua Cochinoca en janvier 1875, massacrant les indigènes dans la bataille de Quera. La zone resta sous le contrôle du gouvernement, et la privatisation projetée fut mise en œuvre, quoique de façon incomplète.

### Échecs et persistance du mitrisme
Antonino Taboada s’était engagé à appuyer la révolution mitriste, mais se retracta par après. C’est la raison pour laquelle le général José Miguel Arredondo dut, après s’être rendu maître de Córdoba, se replier sur la province de Mendoza, où il allait être vaincu. Toutefois Avellaneda n’était pas disposé à admettre que son autorité dans le nord du pays dépendît du bon vouloir de Taboada, et fit pression sur Absalón Ibarra, qui démissionna en décembre de cette même année. Fin mars 1875, l’arrivée de deux bataillons de ligne de l’armée nationale précipita la révolution des dirigeants de l’opposition, appuyés par une grande partie de la population. Le processus fut très violent, entraînant assassinats, détentions et pillages. Antonino Taboada, comme ses derniers adeptes achevaient d'être vaincus par les troupes nationales en juin, s’exila dans la province de Salta.
À cette même date s’établissait l’alliance entre autonomistes et mitristes dans la province de Buenos Aires, mais les libéraux des autres provinces se plaignaient de ce que cette alliance ne fût pas étendue aux autres provinces. Dans quelques-unes de celles-ci, des conspirations commençaient déjà à se tramer.
Le cas le plus grave fut celui de Santa Fe, où l’ancien gouverneur Patricio Cullen, appuyé par Nicasio Oroño, ancien gouverneur lui aussi et dirigeant libéral, déclencha une révolution, mais ne fut guère suivi que par des colonnes étrangères du nord de la province et par des mercenaires des colonies suisses d’Helvecia et d’Esperanza. Un groupe pénétra dans la capitale provinciale, mais échoua à s’emparer de la maison du gouvernement. Le 20 mars 1877, Cullen fut battu et tué lors de la bataille de Los Cachos, près de Cayastá. L’année suivante, dès le début du deuxième mandat du gouverneur autonomiste Simón de Iriondo, il y eut plusieurs rébellions libérales dans la province, mais progressivement, le libéralisme de Santa Fe finit par accepter sa défaite.
Quand eurent lieu les élections correntines du 16 novembre 1877, les libéraux refusèrent d’y participer et organisèrent leurs propres bureaux de vote le même jour, où comme de juste ils remportèrent un triomphe. De la sorte furent élus deux législatures et deux gouverneurs : l’un libéral, Felipe Cabral, et l’autre autonomiste, Manuel Derqui. Le gouvernement conféra le pouvoir à Derqui, alors que Cabral requit l’intervention fédérale pour la province. Les libéraux, emmenés par Juan Esteban Martínez, déclenchèrent une révolution. Le 19 février 1878, dans la bataille d’Ifrán, le colonel libéral Raimundo Reguera défit l’autonomiste Valerio Insaurralde, et peu après remporta une deuxième victoire à Yatay. Les libéraux dominaient le sud-ouest de la province et instaurèrent un gouvernorat provisoire. Le président envoya un interventeur fédéral, José Inocencio Arias, lequel, secrètement de connivence avec les libéraux de Corrientes, leur fournit des armes, avec lesquelles les libéraux occupèrent la capitale provinciale le 30 juillet 1878. Après quelques combats mineurs, Derqui quitta la province. Corrientes allait être la seule province à joindre sa voix à celle de Buenos Aires en votant en 1880 pour l’opposition au candidat du pouvoir en place.

## Révolution portègne de 1880
En 1880, la « question de la capitale » — c'est-à-dire la question du siège du gouvernement fédéral — avait gardé la même forme provisoire que celle héritée de la bataille de Pavón : le gouvernement national était « hôte » de la province de Buenos Aires, dans la ville de Buenos Aires, sur laquelle il n’avait du reste aucune autorité.
Après la révolution de 1874, et après que se furent écoulées quelques années de proscription pour les vaincus, ceux-ci firent l’objet d’une mesure de grâce et se joignirent à la « conciliation des partis », laquelle en 1876 porta au gouvernement de la province de Buenos Aires Carlos Tejedor, autonomiste jouissant d'un grand prestige auprès des partisans de Mitre.
À la mort d’Alsina fin 1877, le meilleur candidat de l’autonomisme était le ministre de la Guerre, le général Julio Argentino Roca, qu'avait mené la Conquête du Désert, une des grandes réussites du gouvernement Avellaneda. Les dirigeants portègnes, dont beaucoup tenaient pour un affront d’être gouvernés par des provinciaux, présentèrent comme leur candidat le gouverneur Tejedor.
Pour sa part, Avellaneda voulut de terminer son mandat par un autre succès encore : une loi déclarant la ville de Buenos Aires capitale de l’État argentin, en accord avec ce qui avait été établi dans la Constitution de 1853 mais n’avait pas été mis en œuvre.

### La dernière guerre civile

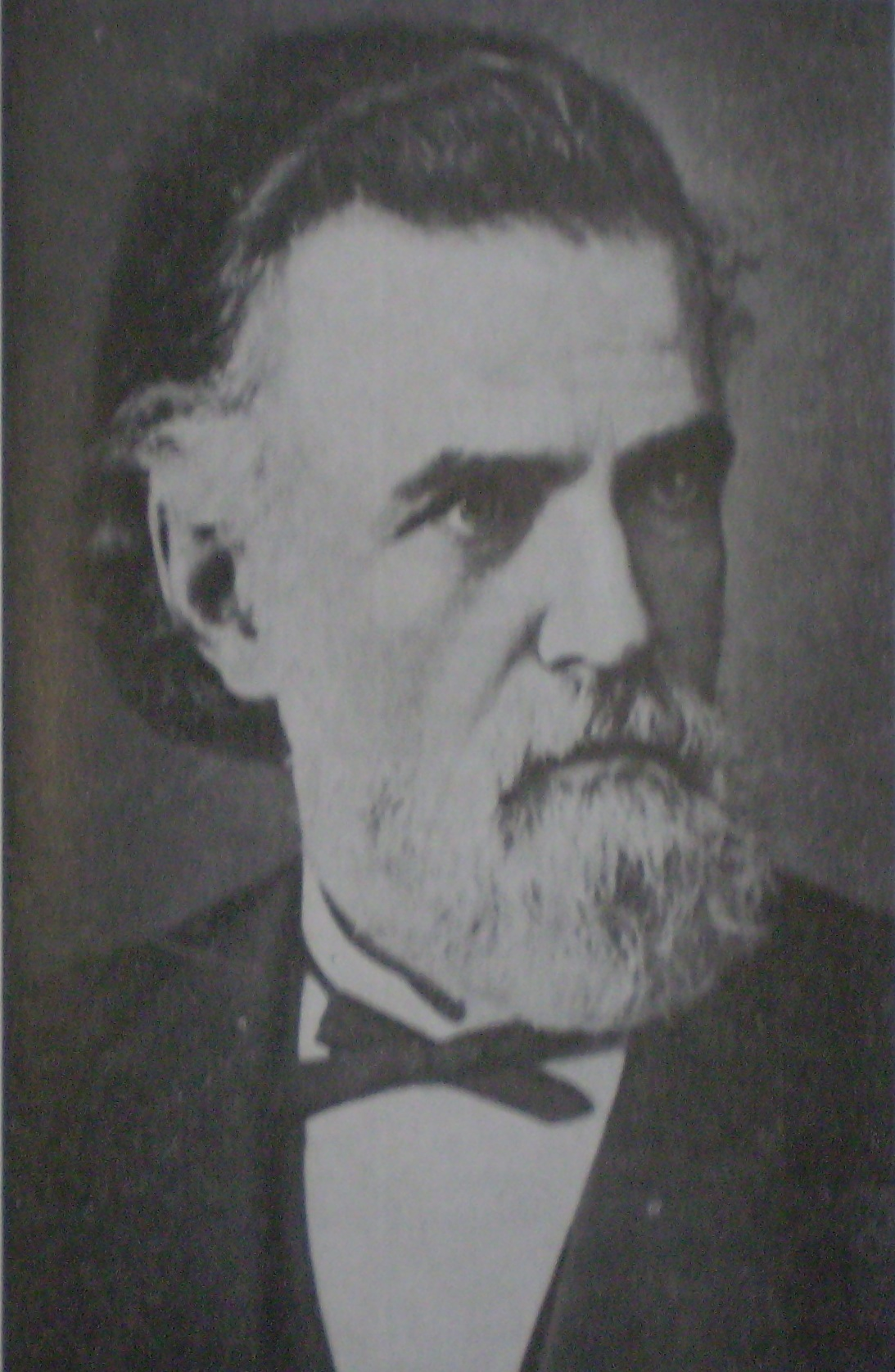
Le gouverneur Carlos Tejedor.

Tejedor répliqua en ordonnant la mobilisation militaire et la formation de milices afin d’exercer les citoyens au maniement des armes, cela en infraction à une loi d’octobre 1879, qui interdisait aux provinces de mobiliser des milices sans la permission expresse du président. Le gouvernement de Buenos Aires fit l’acquisition d’une forte cargaison d’armes à l’usage de ses milices ; lorsqu’un officier de l’armée tenta de réquisitionner le navire qui les transportait, les forces du colonel José Inocencio Arias coupèrent court à l’action des troupes nationales.
Devant l’attitude belliqueuse du gouvernement de Buenos Aires, Avellaneda décréta le 4 juin 1880 le transfert de toutes les autorités fédérales vers le village de Belgrano voisin, alors hors de la tutelle portègne, et le déclara siège transitoire du gouvernement national. Vers le village déménagèrent le Sénat, la Cour suprême et une partie de la Chambre des députés.

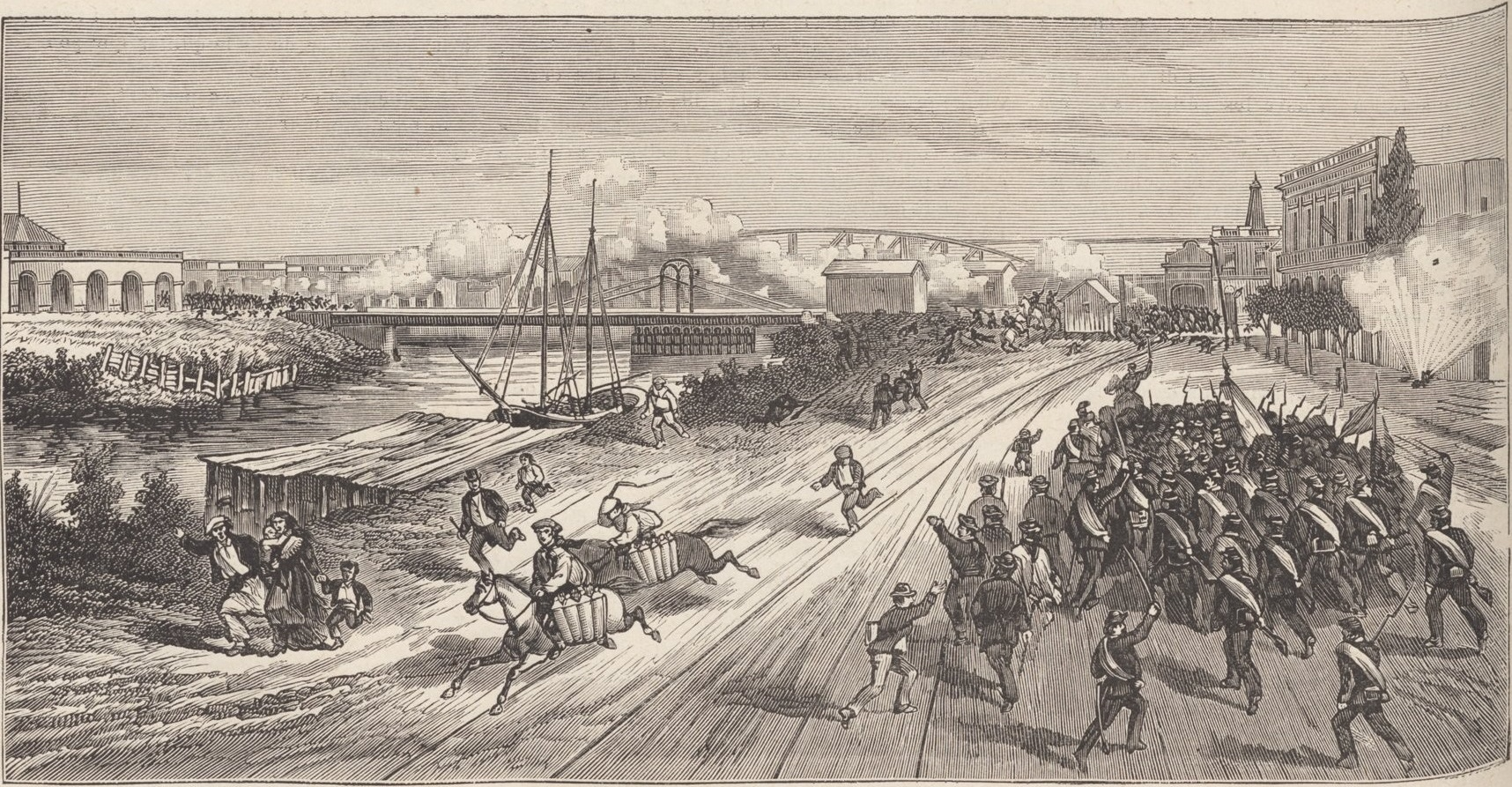
Combat du 20 juin: Défense du pont de Barrancas par la garde nationale de Buenos Aires (Clérice, Le Monde Illustré, no 1.230, 1880).

Dans le même temps, le président ordonna à plusieurs divisions de l’armée nationale d’avancer vers la ville, à quoi le gouvernement de Buenos Aires réagit en rassemblant dans Buenos Aires toutes les milices de la province. Une tentative d'empêcher cette concentration de forces échoua le 17 juin, lors de la bataille d’Olivera : bien que les troupes de Buenos Aires qui s’étaient engagées dans la bataille furent battues, la majeure partie d’entre elles réussit à pénétrer dans la ville.
Les forces nationales lancèrent l’offensive contre la ville le 20 juin. Dans les sanglantes batailles de Puente Alsina, de Barracas et de Corrales Viejos, les troupes de Buenos Aires parvinrent à enrayer l’avancée nationale, mais subirent d’énormes pertes en hommes, moyens financiers et armements. La victoire stratégique revenait donc au gouvernement national.
Tejedor ordonna à Mitre d’entamer des pourparlers de paix et présenta sa démission le 30 juin. La milice provinciale fut aussitôt désarmée. Le congrès procéda à la dissolution de la législature portègne, et quelques jours plus tard entra en jeu le gouvernement provincial.

### Corrientes, ultime champ de bataille

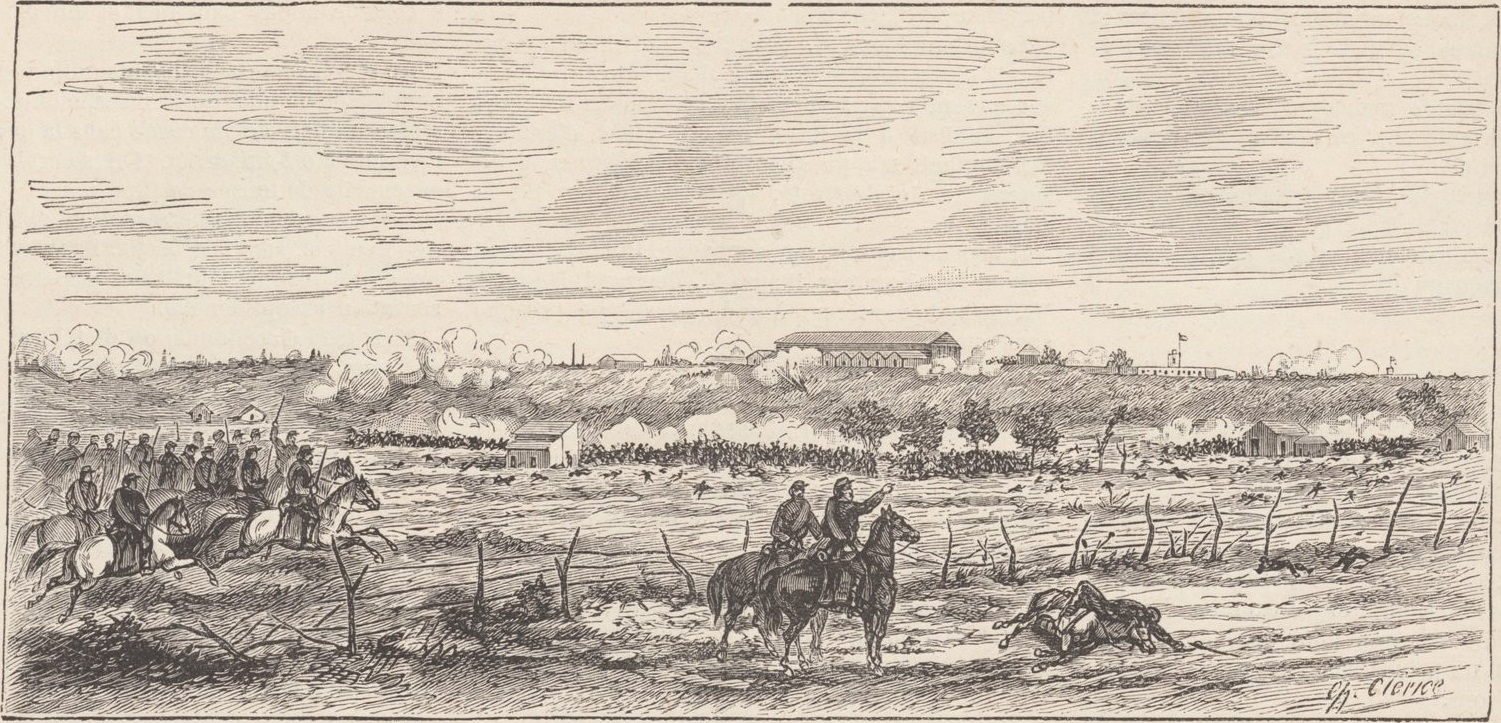
Bataille du 21 juin : Attaque, par les troupes nationales, des hauteurs des Corrales (abattoirs), défendues par la garde nationale de Buenos Aires (Clérice, Le Monde Illustré, no 1.230, 1880).

La seule province où le parti libéral mitriste gouvernait encore était la province de Corrientes, où ce parti avait gardé le pouvoir depuis la révolution de 1878. Le 9 juin, au moment où la situation à Buenos Aires était près de déboucher sur un affrontement militaire, les délégués correntins conclurent par Tejedor une alliance formelle avec le gouvernement portègne : ils offraient le concours d'une armée provinciale de 10 000 hommes, qu’en pratique il eût été impossible de mettre sur pied. En contrepartie, le gouvernement portègne s’engageait à apporter 1000 fusils avec cent mille « tirs », quatre canons Krupp et un million de pesos.
Quelques jours après, des forces correntines envahirent la province d’Entre Ríos, attaquant quelques garnisons de moindre importance. En réponse, le 3 juillet, Avellaneda décréta l’intervention fédérale : le docteur Goyena fut dépêché à Corrientes, où il arriva le 16 juillet. Il ordonna, depuis Goya, au colonel Rufino Ortega de marcher sur la capitale provinciale, qui fut prise et occupée le 24, et au général Juan Ayala d’attaquer Curuzú Cuatiá au départ de Concordia.
Le gouverneur Felipe Cabral quitta la ville à la tête de quelques troupes, mais s’exila vers le Paraguay quelques jours plus tard. Le vice-gouverneur Juan Esteban Martínez se retira ensuite vers le nord-est, et installa son campement à la lisière de la zone marécageuse Esteros del Iberá. Les forces du colonel Reguera se dispersèrent, et s’intégrèrent pour partie dans celles de Martínez, lequel fut rattrapé deux fois au cours de sa marche : une première fois aux environs de Tacuara Carendí, le 31 juillet, et une deuxième à Ituzaingó, le 3 août 1880, et fut battu dans ces deux batailles par le colonel Rufino Ortega.
Cette dernière bataille fut aussi l’ultime bataille des guerres civiles argentines. Corrientes fut pacifiée, et, pour la première fois en soixante-six ans, la paix s’instaura définitivement dans l’ensemble du pays. Néanmoins, Corrientes sera la seule province où les révolutions ultérieures de la décennie 1890 ainsi que les deux de la décennie 1930 furent accomplies par des opérations territoriales et des transferts de troupes. Il ne s’agissait cependant pas là de guerres civiles à proprement parler, et les conflits politiques d’alors avaient peu en commun avec ceux que l’on s’était proposé de trancher sur les champs de bataille lors des guerres civiles survenues entre 1814 et 1880.

### Fédéralisation de Buenos Aires
Le 24 août 1880, Avellaneda présenta un projet de loi, approuvé par le congrès le 21 septembre, par lequel Buenos Aires serait déclarée capitale de la République et placée sous tutelle fédérale directe.
Il restait à le faire ratifier par la législature portègne. À cet effet furent convoquées de nouvelles élections provinciales, dont le Parti autonomiste national sortit triomphant. Après l’historique débat entre l’homme politique et écrivain José Hernández, qui défendait la fédéralisation de la ville, et Leandro N. Alem, qui s’y opposait — non point tant par une position porteñista, qu'en considération des effets négatifs sur le reste du pays — la loi fut approuvée par la province de Buenos Aires en novembre.
Le général Roca, qui avait peu auparavant accédé à la présidence, mena à son terme en décembre le processus de formation de la Capitale fédérale, désormais gouvernée directement par le gouvernement national. Ses compétences législatives municipales vinrent à dépendre d’un Conseil délibératif (esp. Concejo Deliberante), mais le pouvoir exécutif allait rester du ressort du gouvernement national jusqu’à 1995.
Le siège du gouvernement de la province de Buenos Aires passa à la ville de La Plata, fondée spécialement à cette fin.
Finalement donc, l’architecture fédérale resta inscrite dans la loi, encore qu’avec de fortes limitations pratiques. Le dernier contentieux des guerres civiles argentines se trouva ainsi résolu.